# 1970
| [ Edytuj tabelę ]                                                | |
| Przewodniczący Rady Państwa                                      | - 1968 Marian Spychalski 1970 - 1970 Józef Cyrankiewicz 1972                                                                                             |
| Premier Polski                                                   | - 1954 Józef Cyrankiewicz 1970 - 1970 Piotr Jaroszewicz 1980                                                                                             |
| Prezydent Polski na uchodźstwie                                  | - 1947 August Zaleski 1972 |
| Premier rządu RP na uchodźstwie                                  | - 1965 Aleksander Zawisza 1970 - 1970 Zygmunt Muchniewski 1972                                                                                           |
| I sekretarz KC PZPR                                              | - 1956 Władysław Gomułka 1970 - 1970 Edward Gierek 1980                                                                                                  |
| Król Afganistanu                                                 | - 1933 Mohammad Zaher Szah 1973 |
| Premier Afganistanu                                              | - 1967 Mohammad Nur Ahmad Etemadi 1971 |
| Przywódca Albanii                                                | - 1944 Enver Hoxha 1985 |
| Premier Albanii                                                  | - 1954 Mehmet Shehu 1981 |
| Prezydent Algierii                                               | - 1965 Huari Bumedien 1978 |
| Premier Algierii                                                 | - 1963 urząd zniesiony 1979 |
| Współksiążęta Andory                                             | - 1969 Ramón Malla Call (p.o.) 1971 - 1969 Georges Pompidou 1974                                                                                         |
| Król Arabii Saudyjskiej                                          | - 1964 Fajsal ibn Abd al-Aziz Al Su’ud 1975 |
| Prezydent Argentyny                                              | - 1966 gen. Juan Carlos Ongania 1970 - 1970 rada wojskowa 1970 - 1970 gen. Roberto Marcelo Levingston 1971                                               |
| Premier Australii                                                | - 1968 John Gorton 1971 |
| Prezydent Austrii                                                | - 1965 Franz Jonas 1974 |
| Kanclerz Austrii                                                 | - 1964 Josef Klaus 1970 - 1970 Bruno Kreisky 1983 |
| Premier Bahrajnu                                                 | - 1970 Chalifa ibn Salman Al Chalifa 2020 |
| Premier Barbadosu                                                | - 1966 Errol Barrow 1976 |
| Przewodniczący Zjednoczonej Rady Rewolucyjnej Birmy              | - 1962 Ne Win 1974 |
| Premier Birmy                                                    | - 1962 Ne Win 1974 |
| Król Belgów                                                      | - 1951 Baudouin 1993 |
| Premier Belgii                                                   | - 1968 Gaston Eyskens 1973 |
| Prezydent Beninu                                                 | - 1969 Paul-Émile de Souza 1970 - 1970 Hubert Maga 1972                                                                                                  |
| Król Bhutanu                                                     | - 1952 Jigme Dorji Wangchuck 1972 |
| Premier Bhutanu                                                  | - 1964 urząd zniesiony 1998 |
| Prezydent Boliwii                                                | - 1969 Alfredo Ovando Candía 1970 - 1970 Juan José Torres 1971                                                                                           |
| Prezydent Botswany                                               | - 1966 Seretse Khama 1980 |
| Prezydent Brazylii                                               | - 1969 Emílio Garrastazu Médici 1974 |
| Sułtan Brunei                                                    | - 1967 Hassanal Bolkiah |
| Przywódca Bułgarii                                               | - 1954 Todor Żiwkow 1989 |
| Premier Bułgarii                                                 | - 1962 Todor Żiwkow 1971 |
| Prezydent Burundi                                                | - 1966 Michel Micombero 1976 |
| Premier Burundi                                                  | - 1966 urząd zniesiony 1972 |
| Prezydent Chile                                                  | - 1964 Eduardo Frei 1970 - 1970 Salvador Allende 1973 |
| Przewodniczący ChRL                                              | - 1968 Song Qingling 1972 - 1968 Dong Biwu 1975 |
| Premier Chin                                                     | - 1949 Zhou Enlai 1976 |
| Prezydent Cypru                                                  | - 1960 Michail Muskos 1974 |
| Prezydent Czadu                                                  | - 1960 François Tombalbaye 1975 |
| Premier Czadu                                                    | - 1960 urząd zniesiony 1978 |
| Prezydent Czechosłowacji                                         | - 1968 Ludvík Svoboda 1975 |
| Premier Czechosłowacji                                           | - 1968 Oldřich Černík 1970 - 1970 Lubomír Štrougal 1988                                                                                                  |
| Król Danii                                                       | - 1947 Fryderyk IX 1972 |
| Premier Danii                                                    | - 1968 Hilmar Baunsgaard 1971 |
| Prezydent DR Konga                                               | - 1965 Joseph-Désiré Mobutu 1971 |
| Dalajlama                                                        | - 1940 Tenzin Gjaco |
| Prezydent Dominikany                                             | - 1966 Joaquín Balaguer 1978 |
| Prezydent Egiptu                                                 | - 1961 Gamal Abdel Naser 1970 - 1970 Anwar as-Sadat 1981                                                                                                 |
| Premier Egiptu                                                   | - 1967 Gamal Abdel Naser 1970 - 1970 Mahmud Fauzi 1972                                                                                                   |
| Prezydent Ekwadoru                                               | - 1968 José María Velasco Ibarra 1972 |
| Cesarz Etiopii                                                   | - 1941 Hajle Syllasje 1974 |
| Premier Etiopii                                                  | - 1961 Aklilu Habte-Ueld 1974 |
| Przew. Komisji Europejskiej                                      | - 1967 Jean Rey (Belgia) 1970 - 1970 Franco Maria Malfatti (Włochy) 1972                                                                                 |
| Premier Fidżi                                                    | - 1970 Kamisese Mara 1987 |
| Prezydent Filipin                                                | - 1965 Ferdinand Marcos 1986 |
| Prezydent Finlandii                                              | - 1956 Urho Kekkonen 1981 |
| Premier Finlandii                                                | - 1968 Mauno Koivisto 1970 - 1970 Teuvo Aura 1970 - 1970 Ahti Karjalainen 1971                                                                           |
| Prezydent Francji                                                | - 1969 Georges Pompidou 1974 |
| Premier Francji                                                  | - 1969 Jacques Chaban-Delmas 1972 |
| Prezydent Gabonu                                                 | - 1967 Omar Bongo 2009 |
| Premier Gabonu                                                   | - 1961 urząd zniesiony 1975 |
| Prezydent Gambii                                                 | - 1970 Dawda Kairaba Jawara 1994 |
| Prezydent Ghany                                                  | - 1969 Akwasi Afrifa 1970 - 1970 Nii Amaa Ollennu 1970 - 1970 Edward Akufo-Addo 1972                                                                     |
| Prezydent Górnej Wolty                                           | - 1966 Sangoulé Lamizana 1980 |
| Król Grecji                                                      | - 1964 Konstantyn II 1973 |
| Premier Grecji                                                   | - 1967 Jeorjos Papadopulos 1973 |
| Prezydent Gujany                                                 | - 1970 Edward Victor Luckhoo 1970 - 1970 Arthur Chung 1980                                                                                               |
| Premier Gujany                                                   | - 1964 Forbes Burnham 1980 |
| Prezydent Gwatemali                                              | - 1966 Julio César Méndez Montenegro 1970 - 1970 Carlos Manuel Arana Osorio 1974                                                                         |
| Prezydent Gwinei                                                 | - 1958 Ahmed Sekou Touré 1984 |
| Prezydent Gwinei Równikowej                                      | - 1968 Francisco Macías Nguema 1979 |
| Prezydent Haiti                                                  | - 1957 François Duvalier 1971 |
| Regent Hiszpanii                                                 | - 1947 Francisco Franco 1975 |
| Premier Hiszpanii                                                | - 1939 Francisco Franco 1973 |
| Król Holandii                                                    | - 1948 Juliana 1980 |
| Premier Holandii                                                 | - 1967 Piet de Jong 1971 |
| Prezydent Hondurasu                                              | - 1963 Oswaldo López Arellano 1971 |
| Szach Iranu                                                      | - 1941 Mohammad Reza Pahlawi 1979 |
| Premier Iranu                                                    | - 1965 Amir Abbas Howejda 1977 |
| Prezydent Iraku                                                  | - 1968 Ahmad Hasan al-Bakr 1979 |
| Premier Iraku                                                    | - 1968 Ahmad Hasan al-Bakr 1979 |
| Prezydent Indii                                                  | - 1969 Varahagiri Venkata Giri 1974 |
| Premier Indii                                                    | - 1966 Indira Gandhi 1977 |
| Prezydent Indonezji                                              | - 1967 Suharto 1998 |
| Prezydent Irlandii                                               | - 1959 Éamon de Valera 1973 |
| Premier Irlandii                                                 | - 1966 Jack Lynch 1973 |
| Prezydent Islandii                                               | - 1968 Kristján Eldjárn 1980 |
| Premier Islandii                                                 | - 1963 Bjarni Benediktsson (p.o) 1970 - 1970 Jóhann Hafstein 1971                                                                                        |
| Prezydent Izraela                                                | - 1963 Zalman Szazar 1973 |
| Premier Izraela                                                  | - 1969 Golda Meir 1974 |
| Premier Jamajki                                                  | - 1967 Hugh Shearer 1972 |
| Cesarz Japonii                                                   | - 1926 Hirohito 1989 |
| Premier Japonii                                                  | - 1964 Eisaku Satō 1972 |
| Prezydent Jemenu Południowego                                    | - 1969 Salim Ali Rubai 1978 |
| Prezydent Jemenu Północnego                                      | - 1967 Abdul Rahman al-Iriani 1974 |
| Król Jordanii                                                    | - 1952 Husajn 1999 |
| Premier Jordanii                                                 | - 1969 Bahdżat at-Talhuni 1970 - 1970 Abd al-Munim ar-Rifa’i 1970 - 1970 Muhammad Dawud al-Abbasi 1970 - 1970 Ahmad Tukan 1970 - 1970 Wasfi at-Tall 1971 |
| Prezydent Jugosławii                                             | - 1953 Josip Broz Tito 1980 |
| Premier Jugosławii                                               | - 1969 Mitja Ribičič 1971 |
| Król Kambodży                                                    | - 1960 Sisowath Kossamak (ceremonialna głowa państwa) 1970 - 1960 Norodom Sihanouk (szef państwa) 1970                                                   |
| Premier Kambodży                                                 | - 1969 Lon Nol 1970 |
| Prezydent Kamerunu                                               | - 1960 Ahmadou Ahidjo 1982 |
| Premier Kanady                                                   | - 1968 Pierre Trudeau 1979 |
| Emir Kataru                                                      | - 1960 Ali ibn Abd Allah Al Sani 1971 |
| Prezydent Kenii                                                  | - 1964 Jomo Kenyatta 1978 |
| Prezydent Republiki Khmerów                                      | - 1970 Cheng Heng 1972 |
| Premier Republiki Khmerów                                        | - 1970 Lon Nol 1971 |
| Prezydent Kolumbii                                               | - 1966 Carlos Lleras Restrepo 1970 - 1970 {{link-interwiki\|Misael Pastrana Borrero\|Q=Q728833}} 1974                                                    |
| Prezydent Konga                                                  | - 1969 Marien Ngouabi 1977 |
| Premier Konga                                                    | - 1969 urząd zniesiony 1973 |
| Patriarcha Konstantynopola                                       | - 1948 Atenagoras I 1972 |
| Prezydent Korei Południowej                                      | - 1963 Park Chung-hee 1979 |
| Premier Korei Południowej                                        | - 1964 Chung Il-kwon 1970 - 1970 Paik Too-chin 1971 |
| Premier KRLD                                                     | - 1948 Kim Il Sŏng 1972 |
| Prezydent Kostaryki                                              | - 1966 José Joaquín Trejos Fernández 1970 - 1970 José Figueres Ferrer 1974                                                                               |
| Prezydent Kuby                                                   | - 1959 Osvaldo Dorticós Torrado 1976 |
| Premier Kuby                                                     | - 1959 Fidel Castro 1976 |
| Emir Kuwejtu                                                     | - 1965 Sabah III 1977 |
| Premier Kuwejtu                                                  | - 1965 Dżabir al-Ahmad al-Dżabir as-Sabah 1978 |
| Król Laosu                                                       | - 1959 Savang Vatthana 1975 |
| Król Lesotho                                                     | - 1966 Moshoeshoe II 1990 |
| Premier Lesotho                                                  | - 1965 Leabua Jonathan 1986 |
| Prezydent Libanu                                                 | - 1964 Charles Hélou 1970 - 1970 Sulajman Farandżijja 1976                                                                                               |
| Premier Libanu                                                   | - 1969 Raszid Karami 1970 - 1970 Saëb Salam 1973 |
| Prezydent Liberii                                                | - 1944 William Tubman 1971 |
| Przywódca Libii                                                  | - 1969 Mu’ammar al-Kaddafi 2011 |
| Premier Libii                                                    | - 1969 Mahmud Sulajman al-Maghribi 1970 - 1970 Mu’ammar al-Kaddafi 1972                                                                                  |
| Książę Liechtensteinu                                            | - 1938 Franciszek Józef II 1989 |
| Premier Liechtensteinu                                           | - 1962 Gerard Batliner 1970 - 1970 Alfred Hilbe 1974 |
| Premier Litwyna emigracji                                        | - 1940 Stasys Lozoraitis 1983 |
| Wielki książę Luksemburga                                        | - 1964 Jan 2000 |
| Premier Luksemburga                                              | - 1959 Pierre Werner 1974 |
| Prezydent Madagaskaru                                            | - 1960 Philibert Tsiranana 1972 |
| Prezydent Malawi                                                 | - 1966 Hastings Kamuzu Banda 1994 |
| Prezydent Malediwów                                              | - 1968 Ibrahim Nasir 1978 |
| Król Malezji                                                     | - 1965 Ismail Nasiruddin 1970 - 1970 Tuanku Abdul Halim 1975                                                                                             |
| Premier Malezji                                                  | - 1957 Tunku Abdul Rahman 1970 - 1970 Tun Abdul Razak 1976                                                                                               |
| Prezydent Mali                                                   | - 1968 Moussa Traoré 1991 |
| Premier Mali                                                     | - 1969 urząd zniesiony 1986 |
| Premier Malty                                                    | - 1962 George Borg Olivier 1971 |
| Król Maroka                                                      | - 1961 Hassan II 1999 |
| Premier Maroka                                                   | - 1969 Ahmad al-Araki 1971 |
| Prezydent Mauretanii                                             | - 1960 Muchtar wuld Dadda 1978 |
| Premier Mauretanii                                               | - 1961 urząd zniesiony 1979 |
| Premier Mauritiusa                                               | - 1968 Seewoosagur Ramgoolam 1982 |
| Prezydent Meksyku                                                | - 1964 Gustavo Díaz Ordaz 1970 - 1970 Luis Echeverría 1976                                                                                               |
| Książę Monako                                                    | - 1949 Rainier III 2005 |
| Minister stanu Monako                                            | - 1969 François-Didier Gregh 1972 |
| Przewodniczący Prezydium Wielkiego Churału Ludowego Mongolii     | - 1960 Dżamsrangijn Sambuu 1972 |
| Premier Mongolii                                                 | - 1952 Jumdżaagijn Cedenbal 1974 |
| Sekretarz generalny NATO                                         | - 1964 Manlio Brosio (Włochy) 1971 |
| Prezydent Nauru                                                  | - 1968 Hammer DeRoburt 1976 |
| Król Nepalu                                                      | - 1955 Mahendra 1972 |
| Premier Nepalu                                                   | - 1969 Kirti Nidhi Bista 1970 - 1970 Gehendra Bahadur Rajbhandary (p.o.) 1971                                                                            |
| Prezydent Niemiec                                                | - 1969 Gustav Heinemann 1974 |
| Kanclerz Niemiec                                                 | - 1969 Willy Brandt 1974 |
| Prezydent Nigru                                                  | - 1960 Hamani Diori 1974 |
| Prezydent Nigerii                                                | - 1966 Yakubu Gowon 1975 |
| Prezydent Nikaragui                                              | - 1967 Anastasio Somoza Debayle 1972 |
| Król Norwegii                                                    | - 1957 Olaf V 1991 |
| Premier Norwegii                                                 | - 1965 Per Borten 1971 |
| Premier Nowej Zelandii                                           | - 1960 Keith Holyoake 1972 |
| Przewodniczący Rady Państwa NRD                                  | - 1960 Walter Ulbricht 1973 |
| Premier NRD                                                      | - 1964 Willi Stoph 1973 |
| Sułtan Omanu                                                     | - 1932 Sa’id ibn Tajmur 1970 - 1970 Kabus ibn Sa’id 2020                                                                                                 |
| Sekretarz generalny ONZ                                          | - 1961 U Thant (Birma) 1971 |
| Prezydent Pakistanu                                              | - 1969 Yahya Khan 1971 |
| Premier Pakistanu                                                | - 1958 urząd zniesiony 1971 |
| Prezydent Panamy                                                 | - 1969 Demetrio Lakas Bahas 1978 |
| Wojskowy przywódca Panamy                                        | - 1968 Omar Torrijos 1981 |
| Papież                                                           | - 1963 Paweł VI 1978 |
| Prezydent Paragwaju                                              | - 1954 gen. Alfredo Stroessner 1989 |
| Prezydent Peru                                                   | - 1968 Juan Velasco Alvarado 1975 |
| Prezydent Południowej Afryki                                     | - 1968 Jacobus Fouché 1975 |
| Premier Południowej Afryki                                       | - 1966 Balthazar Vorster 1978 |
| Prezydent Portugalii                                             | - 1958 Américo Tomás 1974 |
| Premier Portugalii                                               | - 1968 Marcelo Caetano 1974 |
| Sekretarz generalny Rady Europy                                  | - 1969 Lujo Tončić-Sorinj (Austria) 1974 |
| Prezydent Republiki Środkowoafrykańskiej                         | - 1966 Jean-Bédel Bokassa 1976 |
| Premier Republiki Środkowoafrykańskiej                           | - 1960 urząd zniesiony 1975 |
| Prezydent Rodezji                                                | - 1970 Clifford Walter Dupont 1975 |
| Premier Rodezji                                                  | - 1965 Ian Smith 1979 |
| Prezydent Rumunii                                                | - 1967 Nicolae Ceaușescu 1989 |
| Premier Rumunii                                                  | - 1961 Ion Gheorghe Maurer 1974 |
| Prezydent Rwandy                                                 | - 1962 Grégoire Kayibanda 1973 |
| Prezydent Salwadoru                                              | - 1967 Fidel Sánchez Hernández 1972 |
| O le Ao o le Malo Samoa                                          | - 1962 Malietoa Tanumafili II 2007 |
| Premier Samoa                                                    | - 1959 Mataʻafa Mulinuʻu II 1970 - 1970 Tupua Tamasese Lealofi IV 1973                                                                                   |
| Kapitanowie regenci San Marino                                   | - 1969 Alvaro Casali Giancarlo Ghironzi 1970 - 1970 Francesco Valli Eusebio Reffi 1970 - 1970 Simone Rossini Giuseppe Lonfernini 1971                    |
| Sekretarz Stanu do spraw Politycznych i Zagranicznych San Marino | - 1957 Federico Bigi 1972 |
| Prezydent Senegalu                                               | - 1960 Léopold Sédar Senghor 1980 |
| Premier Senegalu                                                 | - 1962 urząd zniesiony 1970 - 1970 Abdou Diouf 1980 |
| Premier Sierra Leone                                             | - 1968 Siaka Stevens 1971 |
| Prezydent Singapuru                                              | - 1965 Encik Yusof bin Ishak 1970 - 1970 Yeoh Ghim Seng (p.o.) 1971                                                                                      |
| Premier Singapuru                                                | - 1965 Lee Kuan Yew 1990 |
| Prezydent Somalii                                                | - 1969 Mohammed Siad Barre 1991 |
| Premier Somalii                                                  | - 1969 Mohamed Farah Salad 1970 - 1970 urząd zniesiony 1987                                                                                              |
| Premier Sri Lanki                                                | - 1965 Dudley Shelton Senanayake 1970 - 1970 Sirimavo Bandaranaike 1977                                                                                  |
| Król Suazi                                                       | - 1968 Sobhuza II 1982 |
| Premier Suazi                                                    | - 1967 Makhosini Dlamini 1976 |
| Prezydent Sudanu                                                 | - 1969 Dżafar Muhammad an-Numajri 1985 |
| Premier Sudanu                                                   | - 1969 Dżafar Muhammad an-Numajri 1976 |
| Prezydent Syrii                                                  | - 1966 Nur ad-Din al-Atasi 1970 - 1970 Ahmad al-Chatib (p.o.) 1971                                                                                       |
| Premier Syrii                                                    | - 1968 Nur ad-Din al-Atasi 1970 - 1970 Hafiz al-Asad 1971                                                                                                |
| Prezydent Szwajcarii                                             | - 1970 Hans-Peter Tschudi 1970 |
| Król Szwecji                                                     | - 1950 Gustaw VI Adolf 1973 |
| Premier Szwecji                                                  | - 1969 Olof Palme 1976 |
| Król Tajlandii                                                   | - 1946 Bhumibol Adulyadej 2016 |
| Premier Tajlandii                                                | - 1963 Thanom Kittikachorn 1973 |
| Prezydent Tajwanu                                                | - 1950 Czang Kaj-szek 1975 |
| Prezydent Tanzanii                                               | - 1964 Julius Nyerere 1985 |
| Prezydent Togo                                                   | - 1967 Gnassingbé Eyadéma 2005 |
| Premier Togo                                                     | - 1961 urząd zniesiony 1991 |
| Król Tonga                                                       | - 1965 Taufaʻahau Tupou IV 2006 |
| Premier Tonga                                                    | - 1965 Sione Ngū Manumataongo Uelingatoni 1991 |
| Premier Trynidadu i Tobago                                       | - 1962 Eric Williams 1981 |
| Prezydent Tunezji                                                | - 1957 Habib Burgiba 1987 |
| Premier Tunezji                                                  | - 1969 Al-Bahi al-Adgham 1970 - 1970 Al-Hadi Nuwajra 1980                                                                                                |
| Prezydent Turcji                                                 | - 1966 Cevdet Sunay 1973 |
| Premier Turcji                                                   | - 1965 Süleyman Demirel 1971 |
| Prezydent Ugandy                                                 | - 1966 Milton Obote 1971 |
| Premier Ugandy                                                   | - 1966 urząd zniesiony 1980 |
| Prezydent Urugwaju                                               | - 1967 Jorge Pacheco Areco 1972 |
| Prezydent USA                                                    | - 1969 Richard Nixon 1974 |
| Prezydent Wenezueli                                              | - 1969 Rafael Caldera 1974 |
| Prezydent Węgier                                                 | - 1967 Pál Losonczi 1987 |
| Premier Węgier                                                   | - 1967 Jenő Fock 1975 |
| Monarcha Wielkiej Brytanii                                       | - 1952 Elżbieta II 2022 |
| Premier Wielkiej Brytanii                                        | - 1964 Harold Wilson 1970 - 1970 Edward Heath 1974 |
| Prezydent Wietnamu Północnego                                    | - 1969 Tôn Đức Thắng 1976 |
| Premier Wietnamu Północnego                                      | - 1955 Phạm Văn Đồng 1976 |
| Prezydent Wietnamu Południowego                                  | - 1965 Nguyễn Văn Thiệu 1975 |
| Premier Wietnamu Południowego                                    | - 1969 Trần Thiện Khiêm 1975 |
| Prezydent Włoch                                                  | - 1964 Giuseppe Saragat 1971 |
| Premier Włoch                                                    | - 1968 Mariano Rumor 1970 - 1970 Emilio Colombo 1972 |
| Prezydent WKS                                                    | - 1960 Félix Houphouët-Boigny 1993 |
| Premier WKS                                                      | - 1960 urząd zniesiony 1990 |
| Prezydent Zambii                                                 | - 1964 Kenneth Kaunda 1991 |
| Przywódca ZSRR                                                   | - 1964 Leonid Breżniew 1982 |
| Premier ZSRR                                                     | - 1964 Aleksiej Kosygin 1980 |

Rok 1970 / MCMLXX
stulecia: XIX wiek ~
XX wiek ~
XXI wiek

dziesięciolecia:
1940–1949 •
1950–1959 •
1960–1969 •
1970–1979
• 1980–1989
• 1990–1999
• 2000–2009

lata: 1960 «
1965 «
1966 «
1967 «
1968 «
1969 «
1970
» 1971
» 1972
» 1973
» 1974
» 1975
» 1980

## Wydarzenia w Polsce
- 9 stycznia – premiera filmu Nowy.
- 17 stycznia – premiera filmu Jarzębina czerwona w reżyserii Ewy i Czesława Petelskich.
- 8 lutego – podniesienie bandery na 2 dużych ścigaczach okrętów podwodnych: ORP „Groźny” i ORP „Wytrwały”.
- 9 lutego – zakończył się głośny „proces taterników” oskarżonych o kolportaż nielegalnych pism.
- 2 marca – na antenie Telewizji Gdańsk ukazało się premierowe wydanie programu informacyjnego Panorama.
- 3 marca – milicja „spacyfikowała” świętokrzyską wieś Chodków Nowy, której mieszkańcy sprzeciwiali się rozbiórce nielegalnie rozbudowanej kaplicy.
- 4 marca – Zdzisław Marchwicki, zwany wampirem z Zagłębia, zamordował w Siemianowicach Śląskich-Bytkowie swoją ostatnią ofiarę.
- 6 marca – premiera filmu Sól ziemi czarnej.
- 14 marca:
  - Piotr Olszowy, domniemany „wampir z Zagłębia”, zamordował żonę, dzieci po czym podpalił siebie i dom.
  - w Teatrze Wielkim w Łodzi odbyła się prapremiera baletu Królewna Śnieżka i siedmiu krasnoludków z muzyką Bogdana Pawłowskiego.
- 20 marca – utworzono Uniwersytet Gdański.
- 29 marca – zlikwidowano komunikację trolejbusową w Poznaniu.
- 30 marca – rozpoczęto operację obracania o 78 stopni Pałacu Lubomirskich w Warszawie.
- 31 marca – założono Muzeum Historyczne Miasta Gdańska.
- 1 kwietnia – rozpoczęto budowę Elektrowni Dolna Odra koło Gryfina.
- 2 kwietnia – premiera filmu Jak rozpętałem drugą wojnę światową.
- 6 kwietnia – ukazało się pierwsze wydanie Gazety Olsztyńskiej.
- 15 kwietnia – Stadion Śląski: w rewanżowym meczu półfinałowym Pucharu Zdobywców Pucharów Górnik Zabrze zremisował z AS Roma 2:2. O awansie Górnika do finału zdecydował trzeci mecz – 22 kwietnia w Strasburgu.
- 2 maja – otwarto Stadion im. Ojca Władysława Augustynka w Nowym Sączu.
- 18 maja – zakończyła się trwająca od 30 marca operacja obracania Pałacu Lubomirskich w Warszawie.
- 22 maja – premiera filmu wojennego Raj na ziemi w reżyserii Zbigniewa Kuźmińskiego.
- 10 czerwca – wskutek zdrady jednego z członków została zdekonspirowana przez SB organizacja antykomunistyczna Ruch.
- 12 czerwca – premiera filmu obyczajowego Dziura w ziemi w reżyserii Andrzeja Kondratiuka.
- 13 czerwca – wedle komunikatu milicji w Polsce w 1969 wykryto 1847 bimbrowni.
- 18 lipca – w sopockim Grand Hotelu otwarto pierwszą w Polsce dyskotekę. Musicorama – bo taką nosiła nazwę – posiadała specjalną rampę ze światłami, ultrafiolet i – hit ówczesnych czasów – stroboskop.
- 19 lipca – w Cieszynie podczas powodzi na moście Wolności na rzece Olzie zginęło pięciu strażaków.
- 20 czerwca:
  - pod zarzutem próby obalenia ustroju aresztowano działaczy konspiracyjnej organizacji Ruch. Członkowie grupy otrzymali wyroki 4-7 lat pozbawienia wolności.
  - w Warszawie, płotkarka Teresa Sukniewicz ustanowiła rekord świata w biegu na 100 m ppł. wynikiem 12,8 s.
- 23 czerwca – między Polską i RFN podpisano układ o obrocie towarowym i współpracy gospodarczej.
- 25 czerwca – podniesiono banderę polską na niszczycielu ORP Warszawa (typu Kotlin).
- 28 lipca – w Warszawie, biegaczka Danuta Wierzbowska ustanowiła rekord Polski w biegu na 800 m (2.03,7 s.)
- 26 sierpnia – podczas usiłowania porwania samolotu An-24, lecącego z Katowic do Warszawy, porywacz zdetonował kostkę trotylu, którą usiłował zastraszyć pasażerów i załogę. Rannych zostało 28 osób.
- 1 września – założono Wyższą Szkołę Wychowania Fizycznego w Katowicach.
- 8 września – premiera filmu Krajobraz po bitwie.
- 9 września – premiera serialu Kolumbowie.
- 12 września:
  - w Warszawie, płotkarz Tadeusz Kulczycki ustanowił rekord Polski w biegu na 400 m ppł. (50,3 s.)
  - w Warszawie, biegaczka Krystyna Sładek ustanowiła rekord Polski w biegu na 1500 m (4.20,5 s.)
- 13 września – w Warszawie, płotkarz Marek Jóźwik ustanowił rekord Polski w biegu na 110 m ppł. wynikiem 13,8 s.
- 2 października:
  - TVP2 rozpoczął nadawanie.
  - premiera filmu Abel, twój brat.
- 7 października:
  - rozpoczął się VIII Międzynarodowy Konkurs Pianistyczny im. Fryderyka Chopina.
  - ze Stacji Sondażu Rakietowego w Łebie wystrzelono dwie rakiety badawcze Meteor 2K.
- 10 października – w Warszawie, Krystyna Hryniewiecka ustanowiła rekord Polski w biegu na 400 m wynikiem 53,9 s.
- 19 października – premiera filmu Marka Piwowskiego „Rejs”.
- 21 października – Amerykanin Garrick Ohlsson został laureatem I nagrody na zakończonym w Warszawie VIII konkursie chopinowskim.
- 1 grudnia – Kazimierz Górski został selekcjonerem reprezentacji narodowej.
- 4 grudnia – premiera filmu Mały.
- 6 grudnia – rozpoczęła się wizyta kanclerza RFN Willy’ego Brandta.
- 7 grudnia – między rządami RFN a PRL podpisano układ o normalizacji wzajemnych stosunków i uznanie granicy zachodniej Polski.
- 8 grudnia – przeprowadzono powszechny spis ludności.
- 9 grudnia:
  - Warszawa: podpisano układ o podstawach normalizacji pomiędzy PRL a RFN.
  - założono grupę muzyczną Bemibek.
- 12 grudnia – ogłoszono podwyżkę cen produktów żywnościowych i obniżkę cen lekarstw, telewizorów, lodówek i pralek.
- Grudzień 1970 – bunt robotniczy w Polsce w dniach 14–22 grudnia (strajki, wiece, demonstracje) głównie w Gdyni, Gdańsku i Szczecinie.
- 14 grudnia – grudzień 1970: robotnicy ze Stoczni Gdańskiej im. Lenina odmówili podjęcia pracy i wielotysięczny tłum przed południem udał się pod siedzibę Komitetu Wojewódzkiego PZPR w Gdańsku.
- 15 grudnia – grudzień 1970: grupa robotników podpaliła budynek Komitetu Wojewódzkiego PZPR w Gdańsku.
- 16 grudnia – grudzień 1970: w Gdańsku milicja i wojsko zaczęły strzelać do stoczniowców idących do pracy.
- 17 grudnia:
  - grudzień 1970: masakra na przystanku Szybkiej Kolei Miejskiej Gdynia Stocznia i na ulicach Szczecina.
  - najkrwawszy dzień wydarzeń grudniowych 1970, zwany Czarnym Czwartkiem: rankiem wojsko ostrzelało robotników w rejonie przystanku Szybkiej Kolei Miejskiej Gdynia Stocznia; symbolem tamtych zdarzeń jest fikcyjna postać Janka Wiśniewskiego, którego autentycznym pierwowzorem był zastrzelony 18-letni stoczniowiec Zbyszek Godlewski.
- 20 grudnia – grudzień 1970: Władysław Gomułka został odsunięty od władzy. Edward Gierek został pierwszym sekretarzem KC PZPR.
- 22 grudnia:
  - w Szczecinie strajkujący podpisali porozumienie z władzami wojewódzkimi, co stanowiło koniec wydarzeń grudniowych.
  - premiera filmu Pogoń za Adamem.
- 23 grudnia – Piotr Jaroszewicz objął stanowisko premiera rządu.
- 25 grudnia – na antenie Programu III Polskiego Radia wyemitowano premierowe wydanie magazynu satyrycznego Ilustrowany Tygodnik Rozrywkowy.
- 29 grudnia – po wydarzeniach grudniowych rada główna episkopatu Polski opublikowała list „Do wszystkich rodaków wspólnej ojczyzny”.
- 30 grudnia – podwyższenie najniższych pensji, emerytur i zasiłków rodzinnych.

## Wydarzenia na świecie
- 1 stycznia:
  - rozpoczęła się epoka Uniksa.
  - Belgia objęła prezydencję w Radzie Unii Europejskiej.
- 3 stycznia – upadek meteorytu w Lost City (Oklahoma).
- 4 stycznia:
  - grupa The Beatles (bez Johna Lennona) nagrała ostatnią piosenkę do ostatniego albumu Let It Be.
  - NASA ogłosiła anulowanie planowanej załogowej misji księżycowej Apollo 20.
  - w trzęsieniu ziemi o sile 7,5 stopnia w skali Richtera w chińskiej prowincji Yunnan zginęło ponad 15 tys. osób.
- 10 stycznia – radziecki okręt podwodny K-8 prawdopodobnie rozmieścił zaporę z 20 min nuklearnych w Zatoce Neapolitańskiej.
- 12 stycznia:
  - zakończyła się wojna w Biafrze. Wojska Biafry zostały pokonane, a jej terytorium włączone do Nigerii.
  - odbył się pierwszy regularny rejs Boeinga 747 Jumbo Jeta na trasie Nowy Jork-Londyn.
- 14 stycznia – w Las Vegas Diana Ross wystąpiła po raz ostatni z grupą The Supremes.
- 15 stycznia:
  - po 32 miesiącach walk o niepodległość poddała się Biafra, region Nigerii.
  - Mu’ammar al-Kaddafi został premierem Libii.
- 18 stycznia – została zlikwidowana Saudyjsko-Kuwejcka Strefa Neutralna.
- 22 stycznia – dramaturg Eugène Ionesco został członkiem Akademii Francuskiej.
- 25 stycznia – premiera filmu MASH w reżyserii Roberta Altmana.
- 28 stycznia – Lubomír Štrougal został premierem Czechosłowacji.
- 30 stycznia – 4 osoby zginęły, a około 200 zostało rannych podczas próby zajęcia pałacu prezydenckiego w Manili na Filipinach.
- 1 lutego – 236 osób zginęło, a 360 zostało rannych w zderzeniu pociągów w Benevide w Argentynie.
- 2 lutego – w Monachium przeprowadzono pierwszy na świecie zabieg przeszczepienia nerwu.
- 4 lutego – założono osiedle Prypeć przeznaczone dla pracowników elektrowni jądrowej w Czarnobylu. Od czasu katastrofy w 1986 roku miasto opuszczone.
- 6 lutego – pod Samarkandą w Uzbekistanie rozbił się należący do Aerofłotu samolot Ił-18V; zginęły 92 osoby.
- 10 lutego – terroryści z Ludowego Frontu Wyzwolenia Palestyny zaatakowali autobus przewożący pasażerów do samolotu izraelskich linii El Al na lotnisku w Monachium. W zamachu zginęła 1 osoba, a 11 zostało rannych.
- 11 lutego – Japonia umieściła swojego pierwszego satelitę na orbicie okołoziemskiej.
- 12 lutego – 70 osób zginęło w izraelskim nalocie na zakłady metalowe koło Abu Zabal w Egipcie.
- 13 lutego – brytyjska grupa muzyczna Black Sabbath wydała swój debiutancki album zatytułowany Black Sabbath; często uznawany za pierwszy prawdziwie heavymetalowy album na świecie.
- 14 lutego – założono linie lotnicze Air Nauru.
- 15 lutego – w katastrofie dominikańskiego samolotu DC-9 na Dominikanie zginęły 102 osoby.
- 21 lutego – 47 osób zginęło w wyniku wybuchu bomby na pokładzie samolotu linii Swissair, lecącego z Zurychu do Tel Awiwu.
- 23 lutego:
  - Gujana (dawna Gujana Brytyjska) uzyskała niepodległość.
  - w Australii oddano do użytku linię kolejową Indian Pacific, łączącą Perth leżące nad Oceanem Indyjskim z Sydney nad Pacyfikiem, o długości 4352 km.
- 1 marca – Islandia została członkiem EFTA.
- 2 marca – weszła w życie nowa konstytucja Rodezji (obecnie Zimbabwe) wprowadzająca system republikański.
- 4 marca – na Morzu Śródziemnym zatonął francuski okręt podwodny „Eurydice”; zginęło 57 członków załogi.
- 5 marca:
  - wszedł w życie Układ o nierozprzestrzenianiu broni jądrowej (NPT).
  - premiera filmu Port lotniczy.
- 8 marca – prezydent Cypru abp Makarios III został ranny po zestrzeleniu jego helikoptera przez zamachowców.
- 14 marca – w Osace otwarto wystawę światową Expo ’70.
- 17 marca:
  - USA po raz pierwszy wykorzystały prawo weta w Radzie Bezpieczeństwa ONZ, blokując przyjęcie rezolucji w sprawie Rodezji Południowej.
  - Arthur Chung został prezydentem Gujany.
- 18 marca:
  - Alfred Hilbe został premierem Liechtensteinu.
  - w Kambodży gen. Lon Nol przeprowadził wspierany przez CIA zamach stanu, pozbawiając władzy księcia Norodoma Sihanouka.
- 19 marca – w Erfurcie doszło do pierwszego spotkania szefów rządów NRD i RFN, W. Stopha i W. Brandta.
- 21 marca:
  - w Amsterdamie odbył się 15. Konkurs Piosenki Eurowizji.
  - po raz pierwszy, z inicjatywy burmistrza San Francisco Josepha Alioto, obchodzono Dzień Ziemi.
- 27 marca – reprezentacja Kataru w piłce nożnej rozegrała swój pierwszy oficjalny mecz, przegrywając 1:2 w Manamie z Bahrajnem.
- 28 marca – trzęsienie ziemi o magnitudzie 7,2 stopnia w skali Richtera zniszczyło miasto Gediz w zachodniej Turcji; zginęło 1086 osób, a 1260 zostało rannych.
- 31 marca:
  - 9 terrorystów z Japońskiej Czerwonej Armii uprowadziło do Korei Północnej samolot pasażerski, lecący z Tokio do Fukuoki.
  - w atmosferze spłonął Explorer 1, pierwszy amerykański sztuczny satelita Ziemi, wystrzelony w 1958 roku.
- 1 kwietnia:
  - w Danii przeprowadzono reformę administracyjną.
  - American Motors Corporation rozpoczęła seryjną produkcję Gremlinów.
  - w katastrofie należącego do Aerofłotu samolotu An-24 w Nowosybirsku zginęło 45 osób.
  - w katastrofie należącego do Royal Air Maroc samolotu Sud Aviation Caravelle w Casablance zginęło 61 spośród 82 osób na pokładzie.
- 7 kwietnia – odbyła się 42. ceremonia wręczenia Oscarów.
- 8 kwietnia:
  - izraelskie samoloty Douglas F-4 Phantom II zbombardowały egipską miejscowość Bahr el-Baqar, zabijając w tamtejszej szkole 46 dzieci i raniąc ponad 50.
  - w dwóch przedziałach radzieckiego atomowego okrętu podwodnego K-8 wybuchł groźny pożar, co wymusiło wyłączenie dwóch reaktorów. 12 kwietnia, w czasie holowania, okręt zatonął wraz z 52 członkami załogi na Zatoce Biskajskiej.
  - 79 osób zginęło, a ponad 400 zostało rannych w wyniku wybuchu gazu ziemnego w metrze w japońskiej Osace.
- 10 kwietnia – oficjalnie rozwiązano zespół The Beatles.
- 11 kwietnia – start amerykańskiej rakiety Saturn V ze statkiem załogowym – początek misji Apollo 13.
- 12 kwietnia – na Zatoce Biskajskiej zatonął w czasie holowania uszkodzony radziecki atomowy okręt podwodny K-8. Zginęło 52 członków załogi.
- 13 kwietnia – doszło do eksplozji na zmierzającym na Księżyc Apollo 13.
- 17 kwietnia – awaryjne wodowanie załogi Apollo 13 na Oceanie Spokojnym.
- 19 kwietnia – w zakładach w Togliatti rozpoczęła się produkcja Łady 2101.
- 20 kwietnia – Władysław Gomułka został odznaczony Orderem Lenina.
- 22 kwietnia:
  - po raz pierwszy świętowano Dzień Ziemi.
  - we francuskim Strasburgu, dzięki wygraniu losowania po dodatkowym (trzecim) zakończonym ponownie remisem meczu półfinałowym Pucharu Zdobywców Pucharów z AS Roma, Górnik Zabrze jako jedyny do tej pory polski klub piłkarski awansował do finału europejskich, piłkarskich rozgrywek pucharowych.
- 24 kwietnia:
  - został wystrzelony pierwszy chiński sztuczny satelita Dong Fang Hong 1.
  - w Gambii proklamowano republikę. Pierwszym prezydentem został Dawda Kairaba Jawara.
- 29 kwietnia – Górnik Zabrze przegrał z Manchesterem City 1:2 w rozegranym w Wiedniu meczu finałowym Pucharu Zdobywców Pucharów.
- 1 maja – wkroczenie wojsk amerykańskich do Kambodży.
- 2 maja – doszło do rozłamu w Luksemburskiej Socjalistycznej Partii Robotniczej.
- 4 maja – masakra na uniwersytecie w Kencie: Gwardia Narodowa zastrzeliła 4 i zraniła 9 studentów protestujących przeciwko wojnie wietnamskiej.
- 5 maja – w Szwajcarii rozpoczęto drążenie Tunelu drogowego Świętego Gotarda.
- 8 maja:
  - 9 dzieci i 3 dorosłych zginęło, a 19 osób zostało rannych w ataku bojowników OWP na autobus szkolny koło Awiwim w Izraelu.
  - ukazał się ostatni album grupy The Beatles Let It Be.
- 10 maja – wystartował program drugi Telewizji Czechosłowackiej.
- 14 maja:
  - zachodnioniemiecka Frakcja Czerwonej Armii (RAF) odbiła z więzienia terrorystę Andreasa Baadera.
  - 31 osób zginęło, wyniku trzęsienia ziemi, które nawiedziło stolicę Dagestanu – Machaczkałę.
- 15 maja – z MKOl wykluczono RPA.
- 17 maja:
  - Norweg Thor Heyerdahl z siedmioosobową załogą wypłynął w podróż przez Atlantyk na wykonanej z trzciny tratwie „Ra II”.
  - pierwsze nominacje generalskie kobiet w wojsku amerykańskim.
- 18 maja – została odkryta nieokresowa kometa White-Ortiz-Bolelli.
- 20 maja – ustanowiono flagę Sudanu.
- 21 maja – w Kassel po zachodniej stronie granicy spotkali się kanclerz RFN Willy Brandt i premier NRD Willi Stoph.
- 24 maja – na Półwyspie Kolskim na północy Rosji rozpoczęto wiercenie najgłębszego odwiertu na świecie SG-3 (12 226 m).
- 31 maja:
  - najtragiczniejsze trzęsienie ziemi w historii obu Ameryk – w Peru, w następstwie wywołało lawinę skalno-lodową, a ta z kolei falę powodziową. Tragedia pochłonęła w sumie 67 tys. ofiar.
  - w Meksyku rozpoczęły się IX Mistrzostwa Świata w Piłce Nożnej.
  - Jan z Ávili został kanonizowany przez papieża Pawła VI.
  - została poświęcona katedra w Brasílii.
- 1 czerwca:
  - wystrzelono załogowy statek kosmiczny Sojuz 9.
  - odbył się ostatni kurs tramwaju w Uściu nad Łabą.
- 4 czerwca – Tonga uzyskało niepodległość (od Wielkiej Brytanii).
- 9 czerwca – 34 górników utonęło po przedostaniu się wody po oberwaniu chmury do kopalni węgla kamiennego „Dukla“ w miejscowości Šardice koło Hodonina w Czechach.
- 16 czerwca – założono holenderski klub piłkarski FC Groningen.
- 17 czerwca – premiera Range Rovera.
- 19 czerwca:
  - Edward Heath został premierem Wielkiej Brytanii.
  - po 18 dniach przebywania w kosmosie powrócił na ziemię Sojuz 9.
  - podpisano Układ o Współpracy Patentowej (PCT).
- 20 czerwca – Amerykanin Dave Kunst wyruszył z Waseca w Minnesocie w pierwszą zakończoną sukcesem pieszą wyprawę dookoła świata.
- 21 czerwca – Brazylia pokonała Włochy 4:1 w finale rozgrywanych w Meksyku IX Mistrzostw Świata w Piłce Nożnej.
- 23 czerwca – premiera komedii wojennej Złoto dla zuchwałych w reżyserii Briana G. Huttona.
- 1 lipca – Niemcy objęły prezydencję w Radzie Unii Europejskiej.
- 3 lipca – 112 osób zginęło w katastrofie samolotu De Havilland Comet w hiszpańskiej prowincji Girona.
- 4 lipca – w Berlinie, Australijczyk Kerry O’Brien ustanowił rekord świata w biegu na 3000 m przeszk. (8.22,0 s.)
- 5 lipca – 109 osób zginęło w katastrofie lotu Air Canada 621 w Brampton.
- 11 lipca – zostały wznowione stosunki pomiędzy ZSRR a Chinami.
- 12 lipca – po 57 dniach od wypłynięcia z Maroka Thor Heyerdahl dotarł na papirusowej trawie „Ra II” do Barbadosu.
- 23 lipca – Kabus ibn Sa’id został sułtanem Omanu.
- 9 sierpnia – 101 osób zginęło w katastrofie samolotu Lockheed 188A w Peru.
- 12 sierpnia – ZSRR i RFN zawarły układ, w którym m.in. RFN oświadczyła, że nie będzie wysuwać w przyszłości żadnych roszczeń terytorialnych.
- 17 sierpnia:
  - w kierunku Wenus wystrzelono radziecką sondę Wenera 7.
  - Sulajman Farandżijja został wybrany przez Zgromadzenie Narodowe na prezydenta Libanu.
- 22 sierpnia – nieudana próba wystrzelania radzieckiej sondy wenusjańskiej Kosmos 359.
- 27 sierpnia – w Paryżu został utworzony klub piłkarski Paris Saint-Germain.
- 4 września – socjalista Salvador Allende wygrał wybory prezydenckie w Chile.
- 5 września – podczas treningu przed wyścigiem o Grand Prix Włoch zginął w wypadku Austriak Jochen Rindt z zespołu Lotus, ówczesny lider klasyfikacji generalnej i późniejszy jedyny pośmiertny mistrz świata Formuły 1.
- 6 września:
  - palestyńscy terroryści z Ludowego Frontu Wyzwolenia Palestyny porwali trzy samoloty lecące z Nowego Jorku do Brukseli, Frankfurtu nad Menem i Zurychu. Wszystkie maszyny zostały następnie wysadzone w powietrze na lotniskach w Egipcie i Jordanii.
  - ostatni koncert Jimiego Hendriksa.
- 7 września – w wypadku autokaru pod Grenoble zginęło 5 niewidomych francuskich pielgrzymów, wracających z sanktuarium w La Salette.
- 9 września – terroryści z Ludowego Frontu Wyzwolenia Palestyny porwali brytyjski samolot Vickers VC-10 lecący z Bahrajnu do Londynu, zmuszając go do wylądowania na lotnisku Zerqa w Jordanii.
- 12 września:
  - wystrzelono sondę księżycową Łuna 16.
  - na lotnisku Zerqa w Jordanii porywacze z Ludowego Frontu Wyzwolenia Palestyny uwolnili zakładników i wysadzili w powietrze trzy samoloty pasażerskie, uprowadzone 6 i 9 września.
- 14 września – papież Paweł VI podjął decyzję o rozwiązaniu Gwardii Palatyńskiej.
- 19 września – odbył się pierwszy Glastonbury Festival, jeden z największych festiwali muzycznych na świecie.
- 20 września – sonda kosmiczna Łuna 16 wylądowała na Księżycu.
- 23 września – premiera amerykańsko-japońskiego filmu Tora! Tora! Tora! w reżyserii Richarda Fleischera.
- 24 września – powróciła z Księżyca radziecka sonda kosmiczna Łuna 16, przywożąc ze sobą 101 gramów gruntu księżycowego.
- 28 września – zmarł prezydent Egiptu Gamal Abdel Naser.
- 5 października – separatyści z Frontu Wyzwolenia Quebecu uprowadzili w Montrealu brytyjskiego dyplomatę Jamesa Richarda Crossa.
- 7 października:
  - powołano Kongres Młodzieży Tybetańskiej (TYC).
  - utworzono pierwszy w Niemczech Park Narodowy Las Bawarski.
- 9 października – Kambodża została proklamowana Republiką Khmerską.
- 10 października:
  - kanadyjski wicepremier Pierre Laporte został uprowadzony przez terrorystów z separatystycznego Frontu Wyzwolenia Quebecu.
  - uzyskało niepodległość państwo Fidżi.
- 13 października:
  - Fidżi zostało członkiem ONZ.
  - Chiny i Kanada nawiązały stosunki dyplomatyczne.
  - Saëb Salam został po raz czwarty premierem Libanu.
- 15 października – Anwar as-Sadat objął urząd prezydenta Egiptu.
- 20 października:
  - we Włoszech utworzono ugrupowanie terrorystyczne Czerwone Brygady.
  - w ZSRR wystrzelono sondę księżycową Zond 8.
- 23 października – kierujący samochodem rakietowym Blue Flame Amerykanin Gary Gabelich po raz pierwszy, na Wielkiej Pustyni Słonej w stanie Utah, przekroczył pojazdem naziemnym prędkość 1000 km/h.
- 24 października – Salvador Allende został wybrany prezydentem Chile.
- 25 października – papież Paweł VI kanonizował czterdziestu męczenników Anglii i Walii.
- 27 października – po okrążeniu Księżyca powróciła na Ziemię radziecka sonda Zond 8.
- 28 października – premiera filmu Żandarm na emeryturze.
- 1 listopada:
  - 146 osób zginęło w pożarze dyskoteki we francuskiej miejscowości Saint-Laurent-du-Pont.
  - nieudany zamach na Przewodniczącego Rady Państwa PRL Mariana Spychalskiego na lotnisku w Karaczi. Zginął wówczas wiceminister spraw zagranicznych Zygfryd Wolniak.
- 3 listopada:
  - Salvador Allende został zaprzysiężony na prezydenta Chile. W uroczystości uczestniczyła delegacja PRL z Ignacym Loga-Sowińskim na czele.
  - reprezentantka RFN Heide Rosendahl ustanowiła w czasie Uniwersjady w Turynie rekord świata w skoku w dal (6,84 m).
- 4 listopada – samolot Concorde pierwszy raz przekroczył dwukrotną prędkość dźwięku.
- 6 listopada – Włochy i Chiny nawiązały stosunki dyplomatyczne.
- 9 listopada – zmarł generał Charles de Gaulle, były prezydent Francji.
- 10 listopada – została wystrzelona sonda księżycowa Łuna 17.
- 12 listopada:
  - dokonano oblotu samolotu transportowego Kawasaki C-1.
  - we Wschodnim Pakistanie (ob. Bangladesz) około pół miliona osób zginęło po uderzeniu cyklonu Bhola.
- 13 listopada – minister obrony Syrii Hafiz al-Asad przeprowadził bezkrwawy pucz, w wyniku którego przejął następnie pełnię władzy w kraju.
- 14 listopada – USA: 75 osób zginęło w katastrofie lotu Southern Airways 932.
- 16 listopada:
  - w wyniku puczu wojskowego władzę w Syrii przejął Hafiz al-Asad.
  - dokonano oblotu amerykańskiego samolotu pasażerskiego Lockheed L-1011 TriStar.
- 17 listopada:
  - Douglas Engelbart opatentował mysz komputerową.
  - na Księżycu wylądowała radziecka sonda kosmiczna Łuna 17 wraz ze sterowanym z Ziemi pojazdem księżycowym Łunochod 1.
- 20 listopada – Jennifer Hosten z Grenady zdobyła w Londynie tytuł Miss World 1970.
- 21 listopada – Hafiz al-Asad został premierem Syrii.
- 25 listopada – papież Paweł VI rozpoczął 9. podróż apostolską do krajów Azji i Australii.
- 27 listopada – niezrównoważony psychicznie boliwijski malarz Benjamín Mendoza usiłował zamordować przebywającego na Filipinach papieża Pawła VI.
- 30 listopada – podczas swej 9. podróży apostolskiej papież Paweł VI zatrzymał się na kilka godzin na Samoa Amerykańskim, a następnie przybył do Australii.
- 1 grudnia – odbył się ślub Mariny Vlady i Władimira Wysockiego.
- 11 grudnia – 31 osób zginęło, a 18 zostało rannych w wyniku zderzenia pociągu ekspresowego z wykolejonymi wagonami pociągu towarowego pod Řikonínem w Czechach. Wśród ofiar śmiertelnych było 30 Polaków.
- 12 grudnia – z włoskiej platformy pływającej u wybrzeży Kenii wystrzelono amerykańskiego satelitę Explorer 42, pierwszego przeznaczonego astronomii rentgenowskiej i pierwszego wystrzelonego nie przez samych Amerykanów.
- 15 grudnia:
  - radziecka sonda Wenera 7 wylądowała na powierzchni Wenus, skąd przez 23 minuty nadawała sygnały na Ziemię.
  - 308 osób zginęło w katastrofie południowokoreańskiego promu w Cieśninie Koreańskiej.
- 16 grudnia – premiera filmu Love Story.
- 17 grudnia – USA: wydano rozkaz zakończenia prac nad Projektem Blue Book.
- 18 grudnia – założono europejskie konsorcjum lotnicze Airbus.
- 21 grudnia – w Białym Domu spotkali się prezydent Richard Nixon i Elvis Presley.
- 23 grudnia – północna wieża World Trade Center została najwyższym budynkiem na świecie (417 m).
- 31 grudnia:
  - Paul McCartney rozpoczął proces przeciwko pozostałym członkom zespołu, który zakończył jego współpracę z The Beatles.
  - w katastrofie samolotu Ił-18B w Leningradzie zginęły 93 osoby.
- W Andorze wprowadzono powszechne prawo wyborcze dla kobiet.
- Dr B. Jensen opublikował książkę „Nauka i praktyka irydologii”.

## Dane statystyczne
- Ludność świata: 3 692 492 tys.
  - Azja: 2 143 118 tys. (58,04%)
  - Europa: 655 855 tys. (17,76%)
  - Afryka: 357 283 tys. (9,68%)
  - Ameryka Łacińska: 284 856 tys. (7,71%)
  - Ameryka Północna: 231 937 tys. (6,28%)
  - Oceania: 19 443 tys. (0,53%)
- Najludniejsze państwa świata[1]
  - 1. ChRL: 820 403 tys. (22,22% ludności świata)
  - 2. Indie: 553 889 tys. (15,00%)
  - 3. USA: 203 984 tys. (5,52%)
  - 4. ZSRR: 130 245 tys. (3,53%)
  - 5. Indonezja: 122 292 tys. (3,31%)
  - 6. Japonia: 104 345 tys. (2,83%)
  - 7. Brazylia: 95 684 tys. (2,59%)
  - 8. RFN+NRD: 77 783 tys. (2,11%)
  - 9. Pakistan: 67 491 tys. (1,83%)
  - 10. Bangladesz: 67 331 tys. (1,82%)

## Urodzili się
- 1 stycznia:
  - Nergüjn Tümennast, mongolski zapaśnik w stylu wolnym
  - Patrick Mille, francuski aktor, reżyser i scenarzysta filmowy pochodzenia portugalskiego
  - Anselmo Robbiati, włoski piłkarz, grający na pozycji pomocnika lub napastnika
  - Siergiej Wiaczesławowicz Kirjakow, rosyjski piłkarz grający na pozycji napastnika
  - Ridley Tsui Po Wah, hongkoński aktor i reżyser filmowy
  - Piotr Radziszewski, polski lekarz urolog, profesor nauk medycznych
  - Brikena Smajli, albańska poetka
  - Michał Romanowski, polski prawnik, adwokat, radca prawny, profesor nauk prawnych, profesor nadzwyczajny Uniwersytetu Warszawskiego
- 2 stycznia:
  - Takuya Ōta, japoński zapaśnik w stylu wolnym
  - Petro Aleksowski, polski operator filmowy oraz reżyser filmów dokumentalnych
  - Serhij Hubryniuk, radziecki, do 1994 mołdawski, a potem ukraiński zapaśnik w stylu wolnym
  - Nil Maizar, indonezyjski piłkarz, grający na pozycji obrońcy, trener piłkarski
  - Andreas Wecker, niemiecki gimnastyk
  - Guoda Burokienė, litewska inżynier i polityk
  - Grzegorz Halama, polski aktor kabaretowy
  - Sanda Ladoși, rumuńska piosenkarka, reprezentantka Rumunii podczas 49. Konkursu Piosenki Eurowizji
- 3 stycznia:
  - Lee Beom-soo, południowokoreański aktor
  - Cecilie Tenfjord-Toftby, szwedzka polityk, parlamentarzystka
  - Jacek Chrzanowski, polski gitarzysta basowy i kompozytor
- 4 stycznia:
  - Katarzyna Jamróz, polska aktorka i piosenkarka
  - Serhij Mykołajowicz Połuszyn, ukraiński piłkarz grający na pozycji obrońcy
  - Stephan Marasek, austriacki piłkarz występujący na pozycji pomocnika
  - Chris Kanyon, amerykański wrestler pochodzenia bułgarskiego (zm. 2010)
  - Christopher John Cassidy, komandor porucznik marynarki wojennej, inżynier, członek korpusu astronautów NASA
  - Arkadiusz Marcinkowski, polski malarz, twórca grafik, wykładowca, doktor habilitowany nauk o sztukach pięknych
  - Josh Stamberg, amerykański aktor telewizyjny
- 5 stycznia:
  - Jeffrey Jey, włoski muzyk, członek zespołu Eiffel 65
  - Igor Bališ, słowacki piłkarz występujący na pozycji obrońcy
  - Jurij Michajłowicz Kowtun, rosyjski piłkarz grający na pozycji środkowego obrońcy
  - Władimir Czagin, rosyjski kierowca rajdowy
  - Oleg Wierietiennikow, rosyjski piłkarz grający na pozycji napastnika lub pomocnika
  - Elfi Eder, austriacka narciarka alpejska, wicemistrzyni olimpijska i brązowa medalistka mistrzostw świata
  - Anvar Koʻchmurodov, uzbecki lekkoatleta specjalizujący się w biegach sprinterskich
  - David Dixie Adams, południowoafrykański tenisista
  - Jens Todt, były niemiecki piłkarz występujący na pozycji pomocnika
  - Domagoj Ivan Milošević, chorwacki polityk i przedsiębiorca
  - Eva Borušovičová, słowacka reżyser i scenarzystka (zm. 2025)
  - Troy van Leeuwen, amerykański gitarzysta i kompozytor rockowy
- 6 stycznia:
  - Waldemar Jan Żurek, polski sędzia
  - Ahmad Jamil Madani, były saudyjski piłkarz grający jako obrońca
  - Canko Nikołajew Cwetanow, bułgarski piłkarz, występujący na pozycji lewego obrońcy lub defensywnego pomocnika, trener piłkarski
  - Janusz Andrzej Borzucki, polski muzyk
  - Greg Lauren Dana Smith, amerykański aktor telewizyjny i filmowy oraz artysta malarz
  - Leonardo Rubén Astrada, były piłkarz argentyński grający na pozycji pomocnika, trener
  - Remigiusz Witold Kaszubski, polski prawnik, doktor habilitowany nauk prawnych (zm. 2012)
  - Siergiej Jurjewicz Kowalewski, radziecki, rosyjski i w latach 1995–1996 białoruski zapaśnik walczący w stylu wolnym
  - Radoslav Látal, czeski trener piłkarski i piłkarz, który występował na pozycji pomocnika
  - Kazuhisa Iijima, japoński piłkarz występujący na pozycji obrońcy
  - Wiktor Jabłonski, ukraiński piłkarz, grający na pozycji obrońcy
  - Fernando Enrique Carrillo Roselli, wenezuelski aktor telewizyjny i teatralny, piosenkarz i model
- 7 stycznia:
  - Israel Hernández Planas, kubański judoka
  - Adrián Martínez Flores, meksykański piłkarz występujący na pozycji bramkarza, obecnie trener
  - Gábor Köves, węgierski tenisista, reprezentant w Pucharze Davisa, olimpijczyk
  - Andrew Murray Burnham, brytyjski polityk, były minister zdrowia
  - João Ricardo, bramkarz reprezentacji Angoli podczas Mistrzostw Świata w Piłce Nożnej 2006
  - Miroslav Stević, serbski piłkarz grający na pozycji defensywnego pomocnika
  - Todd Day, amerykański koszykarz, trener
- 8 stycznia:
  - Giorgio Sterchele, włoski piłkarz, występujący w Vicenzy Calcio grający na pozycji bramkarza
  - Mika Lehkosuo, fiński piłkarz występujący na pozycji pomocnika
  - Rachel Friend, australijska aktorka i dziennikarka telewizyjna
  - Miran Srebrnič, słoweński piłkarz występujący na pozycji obrońcy
  - Dave Eggers, amerykański pisarz prozaik i wydawca
  - Dimitry Margolin, izraelski wioślarz
- 9 stycznia:
  - Rubén Darío Tufiño Schwenk, boliwijski piłkarz grający podczas kariery na pozycji defensywnego pomocnika
  - Axel Rodrigues de Arruda,brazylijski piłkarz występujący podczas kariery na pozycji pomocnika
  - Alex Staropoli, włoski muzyk, członek powermetalowego zespołu Rhapsody of Fire
  - Anatolij Reduszko, ukraiński piłkarz, grający na pozycji pomocnika lub napastnika, trener
  - Lara Fabian, belgijsko-kanadyjska piosenkarka
  - Marco Sanchez, amerykański aktor
  - Vilson Rogério Goinski, brazylijski polityk
  - Jan Quast, niemiecki bokser, medalista olimpijski
  - Janusz Misterka, polski hokeista
  - Park Myeong-seok, południowokoreański zapaśnik w stylu klasycznym
- 10 stycznia:
  - Alisa Marić, serbska szachistka, arcymistrzyni od 1988 roku
  - Bekele Tola, etiopski lekkoatleta specjalizujący się w rzucie oszczepem
  - Pascal Thüler, szwajcarski piłkarz grający na pozycji lewego obrońcy
  - Mirjana Marić, serbska szachistka, arcymistrzyni od 1991 roku
  - Christine Malèvre, francuska seryjna morderczyni skazana za zabójstwo sześciu osób
  - David Martínez De Aguirre Guinea, hiszpański duchowny katolicki, wikariusz apostolski Puerto Maldonado
  - Amir Reza Chadem, irański zapaśnik w stylu wolnym
  - Marek Bajor, piłkarz grający na pozycji obrońcy, reprezentant Polski
  - Meghan Douglas, amerykańska modelka
- 11 stycznia:
  - Chris Jent, amerykański koszykarz, trener
  - Daniel Buda, rumuński polityk i prawnik
  - José Alberto Soto Gómez, były peruwiański piłkarz występujący najczęściej na pozycji obrońcy
  - Jason Bittner, amerykański perkusista
  - Ołeksandr Wasylowicz Jewtuszok, ukraiński piłkarz grający na pozycji obrońcy, a wcześniej pomocnika, reprezentant Ukrainy
  - Chris Jent, amerykański koszykarz
  - Giovanni Pellielo, włoski strzelec sportowy, trzykrotny medalista olimpijski, trzykrotny mistrz świata, dwukrotny mistrz Europy
  - Mustafa Sandal, turecki piosenkarz
  - Franco Davín, argentyński tenisista i trener tenisa, reprezentant w Pucharze Davisa
  - Tammy Thomas, amerykańska kolarka torowa, wicemistrzyni mistrzyni świata
  - Tomasz Maciej Praga, generał brygady Straży Granicznej
- 12 stycznia:
  - Roman Kołtoń, polski dziennikarz i komentator sportowy
  - Corey Woods, amerykański raper
  - Masaaki Sawanobori, były japoński piłkarz, reprezentant kraju
  - Zack de la Rocha, amerykański wokalista rockowy, autor tekstów i raper
  - Sharam Tayebi, irański producent muzyczny i DJ
- 13 stycznia:
  - Anita Czerwińska, polska prawnik, polityk, poseł na Sejm RP
  - Dan Eggen, norweski piłkarz grający na pozycji środkowego obrońcy
  - Odiah Sidibé, francuska lekkoatletka specjalizująca się w krótkich biegach sprinterskich
  - Alicja Iwona Pęczak-Graczyk, polska pływaczka
  - Marcin Liber, polski reżyser teatralny, dramaturg, scenograf
  - Shonda Rhimes, amerykańska scenarzystka, producentka filmowa oraz reżyserka
  - Marco Pantani, włoski kolarz szosowy (zm. 2004)
  - Eiki Berg, estoński geopolityk i nauczyciel akademicki, parlamentarzysta krajowy
  - Ulla Hvid-Fogh, duńska wioślarka
- 14 stycznia:
  - Natalija Mažeikienė, litewska filozof
  - Edin Mujčin, bośniacki piłkarz
  - Wałerij Worobjow, ukraiński piłkarz
- 15 stycznia:
  - Marcelo Fabián Domínguez, argentyński bokser, były mistrz świata WBC w wadze junior ciężkiej
  - Radosław Jan Szatkowski, polski polityk, urzędnik państwowy
  - Geir Tangen, norweski pisarz
  - Danieł Borisow Borimirow, bułgarski piłkarz
  - Oktay Urkal, niemiecki bokser kategorii lekkopółśredniej pochodzenia tureckiego
  - Shane Brandon McMahon, amerykański biznesmen i profesjonalny wrestler
- 16 stycznia:
  - Garth Ennis, irlandzki twórca komiksów
  - Marcos Gueiros, brazylijski kierowca wyścigowy
  - Brian Hoffman, amerykański lutnik, muzyk, kompozytor
  - Vladan Lukić, serbski piłkarz
  - Don MacLean, amerykański koszykarz
  - Rafał Pawlak, polski piłkarz, trener
- 17 stycznia:
  - Steve Asheim, amerykański muzyk, kompozytor i multiinstrumentalista
  - Anthony „Tony” Lewis Amonte, były amerykański hokeista
  - Claude Babé, gaboński piłkarz występujący na pozycji bramkarza
  - Cássio Alves de Barros, brazylijski piłkarz
  - Suga Free, amerykański raper
  - Michael Gerber, niemiecki duchowny rzymskokatolicki, biskup pomocniczy Fryburga od 2013
  - Kermin William Guardia, kolumbijski bokser
  - Bogusław Kopkowski, polski lekkoatleta specjalizujący się w skoku o tyczce
  - Jeremy Roenick, były amerykański hokeista
  - Genndy Tartakovsky, amerykański rysownik radzieckiego pochodzenia, twórca kreskówek (autor m.in. Laboratorium Dextera)
  - James Wattana, tajski snookerzysta
  - Mao Xinyu, chiński generał
- 18 stycznia:
  - DJ Quik, amerykański raper, producent muzyczny i DJ
  - Marco Sánchez, portorykański zapaśnik w stylu klasycznym
  - Peter Van Petegem, belgijski kolarz szosowy i torowy, dwukrotny medalista szosowych mistrzostw świata
- 19 stycznia:
  - Einar Daníelsson, islandzki piłkarz
  - Joanna Domańska, polska aktorka
  - José Antonio Escuredo, hiszpański kolarz szosowy i torowy
  - Chalid al-Faradż, syryjski zapaśnik
  - Tim Foster, brytyjski wioślarz
  - Steffen Freund, niemiecki piłkarz
  - Paweł Płuska, polski dziennikarz
  - Guido Reil, niemiecki górnik, związkowiec, polityk
  - Quincy Watts, amerykański lekkoatleta, sprinter
- 20 stycznia:
  - Marvin Benard, nikaraguański baseballista
  - Hermes Desio, argentyński piłkarz
  - Wiaczesław Gorpiszyn, rosyjski piłkarz ręczny
  - Branka Katić, serbska aktorka
  - Toni Miczewski, macedoński piłkarz
  - Wojciech Romaniuk, polski przedsiębiorca, polityk, poseł na Sejm RP
  - Håkan Svensson, szwedzki piłkarz, bramkarz
  - Skeet Ulrich, amerykański aktor
- 21 stycznia:
  - Alen Bokšić, chorwacki piłkarz
  - Aleksandra Gramała, polska prawnik, polityk, poseł na Sejm RP
  - Marcin Kiljan, polski wokalista, kompozytor
  - Radosław Orchowicz, polski duchowny katolicki, biskup pomocniczy gnieźnieński
  - Marian van de Wal, holenderska piosenkarka
- 22 stycznia:
  - Andy Bolton, brytyjski trójboista siłowy, strongman
  - Brian Gaskill, amerykański aktor
  - Zbigniew Kadłubek, polski filolog klasyczny, tłumacz, pisarz
  - Ainārs Šlesers, łotewski przedsiębiorca, polityk
  - Maciej Szymczyk, polski historyk
- 23 stycznia:
  - Constantina Diță-Tomescu, rumuńska lekkoatletka, biegaczka długodystansowa
  - Alex Gaudino, włoski didżej, producent muzyczny
  - Houben R.T., bułgarski malarz, artysta eksperymentalny
  - Robert Jucha, polski żużlowiec
  - Arijan Komazec, chorwacki koszykarz
  - Beata Krupska-Tyszkiewicz, polska koszykarka
  - Richard Šmehlík, czeski hokeista
  - Moreno Torricelli, włoski piłkarz, trener
- 24 stycznia:
  - Roberto Bonano, argentyński piłkarz, bramkarz
  - Yuriý Bordolimow, turkmeński piłkarz
  - Matthew Lillard, amerykański aktor
  - Adam Pierończyk, polski saksofonista jazzowy
- 25 stycznia: 
  - Steinar Adolfsson, islandzki piłkarz
  - Rune Djurhuus, norweski szachista
  - Rafael Lozano, hiszpański bokser
  - Elien Meijer, holenderska wioślarka
  - Chris Mills, amerykański koszykarz
  - Daniel Volk, niemiecki polityk
  - Tomasz Wontor, polski samorządowiec, wicemarszałek województwa lubuskiego
- 26 stycznia:
  - Bjarni Benediktsson, islandzki polityk
  - Mychajło Dobkin, ukraiński samorządowiec, polityk
  - Leszek Dzięgielewski, polski muzyk, kompozytor, wokalista, autor tekstów, członek zespołów: Behemoth, Hell-Born i Damnation
  - Kirk Franklin, amerykański piosenkarz
  - Tracy Middendorf, amerykańska aktorka
  - Alessandra Sensini, włoska żeglarka sportowa
  - Beata Zielińska, polska łyżwiarka figurowa
- 27 stycznia:
  - Swetła Dimitrowa, bułgarska lekkoatletka, wieloboistka i płotkarka
  - Amy Hargreaves, amerykańska aktorka
  - Fabian Harloff, niemiecki aktor, piosenkarz
  - Ołeksandr Hodyniuk, ukraiński hokeista, trener
  - Heather Nauert, amerykańska dziennikarka, polityk
- 28 stycznia:
  - Norman Fegidero, filipiński piłkarz, trener
  - Julia Jäger, niemiecka aktorka
  - Donald Tardy, amerykański muzyk, członek zespołów: Obituary i Tardy Brothers(inne języki)
  - Magdalena Warzecha, polska aktorka
- 29 stycznia:
  - Rusłan Chinczagow, uzbecki zapaśnik
  - John Forbes, australijski żeglarz sportowy
  - Heather Graham, amerykańska aktorka
  - Jörg Hoffmann, niemiecki pływak
  - Rajyavardhan Singh Rathore, indyjski strzelec sportowy
  - Paul Ryan, amerykański polityk, kongresman
- 30 stycznia: 
  - Aleh Chmyl, białoruski hokeista, trener
  - Artur Górski, polski politolog, wykładowca akademicki, dziennikarz, publicysta, polityk, poseł na Sejm RP (zm. 2016)
  - Maria Luísa Mendonça, brazylijska aktorka
  - Álvaro Nadal, hiszpański ekonomista, polityk
  - Yves Vanderhaeghe, belgijski piłkarz, trener
  - Hans Vonk, południowoafrykański piłkarz, bramkarz
  - Kimiya Yui, japoński pilot wojskowy, astronauta
- 31 stycznia:
  - Søren Andersen, duński piłkarz
  - Andriej Bogdanow, rosyjski polityk
  - Milan Chovanec, czeski samorządowiec, polityk
  - Minnie Driver, brytyjska aktorka, piosenkarka
  - Roman Jeker, holenderski kolarz szosowy
  - Annett Neumann, niemiecka kolarka torowa
  - Marek Wleciałowski, polski piłkarz, trener
- 1 lutego:
  - Raúl Díaz Arce, salwadorski piłkarz
  - David Ekerot, szwedzki tenisista
  - Jan (Kowalenko), rosyjski biskup prawosławny
  - Jens Madsen, duński piłkarz
  - László Óváry, węgierski zapaśnik
  - Madżid Reza Simchah, irański zapaśnik
- 2 lutego: 
  - Cédric Mathy, belgijski kolarz szosowy i torowy
  - Santa Montefiore, brytyjska pisarka
  - Jewgienij Ried´kin, rosyjski biathlonista
  - Roar Strand, norweski piłkarz
  - Chandler Thompson, amerykański koszykarz
  - Arnold Wetl, austriacki piłkarz
- 3 lutego:
  - Walerij Batura, rosyjski kolarz szosowy i torowy
  - Óscar Córdoba, kolumbijski piłkarz, bramkarz
  - Warwick Davis, brytyjski aktor
  - Franck Gava, francuski piłkarz
  - Sabine Ginther, austriacka narciarka alpejska
  - Ismo Kamesaki, fiński zapaśnik
  - Steffen Karl, niemiecki piłkarz
  - Richie Kotzen, amerykański muzyk, kompozytor, wokalista, autor tekstów, członek zespołów: Poison, Mr. Big, Forty Deuce i The Winery Dogs
  - Katja Petrowskaja, ukraińsko-niemiecka dziennikarka, pisarka, literaturoznawczyni
  - Casey Spooner, amerykański muzyk, członek duetu Fischerspooner
  - Ioan Vizitiu, rumuński wioślarz
- 4 lutego:
  - Gabrielle Anwar, brytyjska aktorka
  - Kevin Campbell, angielski piłkarz (zm. 2024)
  - Gilberto Hernández Guerrero, meksykański szachista, trener
  - Marina Jelcowa, rosyjska łyżwiarka figurowa, trenerka
  - James Murphy, amerykański muzyk, didżej, producent muzyczny
  - Nick Raskulinecz, amerykański muzyk, producent muzyczny, inżynier dźwięku
  - Eugene Rhuggenaath, polityk z Curaçao, premier
  - Mirosław Waligóra, polski piłkarz
  - Tomoko Yoshihara, japońska siatkarka
- 5 lutego:
  - Astrid Kumbernuss, niemiecka lekkoatletka, kulomiotka
  - Rubi, hiszpański piłkarz, trener
  - Michał Śliwiński, ukraiński i polski kajakarz, kanadyjkarz
  - Florian Wörner, niemiecki duchowny katolicki, biskup pomocniczy Augsburga
- 6 lutego: 
  - Anatolij Bibiłow, południowoosetyjski generał, polityk
  - Per Frandsen, duński piłkarz, trener
  - Agnieszka Grzybek, polska polonistka, feministka, polityk
  - Patrice Loko, francuski piłkarz pochodzenia kongijskiego
  - Afszin Pejrowani, irański piłkarz, trener
  - Jeff Rouse, amerykański pływak
- 7 lutego:
  - Monique Adams, amerykańska siatkarka
  - Castella, angolski piłkarz
  - Marzena Komsta, polska kompozytorka
  - Anna Królikiewicz, polska artystka współczesna
  - Ricardo Rayas, meksykański piłkarz, trener
  - Christian Riesbeck, kanadyjski duchowny katolicki pochodzenia niemieckiego, biskup Saint John
  - Simone White, amerykańska piosenkarka, aktorka
- 8 lutego:
  - Jurij Bereza, ukraiński dowódca wojskowy, polityk
  - John Filan, australijski piłkarz, bramkarz
  - Aleksandr Gorszkow, rosyjski piłkarz, trener pochodzenia ukraińskiego
  - Roman Knižka, niemiecki aktor pochodzenia słowackiego
  - Iván Kovács, węgierski szpadzista
  - Dorota Kwaśniewska, polska nauczycielka, polityk, poseł na Sejm RP
  - Alonzo Mourning, amerykański koszykarz
  - Anne-Laurence Petel, francuska polityk
  - Michał Rogalski, polski aktor, reżyser, scenarzysta, montażysta i operator filmowy
- 9 lutego:
  - Sergio Bernal, meksykański piłkarz, bramkarz, trener
  - Robert Buda, polski bokser
  - Katarzyna Chwiałkowska, polska kajakarka
  - James Gallanders, kanadyjski aktor
  - Jacek Karolak, polski poeta
  - Glenn McGrath, australijski krykiecista
  - Todd Rokita, amerykański polityk pochodzenia polskiego
  - Pablo San Segundo Carrillo, hiszpański szachista
  - Branko Strupar, belgijski piłkarz pochodzenia chorwackiego
- 10 lutego:
  - Amir Reza Chadem, irański zapaśnik
  - Marco Girnth, niemiecki aktor
  - Paul Kersey, amerykański aktor
  - Noureddine Naybet, marokański piłkarz
  - Åsne Seierstad, norweska dziennikarka, pisarka
  - Robert Shearman, brytyjski prozaik, dramaturg, scenarzysta telewizyjny i radiowy
  - Andrzej Smolik, polski muzyk, kompozytor, producent muzyczny
  - Jacek Stawiski, polski dziennikarz
  - Ardy Wiranata, indonezyjski badmintonista
- 11 lutego:
  - Zoran Đorđević, serbski ekonomista, menedżer, polityk
  - Adi Hütter, austriacki piłkarz, trener
  - Stanisław Mąderek, polski aktor, kompozytor, reżyser i scenarzysta filmowy
  - Bernardo Segura, meksykański lekkoatleta, chodziarz
  - Fredrik Thordendal, szwedzki gitarzysta, kompozytor, członek zespołu Meshuggah
- 12 lutego:
  - Mihaela Dascălu, rumuńska łyżwiarka szybka
  - Dariusz Koseła, polski piłkarz
  - Czesław Michniewicz, polski piłkarz, bramkarz, trener
  - Bryan Roy, holenderski piłkarz
- 13 lutego:
  - Elmer Bennett, amerykański koszykarz
  - Mika Halvari, fiński lekkoatleta, kulomiot
- 14 lutego:
  - Giuseppe Guerini, włoski kolarz szosowy
  - Geir Helgemo, norweski brydżysta
  - Simon Pegg, brytyjski aktor
  - Iwona Szewczyk, polska zakonnica, malarka
  - Elaine Youngs, amerykańska siatkarka
- 15 lutego:
  - Jens Fiedler, niemiecki kolarz torowy
  - Dragan Kosić, czarnogórski szachista, trener
  - Jerzy Kosobucki, białoruski duchowny katolicki polskiego pochodzenia, biskup pomocniczy mińsko-mohylewski
  - Gianfranco Martin, włoski narciarz alpejski
  - Beverly McDonald, jamajska lekkoatletka, sprinterka
  - Andrzej Olejnik, polski aktor
  - Marek Turek, polski autor komiksów
  - Mark Warnecke, niemiecki pływak
- 16 lutego:
  - Mark Atkinson, nowozelandzki piłkarz
  - Angelo Cipolloni, włoski lekkoatleta, sprinter
  - Nailea Norvind, meksykańska aktorka
  - Serdar Ortaç, turecki piosenkarz, kompozytor
  - Angelo Peruzzi, włoski piłkarz, bramkarz
  - Thomas Poulsen, duński wioślarz
  - Peter Schlickenrieder, niemiecki biegacz narciarski
  - Armand Van Helden, amerykański muzyk house'owy, remikser
- 17 lutego:
  - Thomas Frischknecht, szwajcarski kolarz górski, przełajowy i szosowy
  - Tommy Moe, amerykański narciarz alpejski
  - Dominic Purcell, australijski aktor
  - Wojciech Socha, polski aktor
- 18 lutego:
  - Guram Makajew, kazachski piłkarz
  - Jacek Matyja, polski piłkarz, trener
  - Diana Mórová, słowacka aktorka
  - Massimo Taibi, włoski piłkarz, bramkarz
  - Jannie du Toit, południowoafrykański zapaśnik
- 19 lutego:
  - Jarosław Arabas, polski informatyk
  - Joacim Cans, szwedzki muzyk
  - Ellis Ferreira, południowoafrykański tenisista
  - Lord Finesse, amerykański raper, producent muzyczny
  - Wadim Saszurin, białoruski biathlonista
  - Magnus Swartling, szwedzki curler
- 20 lutego: 
  - Jean-Yves Cuendet, szwajcarski kombinator norweski
  - Julia Franck, niemiecka pisarka
  - Nikolaos Michopulos, grecki piłkarz, bramkarz
  - Wadym Prystajko, ukraiński polityk, dyplpmata
  - Andrzej Szewiński, polski siatkarz
- 21 lutego:
  - Paul Diomede, amerykański aktor, scenarzysta filmowy
  - Ian Haug, australijski wokalista, gitarzysta, członek zespołu Powderfinger
  - Andrejs Judins, łotewski prawnik, polityk pochodzenia rosyjskiego
  - Alaksandr Łuchwicz, białoruski piłkarz
  - Severin Nziengui Mangandza, gaboński duchowny katolicki, wikariusz apostolski Makokou
  - Jess Thorup, duński piłkarz, trener
  - Wjaczesław Tropin, ukraiński piłkarz pochodzenia rosyjskiego
- 22 lutego: 
  - Roman Bartuzi, polski siatkarz
  - Adam Keefe, amerykański koszykarz
  - Wolfram Waibel, austriacki strzelec sportowy
- 23 lutego:
  - Nikanor (Anfiłatow), rosyjski biskup prawosławny
  - Nathalie Arthaud, francuska nauczycielka, polityk
  - Marie-Josée Croze, kanadyjska aktorka
  - Valērijs Ivanovs, łotewski piłkarz
  - Wojciech Kuliński, polski aktor
  - Dmitrij Wybornow, rosyjski bokser
- 24 lutego:
  - Barbara Frale, włoska paleograf
  - Andrea Olivero, włoski nauczyciel, działacz katolicki, polityk
  - Neil Sullivan, szkocki piłkarz, bramkarz
  - Marija Tichwinska, rosyjska snowboardzistka
  - Jason Watt, duński kierowca wyścigowy
- 25 lutego:
  - Shaun Goater, bermudzki piłkarz
  - Ian Walker, brytyjski żeglarz sportowy
- 26 lutego:
  - Predrag Danilović, serbski koszykarz, działacz sportowy
  - Cathrine Lindahl, szwedzka curlerka
  - Heli Rantanen, fińska lekkoatletka, oszczepniczka
  - Fitzroy Simpson, jamajski piłkarz
  - Travis Smith, amerykański grafik
  - Krzysztof Szulborski, polski kucharz
  - Cyr-Nestor Yapaupa, środkowoafrykański duchowny katolicki, biskup Alindeo
- 27 lutego: 
  - Andrzej Folwarczny, polski działacz społeczny, polityk, poseł na Sejm RP
  - Jørn Lier Horst, norweski pisarz
  - Patricia Petibon, francuska śpiewaczka operowa (sopran koloraturowy)
  - Dimityr Popow, bułgarski piłkarz, bramkarz
  - Fryderyk Zoll, polski prawnik, wykładowca akademicki
- 28 lutego: 
  - Daniel Handler, amerykański pisarz, scenarzysta filmowy, akordeonista
  - Władimir Isakow, rosyjski strzelec sportowy
  - Noureddine Morceli, algierski lekkoatleta, średniodystansowiec
  - Siaosi Sovaleni, tongijski polityk
- 1 marca:
  - Yolanda Griffith, amerykańska koszykarka
  - Carlos Morales, urugwajski piłkarz, trener
  - Miho Nakayama, japońska aktorka, modelka, piosenkarka (zm. 2024)
  - Aleksandr Spiesiwcew, rosyjski seryjny morderca
  - Dirk van der Ven, niemiecki piłkarz
- 2 marca:
  - Alexander Armstrong, brytyjski aktor, prezenter telewizyjny
  - Marcella Boerma, holenderska snowboardzistka
  - Agnieszka Glapiak, polska dziennikarka i urzędniczka państwowa
  - Agnieszka Graff, polska pisarka, publicystka
  - James Purnell, brytyjski polityk
  - Ciriaco Sforza, szwajcarski piłkarz, trener
- 3 marca: 
  - Simon Biwott, kenijski lekkoatleta, maratończyk
  - Julie Bowen, amerykańska aktorka
  - Gabriel Cedrés, urugwajski piłkarz
  - Kristine Kunce, australijska tenisistka
  - Jagoda Pietruszkówna, polska aktorka
- 4 marca:
  - Shokat Ali, pakistański snookerzysta
  - Àlex Crivillé, hiszpański motocyklista wyścigowy
  - Edward Gal, holenderski dresażysta
  - Marzena Głaszcz, polska koszykarka
  - Izabela Kopeć, polska wokalistka, kompozytorka, producentka muzyczna
  - Adrianna Siennicka, polska italianistka, dyplomatka
  - Caroline Vis, holenderska tenisistka
  - Jakob von Weizsäcker, niemiecki ekonomista, polityk
- 5 marca:
  - Anita Andrzejewska, polska artystka fotograf
  - André Backhaus, niemiecki zapaśnik
  - Joe Brincat, maltański piłkarz
  - Mike Brown, amerykański koszykarz, trener
  - John Frusciante, amerykański gitarzysta, wokalista, autor tekstów, producent muzyczny, członek zespołu Red Hot Chili Peppers
  - Bartłomiej Grabski, polski prawnik, urzędnik państwowy
  - Ri Gwang-sik, północnokoreański bokser
  - Paco Soler, hiszpański piłkarz, trener
  - Aleksandar Vučić, serbski prawnik, polityk, premier i prezydent Serbii
- 6 marca:
  - Harini Amarasuriya, lankijska socjolożka, premier Sri Lanki
  - Stefano Battistelli, włoski pływak
  - Chris Broderick, amerykański muzyk, kompozytor
  - Shane Brolly, brytyjski aktor
  - Eric Carter, amerykański kolarz górski i BMX
  - Maciej Karłowski, polski krytyk muzyczny
  - Tsuyoshi Kōsaka, japoński zawodnik MMA
  - Nestor-Désiré Nongo-Aziagbia, środkowoafrykański duchowny katolicki, biskup Bossangoa
  - Sílvio, brazylijski piłkarz
  - Signe Byrge Sørensen, duńska aktorka, reżyserka i producentka filmowa
- 7 marca:
  - Nathalie Even-Lancien, francuska kolarka torowa
  - Petra Mede, szwedzka prezenterka telewizyjna, tancerka, satyryk
  - Alex O’Brien, amerykański tenisista
  - Rachel Weisz, brytyjska aktorka pochodzenia żydowskiego
  - Robert Wrzosek, polski aktor, reżyser, scenarzysta
- 8 marca:
  - Andreas Becker, niemiecki hokeista na trawie
  - Wadim Biekbułatow, białoruski hokeista pochodzenia rosyjskiego
  - Harry Decheiver, holenderski piłkarz
  - Gombodżawyn Dzandanszatar, mongolski ekonomista i polityk, premier Mongolii
  - Siergiej Głuszko, rosyjski aktor, piosenkarz
  - Jamie Lawrence, jamajski piłkarz, trener
  - Meredith Scott Lynn, amerykańska aktorka, reżyserka, producentka filmowa
  - Andrea Parker, amerykańska aktorka, tancerka
  - Ed Podivinsky, kanadyjski narciarz alpejski pochodzenia czeskiego
  - Kazutoshi Sakurai, japoński muzyk, kompozytor, autor tekstów, lider zespołu Mr. Children, przedsiębiorca
  - Valeriu Streleț, mołdawski przedsiębiorca, polityk, premier Mołdawii
- 9 marca:
  - Kamila Budrowska, polska literaturoznawczyni, wykładowczyni akademicka
  - Shannon Leto, amerykański perkusista, członek zespołu 30 Seconds to Mars
  - Claudia López, kolumbijska polityczka
  - Kali Meehan, australijski bokser
  - Simon Monjack, brytyjski reżyser i scenarzysta filmowy (zm. 2010)
  - Martin Myšička, czeski aktor
  - María Eugenia Rodríguez Palop, hiszpańska prawnik, filozof, wykładowczyni akademicka, polityk, eurodeputowana
  - Andriej Szumilin, rosyjski zapaśnik (zm. 2022)
- 10 marca:
  - Matthew Barlow, amerykański policjant, wokalista heavymetalowy, członek zespołów: Cauldron, Iced Earth, The First State Force Band, Pyramaze(inne języki) i Ashes of Ares(inne języki)
  - Anna Karaszewska, polska socjolog, działaczka społeczna
  - Benoît Lutgen, belgijski i waloński samorządowiec, polityk
  - Perseo Miranda, włoski wokalista, muzyk, kompozytor, autor tekstów, pisarz
  - Tom Novy, niemiecki didżej, producent muzyczny
  - Grzegorz Pisalski, polski policjant, przedsiębiorca, polityk, poseł na Sejm RP
  - Rinke Rooyens, holendersko-polski producent, reżyser i scenarzysta programów telewizyjnych
  - Werner Schreyer, austriacki aktor, model
  - Michele Serena, włoski piłkarz
  - Hélia Souza, brazylijska siatkarka
- 11 marca:
  - Bernadeta Bocek-Piotrowska, polska biegaczka narciarska
  - Jewgienij Korieszkow, kazachski hokeista, trener
  - Ksenija Predikaka, słoweńska lekkoatletka, skoczkini w dal
  - Thomen Stauch, niemiecki perkusista, członek zespołów: Blind Guardian, Savage Circus(inne języki), Iron Savior i Coldseed Seelenzorn(inne języki)
  - Predrag Šustar, chorwacki filozof, wykładowca akademicki, akademicki, polityk
- 12 marca:
  - Roy Khan, norweski wokalista pochodzenia tajskiego, członek zespołów: Kamelot i Conception
  - Maria Leconte, francuska szachistka pochodzenia ukraińskiego
  - Ojokojo Torunarigha, nigeryjski piłkarz
- 13 marca:
  - Przemysław Bluszcz, polski aktor
  - Jakub Karyś, polski publicysta, producent i reżyser telewizyjny
  - Mikołaj (Pocztowy), ukraiński biskup prawosławny
  - Marcela Podracká, czeska lekkoatletka, wieloboistka
  - Aleksandr Samokutiajew, rosyjski pułkownik lotnictwa, kosmonauta
  - Tim Story, amerykański reżyser, producent i scenarzysta filmowy
- 14 marca: 
  - Júnior Baiano, brazylijski piłkarz
  - Aleksandr Biekietow, rosyjski szpadzista
  - Witalij Łytwynenko, ukraiński hokeista, trener
  - Renata Tokarz, polska lekkoatletka, miotaczka
  - Andree Wiedener, niemiecki piłkarz
- 15 marca:
  - Sosłan Frajew, rosyjski i uzbecki zapaśnik
  - Marcin Grochowina, polski muzyk, kompozytor
  - Diego Nargiso, włoski tenisista
  - Derek Parra, amerykański łyżwiarz szybki
  - Aivo Udras, estoński biathlonista
- 16 marca:
  - Joakim Berg, szwedzki wokalista, gitarzysta, autor tekstów, członek zespołu Kent
  - Zbigniew Czech, polski urzędnik, dyplomata
  - Youri Gilg, francuski narciarz dowolny
  - Páll Óskar Hjálmtýsson, islandzki piosenkarz
  - Rafa Pascual, hiszpański siatkarz
- 17 marca: 
  - Juliet Campbell, jamajska lekkoatletka, sprinterka
  - Ołena Czerewatowa, ukraińska kajakarka
  - Wojciech Drewski, polski kick-boxer, taekwondzista
  - Darren Kenny, brytyjski kolarz torowy, paraolimpijczyk
  - Adriana Niecko, polska dziennikarka i prezenterka telewizyjna
  - Florin Răducioiu, rumuński piłkarz
  - Sanda Toma, rumuńska kajakarka
- 18 marca:
  - Suzan Anbeh, niemiecka aktorka, modelka pochodzenia irańskiego
  - Bill Etheridge, brytyjski polityk
  - Katy Gallagher, australijska polityk
  - Queen Latifah, amerykańska raperka, piosenkarka, aktorka
  - Matthias Maurer, niemiecki astronauta
- 19 marca:
  - Abelardo, hiszpański piłkarz, trener
  - Ursula Bruhin, szwajcarska snowboardzistka
  - Michael Krumm, niemiecki kierowca wyścigowy
  - Renaldo, brazylijski piłkarz
- 20 marca:
  - Edoardo Ballerini amerykański aktor pochodzenia włoskiego
  - Michael Rapaport, amerykański aktor, komik pochodzenia żydowskiego
  - Ołeksandr Tretiakow, ukraiński przedsiębiorca, polityk
- 21 marca:
  - Eduardo José Castillo Pino, ekwadorski duchowny katolicki, biskup pomocniczy Portoviejo
  - Katarzyna Dydek, polska koszykarka
  - Moacir, brazylijski piłkarz (zm. 2024)
  - Mohammed Samadi, marokański piłkarz
  - Jarosław Szymczyk, polski funkcjonariusz policji, komendant główny
  - Barbara Wolnicka, polska florecistka
- 22 marca:
  - Anna Charuta, polska specjalistka w zakresie anatomii, naukowiec
  - Hwang Young-cho, południowokoreański lekkoatleta, maratończyk
  - Paweł Iwanicki, polski aktor
  - Leontien van Moorsel, holenderska kolarka torowa
  - Andreas Johnson, szwedzki piosenkarz
- 23 marca: 
  - Krzysztof Banaszyk, polski aktor (zm. 2024)
  - Viola von Cramon-Taubadel, niemiecka działaczka samorządowa, polityk, eurodeputowana
  - John Humphrey, amerykański perkusista, członek zespołów: Seether i The Nixons(inne języki)
  - Gianni Infantino, szwajcarski działacz piłkarski pochodzenia włoskiego
- 24 marca:
  - Lara Flynn Boyle, amerykańska aktorka
  - Sharon Corr, irlandzka skrzypaczka
  - Lukáš Pollert, czeski kajakarz górski, lekarz
  - Konstantin Uszakow, rosyjski siatkarz
- 25 marca: 
  - Jarosław Klimaszewski, polski samorządowiec, prezydent Bielska-Białej
  - Magnus Larsson, szwedzki tenisista
  - Yasser Rayyan, egipski piłkarz
- 26 marca:
  - Paul Bosvelt, holenderski piłkarz
  - Michael Crotty, irlandzki duchowny katolicki, arcybiskup, nuncjusz apostolski
  - Alberto David, luksemburski szachista
  - Jerzy Krzętowski, polski rysownik satyryczny, ilustrator
  - Marie Lindgren, szwedzka narciarka dowolna
  - Martin McDonagh, brytyjsko-irlandzki dramatopisarz, reżyser i scenarzysta filmowy
- 27 marca:
  - Brent Fitz, kanadyjsko-amerykański perkusista
  - Thomas Gédéon Naudet, francuski filmowiec dokumentalista
  - Marianne Kjørstad, norweska narciarka alpejska
  - Ołeksandr Kłymenko, ukraiński lekkoatleta, kulomiot (zm. 2000)
  - Elizabeth Mitchell, amerykańska aktorka
  - Lejla Pahlawi, irańska księżniczka (zm. 2001)
  - Uwe Rosenberg, niemiecki projektant gier planszowych
- 28 marca:
  - Laura Badea-Cârlescu, rumuńska florecistka
  - Joanna Czajkowska-Ślasko, polska psychiatra, poetka
  - Ignacy (Łukowicz), białoruski duchowny prawosławny
  - Wadym Sływczenko, ukraiński hokeista
  - Vince Vaughn, amerykański aktor, scenarzysta i producent filmowy
  - Aiga Zagorska, łotewska kolarka szosowa i torowa
- 29 marca:
  - Danuta Gruszka, polska szachistka
  - Wiaczesław Jeremejew, ukraiński piłkarz, trener pochodzenia rosyjskiego
- 30 marca:
  - Ronen Harazi, izraelski piłkarz
  - Damon Herriman, australijski aktor
  - Marek Mierzwiński, polski trener siatkarski
  - Stéphane Ortelli, monakijski kierowca wyścigowy
  - Camilo Romero, meksykański piłkarz, trener
  - Signe Trosten, norweska biathlonistka
  - Katarzyna Wasilkowska, polska autorka literatury dziecięcej, tłumaczka
- 31 marca:
  - Alenka Bratušek, słoweńska polityk, premier Słowenii
  - Stuart Carruthers, australijski hokeista na trawie
  - Damian Drăghici, rumuński muzyk, polityk, eurodeputowany
  - Hiroyuki Miyasako, japoński aktor, komik, piosenkarz
  - Aleh Ramanau, białoruski hokeista, trener
- 1 kwietnia:
  - Adam Grabowski, polski trener siatkówki (zm. 2024)
  - Alan Gregov, chorwacki koszykarz
  - Henrik Hololei, estoński ekonomista, polityk
  - Antonio López-Istúriz White, hiszpański polityk, eurodeputowany
  - Anikó Nagy, węgierska piłkarka ręczna
  - Sung Hi Lee, amerykańska aktorka, modelka pochodzenia koreańskiego
  - Wojciech Zubik, polski hokeista
- 2 kwietnia:
  - Dag Bjørndalen, norweski biathlonista
  - Grzegorz Masternak, polski szachista, sędzia szachowy
  - Antonio Mohamed, argentyński piłkarz pochodzenia arabskiego
  - Piotr Pośpiech, polski samorządowiec, wicewojewoda opolski
  - Anette Tønsberg, norweska łyżwiarka szybka
- 3 kwietnia
  - James MacDonough, amerykański basista, kompozytor
  - Krzysztof Saczka, polski inżynier, informatyk
- 4 kwietnia:
  - Jorgos Amanatidis, grecki piłkarz
  - Rebekka Bakken, norweska wokalistka jazzowa, kompozytorka, autorka tekstów
  - Rafał Darżynkiewicz, polski dziennikarz i komentator sportowy
  - Håvard Flo, norweski piłkarz
  - Barry van Galen, holenderski piłkarz
  - Greg Garcia, amerykański dramaturg, producent telewizyjny
  - Ołeksandr Honczenkow, ukraiński kolarz torowy i szosowy
  - Jelena Jelesina, rosyjska lekkoatletka, skoczkini wzwyż
  - Mark Kirchner, niemiecki biathlonista, biegacz narciarski
  - Barry Pepper, kanadyjski aktor, producent filmowy
  - Szemu’el Rabinowic, izraelski rabin
  - Jason Stoltenberg, australijski tenisista, trener
  - Josh Todd, amerykański muzyk, wokalista, autor tekstów, aktor, członek zespołu Buckcherry
- 5 kwietnia:
  - Soheil Ayari, francuski kierowca wyścigowy pochodzenia irańskiego
  - Valérie Bonneton, francuska aktorka
  - Robert Draba, polski prawnik
  - Willemijn Duyster, holenderska hokeistka na trawie
  - Sławomir Fabicki, polski reżyser i scenarzysta filmowy
  - Petyr Genow, bułgarski szachista
  - Thea Gill, kanadyjska aktorka
  - Irina Timofiejewa, rosyjska lekkoatletka, maratonka
- 6 kwietnia:
  - Iryna Biłyk, ukraińska piosenkarka, kompozytorka, producentka muzyczna
  - Marcelo Carracedo, argentyński piłkarz
  - Igor Czugajnow, rosyjski piłkarz, trener
  - Olaf Kölzig, niemiecki hokeista, bramkarz
  - Roy Mayorga, amerykański muzyk, kompozytor, członek zespołu Stone Sour
  - Oliver Miller, amerykański koszykarz (zm. 2025)
- 7 kwietnia: 
  - Sylvia Dördelmann, niemiecka wioślarka
  - Maciej Kurowicki, polski wokalista, członek zespołu Hurt
  - Piet Norval, południowoafrykański tenisista
  - Jiří Novotný, czeski piłkarz
  - Agata Żebro, polska siatkarka
- 8 kwietnia:
  - J.R. Bourne, kanadyjski aktor
  - Bogusława Knapczyk, polska kajakarka
  - Marta Mizuro, polska krytyk literacka
  - Andrej Plenković, chorwacki prawnik, polityk, premier Chorwacji
- 9 kwietnia: 
  - Néstor Isasi, paragwajski piłkarz
  - Aitor Iturrioz, meksykański aktor
  - Nuno Marques, portugalski tenisista
  - Iwona Pabich, polska piłkarka ręczna, bramarka
  - Massimo Poggio, włoski aktor
  - Grzegorz Seroczyński, polski językoznawca, urzędnik państwowy, dyplomata
  - Roar Skaane, norweski kolarz szosowy i torowy
- 10 kwietnia:
  - Leonard Doroftei, rumuński bokser
  - Christophe Honoré, francuski prozaik, dramaturg, krytyk, reżyser i scenarzysta filmowy
  - Miklos Molnar, duński piłkarz pochodzenia węgierskiego
  - Mike Mushok, amerykański gitarzysta, członek zespołu Staind
  - Q-Tip, amerykański raper
- 11 kwietnia: 
  - Johnny Messner, amerykański aktor
  - Dariusz Rekosz, polski autor literatury dziecięcej i młodzieżowej
  - Anett Schuck, niemiecka kajakarka
  - Whigfield, duńska piosenkarka Eurodance
- 12 kwietnia:
  - Sylvain Bouchard, kanadyjski łyżwiarz szybki
  - Edyta Krysiewicz, polska koszykarka
- 13 kwietnia: 
  - Ali Mbaé Camara, komoryjski piłkarz, trener
  - Eduardo Capetillo, meksykański aktor, piosenkarz
  - Gary Charles, angielski piłkarz
  - Marcus Cor Von, amerykański futbolista, wrestler
  - Gerry Creaney, szkocki piłkarz
  - Marzena Rogalska, polska dziennikarka i prezenterka radiowo-telewizyjna, pisarka
  - Ricky Schroder, amerykański aktor
  - Józef Stępkowski, polski inżynier rolnik, polityk, poseł na Sejm RP
  - Ścibor Szpak, polski solista kabaretowy, autor tekstów piosenek, tłumacz
- 14 kwietnia: 
  - Anna Kinberg Batra, szwedzka polityk
  - Wadim Krasnosielski, rosyjski polityk, prezydent Naddniestrza
  - Jan Siemerink, holenderski tenisista
- 15 kwietnia:
  - Tomasz Borowski, polski bokser
  - Chris Huffins, amerykański lekkoatleta, wieloboista
  - Luc Marquet, francuski siatkarz, trener
  - Zsolt Németh, węgierski piłkarz wodny
  - Miguel Ángel Oca, hiszpański piłkarz wodny
  - David Van Dyke, amerykański koszykarz
- 16 kwietnia:
  - Ettore Bassi, włoski aktor
  - Sirajeddine Chihi, tunezyjski piłkarz
  - Dero Goi, niemiecki wokalista, perkusista, członek zespołu Oomph!
  - Bernadeta Krynicka, polska pielęgniarka, działaczka samorządowa, polityk, poseł na Sejm RP
  - Ilga Šuplinska, łotewska filolog, polityk
  - Rui Vitória, portugalski piłkarz, trener
  - Walt Williams, amerykański koszykarz
- 17 kwietnia:
  - Jacek Borcuch, polski aktor, reżyser i scenarzysta filmowy
  - Martin Buschmann, niemiecki handlowiec, polityk, eurodeputowany
  - Cheri Elliott, amerykańska kolarka górska
  - Robert Kotowski, polski historyk, muzealnik
  - Jacek Mickiewicz, polski kolarz szosowy
  - Adam Nyk, polski socjolog, działacz społeczny
  - Redman, amerykański raper
  - Ulrike Trebesius, niemiecka inżynier, polityk, eurodeputowana
- 18 kwietnia:
  - Heike Friedrich, niemiecka pływaczka
  - Sad al-Hariri, libański polityk, premier Libanu
  - Kim Kyung-wook, południowokoreańska łuczniczka
  - Paco Jémez, hiszpański piłkarz
  - Natalja Trietjakowa, rosyjska aktorka
  - Yaro, polski muzyk, producent muzyczny
- 19 kwietnia:
  - Manuel Apicella, francuski szachista
  - Diego Cagna, argentyński piłkarz, trener
  - Jon Dette, amerykański perkusista, członek zespołów: Evildead(inne języki), Slayer, Testament, Pushed, HavocHate, Temple Of Brutality(inne języki), Anthrax, Animetal USA(inne języki), Heathen(inne języki) i Iced Earth
  - Kelly Holmes, brytyjska lekkoatletka, biegaczka średniodystansowa
  - Jesús Lucendo, andorski piłkarz
  - Katarzyna Michalska-Małecka, polska okulistka, profesor nauk medycznych
  - Luis Miguel, meksykański piosenkarz
  - Ildikó Pádár, węgierska piłkarka ręczna
  - Trajczo Trajkow, bułgarski menedżer, polityk
- 20 kwietnia:
  - Artiom Chadżybiekow, rosyjski strzelec sportowy
  - Alice Dubois, francuska judoczka
  - Shemar Moore, amerykański aktor
  - Herbert Nitsch, austriacki nurek
  - Adam Wójcik, polski koszykarz (zm. 2017)
- 21 kwietnia:
  - Glen Hansard, irlandzki aktor, wokalista, autor tekstów, członek zespołu The Frames
  - Michael Sternkopf, niemiecki piłkarz
  - Nicole Sullivan, amerykańska aktorka
  - Hiromi Yamamoto, japońska łyżwiarka szybka
- 22 kwietnia:
  - Marinko Galič, słoweński piłkarz
  - Andrea Giani, włoski siatkarz, trener
  - Benny Varghese Edathattel, indyjski duchowny katolicki, biskup Itanagar
- 23 kwietnia:
  - Scott Bairstow, kanadyjski aktor
  - Tayfur Havutçu, turecki piłkarz
  - Joanna Nowiak, polska polityk, poseł na Sejm RP
  - Francisco Jesús Orozco Mengíbar, hiszpański duchowny katolicki, biskup Guadix
  - Ken Owen, brytyjski perkusista, członek zespołów: Carcass i Blackstar(inne języki)
- 24 kwietnia:
  - Patrik Juhlin, szwedzki hokeista
  - Ryōko Sakae, japońska zapaśniczka
  - Stelio Savante, południowoafrykański aktor
- 25 kwietnia: 
  - Joël Abati, francuski piłkarz ręczny
  - Kate Allen, austriacka triathlonistka
  - Jason Lee, amerykański aktor
  - Piotr Wawrzynek, polski duchowny katolicki, biskup pomocniczy legnicki
- 26 kwietnia: 
  - Ewa Żebrowska-Zych, polska koszykarka
  - Dean Austin, angielski piłkarz, trener
  - Andy Böhme, niemiecki skeletonista
  - Ruth-Ann Boyle, brytyjska piosenkarka
  - Ołeksandr Kłymenko, ukraiński pisarz, krytyk literacki, muzyk
  - Jacek Kwiatkowski, polski przedsiębiorca, polityk, poseł na Sejm RP
  - Jorge Mata, hiszpański bokser
  - Tomasz Olszewski, polski gitarzysta, wokalista, kompozytor, członek zespołów: Turbo, Creation of Death i Titus’ Tommy Gunn
  - Melania Trump, słoweńsko-amerykańska modelka, pierwsza dama USA
  - Tionne Watkins, amerykańska piosenkarka
  - Debra Wilson, amerykańska komik, aktorka
- 27 kwietnia:
  - Gianfranco Contri, włoski kolarz szosowy
  - Rusty Cooley, amerykański gitarzysta rockowy, kompozytor
  - Tomasz Demkowicz, polski hokeista
- 28 kwietnia:
  - José Ramón Cuspinera, hiszpański trener koszykarski
  - Richard Fromberg, australijski tenisista
  - Jarosław Gonciarz, polski polityk, poseł na Sejm RP
  - Michal Horňák, czeski piłkarz, trener
  - Robert Kilen, polski dziennikarz, pisarz
  - Nicklas Lidström, szwedzki hokeista
  - Marco Antonio Merchán Ladino, kolumbijski duchowny katolicki, biskup Vélez
  - Raymond Mupandasekwa, zimbabwejski duchowny katolicki, biskup Chinhoyi
  - Wołodymyr Mykytin, ukraiński piłkarz, trener
  - Fred Sablan, amerykański basista, członek zespołu Marilyn Manson
  - Diego Simeone, argentyński piłkarz, trener
- 29 kwietnia:
  - Andre Agassi, amerykański tenisista pochodzenia irańsko-ormiańsko-asyryjskiego
  - Paweł Deląg, polski aktor, wokalista
  - Piotr Gontarczyk, polski politolog, historyk, publicysta
  - Carl Holst, duński nauczyciel, samorządowiec, polityk
  - Shane Parker, australijski żużlowiec
  - Julian Piotrowiak, polski basista, członek zespołów: Pidżama Porno i Świat Czarownic
  - Uma Thurman, amerykańska aktorka, modelka
- 30 kwietnia:
  - Fadi Eid, libański szachista, trener
  - Halit Ergenç, turecki aktor
  - Steve Holland, angielski piłkarz, trener
  - Bernadetta Lawrenz, polska lekkoatletka, skoczkini wzwyż
  - Antula Papailia, grecka koszykarka
  - Susanne Profanter, austriacka judoczka
  - Rintje Ritsma, holenderski łyżwiarz szybki
  - Irina Starzyńska, ukraińska siatkarka
- 1 maja:
  - Morten Bødskov, duński polityk
  - Bernard Butler, brytyjski muzyk, producent muzyczny, członek zespołów: Suede i The Tears
  - Beata Jankowska-Tzimas, polska aktorka
  - Beata Majewska, polska pisarka
  - Jarreth J. Merz, szwajcarski aktor, reżyser i producent filmowy
  - Juan Manuel Moreno, hiszpański polityk, samorządowiec, prezydent Andaluzji
  - Salvador del Solar, peruwiański aktor, polityk, premier Peru
  - Josef Zinnbauer, niemiecki piłkarz, trener
- 2 maja: 
  - Christy Opara-Thompson, nigeryjska lekkoatletka, sprinterka i skoczkini w dal
  - Bojan Pajtić, serbski prawnik, polityk
  - Yvan Quentin, szwajcarski piłkarz
  - Kojna Rusewa, bułgarska aktorka
  - Naoki Satō, japoński kompozytor, producent muzyczny
  - Owen Smith, brytyjski polityk
  - Tadeusz Szumiata, polski fizyk
  - Klaudia Tanner, austriacka działaczka samorządowa, polityk
  - Marco Walker, szwajcarski piłkarz
- 3 maja:
  - Dariusz Banaszek, polski kolarz szosowy, dyrektor sportowy
  - Ossi Oikarinen, fiński inżynier w zespołach Formuły 1
- 4 maja:
  - Borys Alterman, izraelski szachista, trener
  - Sergio Basañez, meksykański aktor
  - Pier Domenico Della Valle, sanmaryński piłkarz
  - Karla Homolka, kanadyjska seryjna morderczyni
  - Lin Li, chińska pływaczka
  - Toni Najdoski, maceoński szachista, sędzia szachowy
  - Dawn Staley, amerykańska koszykarka
  - Wishnutama, indonezyjski dziennikarz, polityk
  - Tandi Wright, nowozelandzka aktorka
- 5 maja:
  - Lasza Dżandżgawa, gruziński szachista, trener
  - LaPhonso Ellis, amerykański koszykarz
  - Rikke Hvilshøj, duńska menedżer, polityk
  - Stefan Landberg, szwedzki piłkarz
  - Zorana Mihajlović, serbska polityk
  - Raminta Popovienė, litewska pedagog muzyczna, polityk
  - Swiatosław Szewczuk, ukraiński duchowny greckokatolicki, zwierzchnik Ukraińskiej Cerkwi Greckokatolickiej, arcybiskup większy kijowsko-halicki
- 6 maja:
  - Friedemann Friese, niemiecki autor i wydawca gier planszowych
  - Roland Kun, naurański polityk
  - Eerik Marmei, estoński dyplomata
  - Kavan Smith, kanadyjski aktor
  - Tristán Ulloa, hiszpański aktor, reżyser, scenarzysta i producent filmowy
- 7 maja – Edwin Zoetebier, holenderski piłkarz, bramkarz
- 8 maja:
  - Marko Asell, fiński zapaśnik, polityk
  - Vydas Dolinskas, litewski historyk, muzeolog
  - Luis Enrique, hiszpański piłkarz, trener
  - Damjan Gajser, słoweński piłkarz
  - Mustafa Karadajy, bułgarski polityk pochodzenia tureckiego
  - Naomi Klein, kanadyjska dziennikarka, pisarka, działaczka społeczna
  - Aleksandr Markowniczenko, ukraiński kolarz szosowy
- 9 maja: 
  - Amber, holenderska piosenkarka, producentka muzyczna
  - Doug Christie, amerykański koszykarz
  - Ghostface Killah, amerykański raper, członek grupy Wu-Tang Clan
  - Hao Haidong, chiński piłkarz
- 10 maja: 
  - Mihai-Viorel Fifor, rumuński polityk
  - Andrzej Gontarek, polski duchowny i teolog starokatolicki
  - Kang Hee-chan, południowokoreański tenisista stołowy
  - Leszek Leszkiewicz, polski duchowny katolicki, biskup pomocniczy tarnowski
  - Gabriela Montero, amerykańska pianistka pochodzenia wenezuelskiego
  - Gina Philips, amerykańska aktorka, producentka filmowa
  - Dallas Roberts, amerykański aktor
  - David Weir, szkocki piłkarz
- 11 maja:
  - Nicky Katt, amerykański aktor (zm. 2025)
  - Jason Queally, brytyjski kolarz torowy
  - Radosław Panas, polski siatkarz, trener
- 12 maja:
  - Mark Foster, brytyjski pływak
  - Ovidiu Hanganu, rumuński piłkarz
  - Dariusz Karamuz, polski hokeista
  - Samantha Mathis, amerykańska aktorka
  - Daniela Melchiorre, włoska prawnik, polityk
  - Carlos Secretário, portugalski piłkarz, trener
  - Mike Weir, amerykański golfista
  - David A.R. White, amerykański aktor, reżyser, scenarzysta i producent filmowy i telewizyjny
- 13 maja: 
  - Hannes Kell, serbskołużycki działacz społeczny, polityk
  - Hanna Lis, polska dziennikarka i prezenterka telewizyjna
  - Robert Maćkowiak, polski lekkoatleta, sprinter
  - Robert Špehar, chorwacki piłkarz
  - Siergiej Żunienko, kazachski piłkarz, trener
- 14 maja: 
  - Nicola Fairbrother, brytyjska judoczka
  - Morgan Johansson, szwedzki polityk
  - Muhamed Konjić, bośniacki piłkarz
  - Daniel Lewin, amerykański matematyk, przedsiębiorca (zm. 2001)
  - Carmen-Ileana Mihălcescu, rumuńska dziennikarka, prawniczka i polityczka
  - Takehiko Orimo, japoński koszykarz
  - Tibor Selymes, rumuński piłkarz, trener pochodzenia węgierskiego
- 15 maja:
  - Frank de Boer, holenderski piłkarz, trener
  - Ronald de Boer, holenderski piłkarz
  - Robert Dymkowski, polski piłkarz, trener
  - Judith Hermann, niemiecka pisarka
  - Milena Kindziuk, polska dziennikarka
  - Klaus Michler, niemiecki hokeista na trawie
  - Brad Rowe, amerykański aktor, scenarzysta i producent filmowy i telewizyjny
- 16 maja: 
  - Jarosław Frąckowiak, polski piłkarz ręczny
  - Alain Gaspoz, beniński piłkarz
  - Martin Gruber, niemiecki aktor
  - Richard Král, czeski hokeista
  - István Pisont, węgierski piłkarz
  - Gabriela Sabatini, argentyńska tenisistka
  - Andrzej Secemski, polski hokeista, trener
- 17 maja:
  - Anżalika Ahurbasz-Jalinska, białoruska piosenkarka
  - Hubert Davis, amerykański koszykarz, trener
  - Renzo Furlan, włoski tenisista
  - Kim Jong-sin, południowokoreański zapaśnik
  - Jordan Knight, amerykański wokalista, członek zespołu New Kids on the Block
  - Matt Lindland, amerykański zapaśnik, zawodnik MMA
  - Jolanta Mrotek, polska aktorka
  - Ýewgeniý Naboýçenko, turkmeński piłkarz, bramkarz, trener pochodzenia ukraińskiego
  - Chris Smith, amerykański koszykarz
  - Hisham Tawfiq, amerykański aktor
  - Giovanna Trillini, włoska florecistka
  - Ewa Zagata, polska narciarka alpejska
- 18 maja: 
  - Anna Dalkowska, polska prawnik, polityk, urzędniczka państwowa
  - Tina Fey, amerykańska aktorka, scenarzystka filmowa
  - Billy Howerdel, amerykański gitarzysta, kompozytor, autor tekstów, członek zespołu A Perfect Circle
  - Brigitte Köck, austriacka snowboardzistka
  - Walerij Popowicz, rosyjski piłkarz, trener
- 19 maja:
  - Miguel Ángel Benítez, paragwajski piłkarz
  - Jason Gray-Stanford, kanadyjski aktor
  - Ali Günçar, turecki piłkarz, trener
  - Park Sung-soo, południowokoreański łucznik
  - Piotr Salak, polski dziennikarz sportowy
- 20 maja:
  - Crissy Ahmann-Leighton, amerykańska pływaczka
  - Ömürbek Babanow, kirgiski polityk, premier Kirgistanu
  - Terrell Brandon, amerykański koszykarz
  - Jameel McCline, amerykański bokser
  - Andreas Walzer, niemiecki kolarz torowy i szosowy
- 21 maja: 
  - Vesna Bajkuša, bośniacka koszykarka, trenerka
  - Krzysztof Herdzin, polski pianista, kompozytor, dyrygent, aranżer, producent muzyczny
  - Grzegorz Kaleta, polski kajakarz
  - Robbie Magasiva, nowozelandzki aktor pochodzenia samoańskiego
- 22 maja:
  - Naomi Campbell, brytyjska aktorka, modelka, piosenkarka
  - Pedro Diniz, brazylijski kierowca wyścigowy
  - Zoltan Lunka, niemiecki bokser pochodzenia rumuńskiego
  - Monika Maciejewska, polska szpadzistka, florecistka
  - Jozo Matovac, szwedzki piłkarz pochodzenia chorwackiego
  - Pollen Ndlanya, południowoafrykański piłkarz
  - Natalja Piermiakowa, białoruska biathlonistka
  - Marco Rudolph, niemiecki bokser
  - Bogdan Święczkowski, polski prawnik, prokurator, podsekretarz stanu w Ministerstwie Sprawiedliwości, prokurator krajowy
  - Guillermo Toledo, hiszpański aktor, producent filmowy, teatralny i telewizyjny
  - Guillaume Warmuz, francuski piłkarz, bramkarz pochodzenia polskiego
  - Monika Wierzbicka, polska piosenkarka, aktorka
- 23 maja: 
  - Jigal Amir, izraelski ekstremista, zamachowiec
  - Ołeksandr Buriak, ukraiński bankowiec, polityk
  - Matt Flynn, amerykański perkusista, członek zespołu Maroon 5
  - Billy Hamill, amerykański żużlowiec
  - Philip Holiday, południowoafrykański bokser
  - Piotr Kozieradzki, polski perkusista, muzyk sesyjny, producent muzyczny, inżynier dźwięku
  - Daniele Pecci, włoski aktor
  - Wojciech Skibicki, polski duchowny katolicki, biskup pomocniczy elbląski
- 24 maja:
  - Cristiano Caratti, włoski tenisista
  - Bo Hamburger, duński kolarz szosowy
  - Jia Zhangke, chiński reżyser, scenarzysta i producent filmowy
- 25 maja: 
  - Anna Bielańska-Pawliszyn, polska aktorka
  - Gordana Garašić, chorwacka generał
  - Jamie Kennedy, amerykański aktor, scenarzysta i producent filmowy i telewizyjny
  - Kim Yeong-il, południowokoreański zapaśnik
  - Neil Marshall, brytyjski reżyser i scenarzysta filmowy
- 26 maja:
  - Erik Bánki, węgierski polityk, eurodeputowany
  - Julien Boisselier, francuski aktor
  - Peter Frank, duński piłkarz
  - Alex Garland, brytyjski pisarz, reżyser, scenarzysta i producent filmowy
  - Kylie Ireland, amerykańska aktorka pornograficzna
  - Anżalika Kaciuha, białoruska łyżwiarka szybka
  - Sam Mack, amerykański koszykarz
  - Louis Tylka, amerykański duchowny katolicki, biskup koadiutor Peorii
  - Michael Utting, nowozelandzki piłkarz, bramkarz
  - Dzintars Zaķis, łotewski polityk
  - Marcin Zieleniecki, polski prawnik, wykładowca akademicki, urzędnik państwowy
- 27 maja: 
  - Michele Bartoli, włoski kolarz szosowy
  - Tim Farron, brytyjski polityk
  - Joseph Fiennes, brytyjski aktor, reżyser i producent filmowy, teatralny i telewizyjny
  - Marcin Miller, polski wokalista, kompozytor, autor tekstów, lider zespołu Boys
  - Srđan Verbić, serbski fizyk, działacz oświatowy, polityk
- 28 maja:
  - Andreas Crap, niemiecki gitarzysta, członek zespołu Oomph!
  - Babak Rafati, niemiecki sędzia piłkarski pochodzenia irańskiego
  - Sami Sirviö, szwedzki gitarzysta, członek zespołu Kent pochodzenia fińskiego
- 29 maja: 
  - Krzysztof Bizio, polski dramaturg, prozaik, scenarzysta, autor słuchowisk radiowych, architekt
  - Roberto Di Matteo, włoski piłkarz, trener
  - Attila Kuttor, węgierski piłkarz, trener
  - Tomasz Różycki, polski poeta, tłumacz
- 30 maja:
  - Oskar Baksalary, polski fizyk, wykładowca akademicki
  - Gabriele Fersini, włoski gitarzysta
  - Sylvain Gagnon, kanadyjski łyżwiarz szybki, specjalista short tracku
  - Eryk Łon, polski ekonomista, nauczyciel akademicki
  - Guy-Roger Nzeng, gaboński piłkarz
  - Nikołaj Peszałow, bułgarski i chorwacki sztangista
- 31 maja: 
  - Andrzej Maszewski, polski kulturysta
  - Paolo Sorrentino, włoski reżyser i scenarzysta filmowy
  - Claus Thomsen, duński piłkarz
  - Aldona Wiktorska-Święcka, polska politolog, nauczycielka akademicka, działaczka samorządowa
- 1 czerwca:
  - Eddy Etaeta, tahitański trener piłkarski
  - Alexi Lalas, amerykański piłkarz
  - R. Madhavan, indyjski aktor
  - Karen Mulder, holenderska modelka
  - Halina Nowak, polska biathlonistka, biegaczka narciarska
- 2 czerwca:
  - B-Real, amerykański raper
  - Georgi Donkow, bułgarski piłkarz
  - Daniel Kozakiewicz, polski aktor, fotografik, dziennikarz, podróżnik
  - Björn Lilius, szwedzki piłkarz
  - Peja Lindholm, szwedzki curler
  - Eric Riley, amerykański koszykarz
  - Elen Szakirowa, rosyjska koszykarka pochodzenia ormiańskiego
- 3 czerwca: 
  - Jewgienij Bierzin, rosyjski kolarz szosowy i torowy
  - Greg Hancock, amerykański żużlowiec
  - Esther Hart, holenderska piosenkarka
  - Stefán Máni, islandzki pisarz
  - Peter Tägtgren, szwedzki muzyk, kompozytor, producent muzyczny, członek zespołów: Hypocrisy i Pain
  - Richie Williams, amerykański piłkarz, trener
- 4 czerwca: 
  - David Barrufet, hiszpański piłkarz ręczny, bramkarz
  - Deborah Compagnoni, włoska narciarka alpejska
  - Devin the Dude, amerykański raper
  - Richie Hawtin, kanadyjski twórca muzyki elektronicznej
  - Izabella Scorupco, polska aktorka, piosenkarka, modelka, fotomodelka
  - Grzegorz Wędzyński, polski piłkarz, trener
- 5 czerwca:
  - Pedro Carrión, kubański bokser
  - Aleksandar Jovančević, serbski zapaśnik
- 6 czerwca: 
  - Andrian Duszew, bułgarski kajakarz
  - Albert Ferrer, hiszpański piłkarz, trener
  - Montell Griffin, amerykański bokser
  - Jonathan Magri-Overend, maltański piłkarz
  - Krzysztof Mila, polski koszykarz
  - Kanat Musatajew, kazachski piłkarz, trener
  - Eulogiusz (Pacan), ukraiński biskup prawosławny
  - James Shaffer, amerykański gitarzysta, członek zespołu KoЯn
- 7 czerwca: 
  - Cafu, brazylijski piłkarz
  - Alexander Dobrindt, niemiecki polityk
  - Andriej Kowalenko, rosyjski hokeista
  - Mike Modano, amerykański hokeista, działacz hokejowy
- 8 czerwca:
  - Julija Aug, radziecka oraz rosyjska aktorka i reżyserka
  - Gabrielle Giffords, amerykańska polityk
  - Seu Jorge, brazylijski aktor, gitarzysta, wokalista
  - Kelli Williams, amerykańska aktorka
- 9 czerwca:
  - Zuzanna Donath-Kasiura, polska nauczycielka, samorządowiec, wicemarszałek województwa opolskiego
  - Ihar Fisienka, białoruski dyplomata
  - Jim Gruenwald, amerykański zapaśnik
  - Dariusz Kwolek, polski biochemik kliniczny, wykładowca akademicki
  - Rob Pardo, amerykański projektant gier komputerowych
- 10 czerwca: 
  - Paweł Abratkiewicz, polski łyżwiarz szybki, trener
  - Cristian Brandi, włoski tenisista
  - Chris Coleman, walijski piłkarz, trener
  - Olga Daniłowa, rosyjska biegaczka narciarska
  - Mike Doughty, amerykański gitarzysta, piosenkarz, autor piosenek
  - Agnieszka Gorgoń-Komor, polska kardiolog, działaczka samorządowa, polityk, senator RP
  - Loredana Groza, rumuńska piosenkarka
  - Armands Krauze, łotewski agronom, działacz gospodarczy, polityk
- 11 czerwca:
  - Dimitrios Anagnostopulos, grecki szachista
  - Romarin Billong, kameruński piłkarz
  - Jane Goldman, brytyjska scenarzystka, modelka, prezenterka telewizyjna
  - Valter Matošević, chorwacki piłkarz ręczny, bramkarz
  - MF Grimm, amerykański raper, producent muzyczny, scenarzysta komiksowy, aktor
  - Krzysztof Olszewski, polski fotograf, artysta wizualny
  - Miguel Ramírez, chilijski piłkarz
- 12 czerwca:
  - Tore Brovold, norweski strzelec sportowy
  - Marcin Kurek, polski poeta, iberysta, tłumacz
  - Lee Mayberry, amerykański koszykarz
  - Aleksandra Smiljanić, serbska inżynier, polityk
  - Gordon Michael Woolvett, kanadyjski aktor
- 13 czerwca: 
  - Marcin Bastkowski, polski montażysta filmowy
  - Rivers Cuomo, amerykański muzyk
  - Agnieszka Haupe-Kalka, polska poetka, tłumaczka
  - Alexander Pschill, austriacki aktor
- 14 czerwca:
  - Tetsuya Harada, japoński motocyklista wyścigowy
  - Kostiantyn Kułyk, ukraiński piłkarz
  - Ray Luzier, amerykański perkusista, członek zespołu Korn
  - Pantelejmon (Mutafis), grecki biskup prawosławny
  - Renata Paradowska, polska lekkoatletka, biegaczka średnio- i długodystansowa
- 15 czerwca:
  - Pepijn Aardewijn, holenderski wioślarz
  - Alicja Boncol, polska piosenkarka country
  - Janie Eickhoff, amerykańska kolarka torowa
  - Ambroży (Jermakow), rosyjski biskup prawosławny
  - Jason Lyons, australijski żużlowiec
  - Leah Remini, amerykańska aktorka, scenarzystka i producentka telewizyjna pochodzenia włosko-austriackiego
  - Thomas Rudolph, niemiecki saneczkarz
  - Žan Tabak, chorwacki koszykarz, trener
  - Toshimasa Yoshioka, japoński kolarz torowy
- 16 czerwca:
  - Marcin Ciurapiński, polski muzyk, członek zespołu Big Day
  - Clifton Collins Jr., amerykański aktor, producent filmowy
  - Cobi Jones, amerykański piłkarz, trener
  - Andre Kona N’Gole, kongijski piłkarz
  - Fabio Maj, włoski biegacz narciarski
  - Phil Mickelson, amerykański golfista
  - Jaime Oncins, brazylijski tenisista
- 18 czerwca: 
  - Iryna Komisarowa, ukraińska siatkarka
  - Ivan Kozák, słowacki piłkarz
  - Marek Nowicki, polski dziennikarz, felietonista
  - Ștefan Preda, rumuński piłkarz, bramkarz
  - Michael Sutton, amerykański aktor
- 19 czerwca:
  - Rahul Gandhi, indyjski polityk
  - Piotr Rowicki, polski piłkarz
  - Krzysztof Trebunia-Tutka, polski muzyk ludowy
  - Brian Welch, amerykański gitarzysta, wokalista, członek zespołu Korn
- 20 czerwca: 
  - Marko Alerić, chorwacki kroatysta, normatywista
  - Gregor Mackintosh, brytyjski gitarzysta, członek zespołu Paradise Lost
  - Agnieszka Matuszewska-Kaja, polska piłkarka ręczna
  - Andrea Nahles, niemiecka polityk
  - Pandora, szwedzka piosenkarka
  - Mulaj Raszid, marokański książę
  - Oren Smadża, izraelski judoka
- 21 czerwca: 
  - Taras Czubaj, ukraiński muzyk, wokalista, autor tekstów, kompozytor, lider zespołu Płacz Jeremiji
  - Hans Peter Doskozil, austriacki policjant, samorządowiec, polityk, starosta krajowy Burgenlandu
  - Wojciech Filemonowicz, polski polityk
  - Laurence Guyon, francuska wspinaczka sportowa
  - Marek Poštulka, czeski piłkarz
  - Adam Prucnal, polski muzyk, kompozytor, producent muzyczny
  - Pete Rock, amerykański raper, didżej, producent muzyczny
- 22 czerwca:
  - Andriej Baszkirow, rosyjski hokeista
  - Martin Daubney, brytyjski dziennikarz, polityk, eurodeputowany
  - Paul Davies, walijski snookerzysta
  - Mike Ferguson, amerykański polityk
  - Grzegorz Janusz, polski pisarz, scenarzysta komiksowy, tłumacz
  - Ahad Pazadż, irański zapaśnik
- 23 czerwca: 
  - Acie Earl, amerykański koszykarz
  - Christian Meier, peruwiański aktor, piosenkarz pochodzenia niemieckiego
  - Mark’Oh, niemiecki didżej i producent muzyki elektronicznej
  - Yann Tiersen, francuski kompozytor, muzyk-minimalista
  - Marek Ziętara, polski hokeista, trener
- 24 czerwca:
  - Jakub Derech-Krzycki, polski ekonomista, polityk, poseł na Sejm RP
  - David Fernández Ortiz, hiszpański aktor, komik
  - Glenn Medeiros, amerykański piosenkarz, autor tekstów pochodzenia portugalskiego
  - Peter Richardson, brytyjski bokser
  - Dorota Ustianowska, polska lekkoatletka, biegaczka średnio- i długodystansowa
- 25 czerwca:
  - Philip Haagdoren, belgijski piłkarz, trener
  - Danaił Kiriłow, bułgarski prawnik, samorządowiec, polityk
  - Roope Latvala, fiński gitarzysta, członek zespołu Children of Bodom
  - Erki Nool, estoński lekkoatleta, wieloboista, przedsiębiorca, polityk
  - Dorina Pieper, niemiecka biathlonistka
  - Maurizio Pozzi, włoski biegacz narciarski
  - Thomas Scharff, niemiecki aktor
  - Chiyori Tateno, japońska judoczka
- 26 czerwca:
  - Paul Thomas Anderson, amerykański reżyser i scenarzysta filmowy
  - Paweł Nastula, polski judoka
  - Chris O’Donnell, amerykański aktor
- 27 czerwca:
  - Ahmed Ahmed, amerykański aktor, komik pochodzenia egipskiego
  - Cecily von Ziegesar, amerykańska pisarka
- 28 czerwca:
  - Steve Burton, amerykański aktor
  - Oliver Hartmann, niemiecki gitarzysta, kompozytor, członek zespołów: At Vance i Avantasia
  - Melanie Schultz van Haegen, holenderska działaczka samorządowa, polityk
- 29 czerwca:
  - Angelika Mlinar, austriacka i słoweńska prawnik, polityk
  - Melanie Paschke, niemiecka lekkoatletka, sprinterka
  - Magda Turowska, polska piosenkarka, muzyk, menedżer kultury
  - Mike Vallely, amerykański skater
- 30 czerwca: 
  - Brian Bloom, amerykański aktor
  - Kent Johanssen, norweski skoczek narciarski
  - Anna Marucha, polska wokalistka, autorka tekstów, kompozytorka
  - Leonardo Sbaraglia, argentyński aktor
  - Lech Sidor, polski tenisista, komentator sportowy
- 1 lipca: 
  - Jorge Couto, portugalski piłkarz
  - Miloš Doležal, czeski prozaik, poeta, publicysta
  - Joni Ernst, amerykańska polityk, senator
  - Marc Huster, niemiecki sztangista
  - Henry Simmons, amerykański aktor
  - Tajči, chorwacka piosenkarka
- 2 lipca: 
  - Derrick Adkins, amerykański lekkoatleta, płotkarz
  - Sirus Dinmohammadi, irański piłkarz
  - Colin Edwin, australijski muzyk, członek zespołu Porcupine Tree
  - Amy Weber, amerykańska aktorka, modelka
- 3 lipca: 
  - Serhij Honczar, ukraiński kolarz szosowy
  - Krzysztof Kozik, polski polityk, samorządowiec, poseł na Sejm RP
  - Audra McDonald, amerykańska aktorka, piosenkarka
  - Teemu Selänne, fiński hokeista
  - Benedict Wong, brytyjski aktor
- 4 lipca: 
  - Ana Abrunhosa, portugalska ekonomistka
  - Tami Bradley, kanadyjska narciarka dowolna
  - Koman Coulibaly, malijski sędzia piłkarski
  - Andriej Czerkasow, rosyjski tenisista
  - Juarez Delorto Secco, brazylijski duchowny katolicki, biskup pomocniczy Rio de Janeiro
  - Izabella Frączyk, polska pisarka, scenarzystka
  - Christian Giesler, niemiecki basista, członek zespołu Kreator
  - Jorge Jiménez, argentyński piłkarz
  - Marti Kuusik, estoński ekonomista, menedżer, polityk
  - Mareks Segliņš, łotewski prawnik, polityk
  - Tony Vidmar, australijski piłkarz
- 5 lipca: 
  - Beata Kaczmarska, polska lekkoatletka, chodziarka
  - Valentí Massana, hiszpański lekkoatleta, chodziarz
  - Ołeh Ratij, ukraiński piłkarz, trener
  - Flaviu Călin Rus, rumuński psycholog, wykładowca akademicki, polityk
- 6 lipca:
  - Regla Bell, kubańska siatkarka
  - Roger Cicero, niemiecki wokalista jazzowy (zm. 2016)
  - Inspectah Deck, amerykański raper, producent muzyczny
  - Antonio Harvey, amerykański koszykarz
  - Martin Smith, brytyjski gitarzysta, wokalista, autor tekstów, członek zespołu Delirious?
  - Wojciech Stępień, polski siatkarz
- 7 lipca:
  - Susann Goksør Bjerkrheim, norweska piłkarka ręczna
  - Youssef Fertout, marokański piłkarz
  - Guido Fulst, niemiecki kolarz torowy i szosowy
  - Robia LaMorte, amerykańska aktorka
  - Jimmy Lusibaea, salomoński przedsiębiorca, polityk
  - Erik Zabel, niemiecki kolarz szosowy
- 8 lipca:
  - Christof Arnold, niemiecki aktor
  - Beck Hansen, amerykański piosenkarz, muzyk, kompozytor
  - Mark Butler, australijski polityk
  - George Fisher, amerykański muzyk, wokalista, członek zespołów: Cannibal Corpse, Paths of Possession i Monstrosity
  - Todd Martin, amerykański tenisista
  - Lisa Powell, australijska hokeistka na trawie
  - Lia van Schie, holenderska łyżwiarka szybka
  - Andreas Schwaller, szwajcarski curler
- 9 lipca: 
  - Ilmārs Bricis, łotewski biathlonista
  - Krzysztof Jankowski, polski żużlowiec
  - Natacha Lindinger, francuska aktorka
  - Grzegorz Raniewicz, polski przedsiębiorca, samorządowiec, polityk, poseł na Sejm RP
  - Branko Strupar, belgijski piłkarz pochodzenia chorwackiego
- 10 lipca:
  - Gary LeVox, amerykański wokalista, członek zespołu Rascal Flatts
  - Jason Orange, brytyjski piosenkarz, tancerz, aktor, członek zespołu Take That
  - Srđan Marković, serbski restaurator, szef kuchni, autor programów telewizyjnych
  - Andrėjus Tereškinas, litewski piłkarz
- 11 lipca:
  - Iván Castillo, boliwijski piłkarz
  - Justin Chambers, amerykański aktor, model
  - Osvaldo Hernández, kubański siatkarz
  - Sajjad Karim, brytyjski prawnik, polityk, eurodeputowany pochodzenia pakistańskiego
  - Isel López, kubańska lekkoatletka, oszczepniczka
  - Basarab Panduru, rumuński piłkarz
  - Christian Porter, australijski polityk
  - Amir Szelach, izraelski piłkarz
- 12 lipca:
  - Steve Anderhub, szwajcarski bobsleista
  - Aure Atika, francuska aktorka, reżyserka i scenarzystka filmowa
  - Lee Byung-hun, południowokoreański aktor
  - Jaason Simmons, australijski aktor
  - Zoltán Varga, węgierski szachista
  - Janusz Zdunek, polsku trębacz jazzowy
- 13 lipca:
  - Hassan Bousetta, belgijski i waloński politolog, wykładowca akademicki, samorządowiec, polityk pochodzenia marokańskiego
  - Simeon Djankow, bułgarski ekonomista, analityk, wykładowca kademicki, polityk
  - Roman Dostál, czeski biathlonista
  - Fayçal Hamdani, algierski piłkarz
  - Guy Roger Nzamba, gaboński piłkarz
  - Barry Pinches, angielski snookerzysta
  - Lou Rosselli, amerykański zapaśnik
  - Sandon Stolle, australijski tenisista
  - Andrej Tiwontschik, niemiecki lekkoatleta, tyczkarz pochodzenia białoruskiego
- 14 lipca:
  - Mark Kingsland, australijski kolarz torowy
  - Gareth Marriott, brytyjski kajakarz górski
  - Natalja Miszkutionok, rosyjska łyżwiarka figurowa
  - Kiko Ramírez, hiszpański piłkarz, trener
  - Nina Siemaszko, amerykańska aktorka pochodzenia polskiego
- 15 lipca:
  - Michael Duignan, irlandzki duchowny katolicki, biskup Clonfert
  - Alfredo Giaccio, argentyński szachista
  - Aidas Preikšaitis, litewski piłkarz
  - Pawło Rozenko, ukraiński polityk
  - József Tóbiás, węgierski polityk
  - Pavel Vízner, czeski tenisista
- 16 lipca: 
  - Dariusz Białkowski, polski kajakarz
  - Raimonds Miglinieks, łotewski koszykarz, trener
  - Wang Hee-kyung, południowokoreańska łuczniczka
  - Apichatpong Weerasethakul, tajski scenarzysta, producent i reżyser filmowy
- 17 lipca:
  - Jang Hyun-sung, południowokoreański aktor
  - Bogdan Jóźwiak, polski piłkarz, trener
  - Waldemar Malak, polski sztangista (zm. 1992)
  - Altin Rraklli, albański piłkarz
  - Mandy Smith, brytyjska piosenkarka, aktorka, modelka pochodzenia irlandzkiego
  - Urszula Stala, polska siatkarka
  - Marek Traskowski, polski operator filmowy i telewizyjny
- 18 lipca: 
  - Andrew Craighan, brytyjski kompozytor, gitarzysta, członek zespołu My Dying Bride
  - Chris Jackson, nowozelandzki piłkarz
  - Mirosław Kalita, polski piłkarz, trener
  - Sam Lake, fiński pisarz
  - Marek Plura, polski psychoterapeuta, działacz społeczny, polityk, poseł na Sejm i senator RP, eurodeputowany (zm. 2023)
- 19 lipca: 
  - Michaelia Cash, australijska pływaczka
  - Massimo Paganin, włoski piłkarz
  - Aynur Sofiyeva, azerska szachistka
  - Nicola Sturgeon, szkocka polityk, pierwsza minister
  - Christopher Luxon, nowozelandzki polityk
- 20 lipca:
  - Mirosław Barszcz, polski prawnik, polityk, wiceminister finansów i minister budownictwa
  - Dahlia Duhaney, jamajska lekkoatletka, sprinterka
  - Howard Jones, amerykański wokalista, członek zespołów: Blood Has Been Shed, Killswitch Engage i Devil You Know
  - Julie Michaels, amerykańska aktorka, kaskaderka, statystka filmowa
- 21 lipca: 
  - Liselotte Johansson, szwedzka narciarka dowolna
  - Kim Do-hoon, południowokoreański piłkarz, trener
  - Andrej Kudzin, białoruski hokeista, trener
  - Artur Maroszek, polski siatkarz
  - Siddhartha Mukherjee, amerykański onkolog, hematolog pochodzenia indyjskiego
  - Sylwia Pachut, polska lekkoatletka, sprinterka
- 22 lipca: 
  - Magdalena Jeziorowska, polska szpadzistka
  - Kaitano Tembo, zimbabweński piłkarz
  - Chris Ward, nowozelandzki akustyk, realizator dźwięku
  - Siergiej Zubow, rosyjski hokeista, trener
- 23 lipca: 
  - Charisma Carpenter, amerykańska aktorka
  - Hennadij Orbu, ukraiński piłkarz, trener
  - Saulius Skvernelis, litewski prawnik, policjant, polityk, premier Litwy
  - Povilas Vanagas, litewski łyżwiarz figurowy
- 24 lipca:
  - Călin Ioan Bot, rumuński duchowny katolicki rytu bizantyjskiego, biskup kurialny eparchii Lugoju
  - Anja Garbarek, norweska aktorka, piosenkarka, kompozytorka
  - Kim Pub-lae, południowokoreański aktor
  - Doina Spîrcu, rumuńska wioślarka
- 25 lipca:
  - Ernesto Alterio, hiszpański aktor
  - Aleksander Czernysz, ukraiński piłkarz ręczny
  - Pascal Deramé, francuski kolarz szosowy
  - Krzysztof Kurek, polski historyk teatru
  - Nicholas Windsor, brytyjski arystokrata
- 26 lipca:
  - João Chissano, mozambicki piłkarz, trener
  - Leo Igwe, nigeryjski obrońca praw człowieka
  - Joan Wasser, amerykańska skrzypaczka, piosenkarka, autorka tekstów
- 27 lipca: 
  - Nikolaj Coster-Waldau, duński aktor
  - Gustavo Montini, argentyński duchowny katolicki, biskup Santo Tomé
  - Jan Heba, polski aktor
  - Stephan Veen, holenderski hokeista na trawie
- 28 lipca:
  - Robert Behnken, amerykański pilot wojskowy, inżynier, astronauta
  - Grzegorz Króliczak, polski filozof, neurokognitywista, wykładowca akademicki
  - Jan Bo Petersen, duński kolarz szosowy i torowy
  - Sylwia Sysko-Romańczuk, polska ekonomistka, wykładowczyni akademicka
- 29 lipca:
  - Geir Bratland, norweski keyboardzista, członek zespołu God Seed
  - Paolo Dal Soglio, włoski lekkoatleta, kulomiot
  - Jonah Falcon, amerykański aktor, scenarzysta, prezenter telewizyjny
  - Rupert Stolberg, niemiecki duchowny katolicki, biskup pomocniczy Monachium i Fryzyngi
- 30 lipca:
  - Patrice Carteron, francuski piłkarz
  - Eugenio Corini, włoski piłkarz, trener
  - Dean Edwards, amerykański futbolista, aktor
  - Artur Frołow, ukraiński szachista
  - Neil Heaney, angielski piłkarz
  - Anna Knoroz, rosyjska lekkoatletka, płotkarka
  - Agnieszka Kuciak, polska poetka, tłumaczka
  - Andy Morrison, szkocki piłkarz
  - Christopher Nolan, brytyjski reżyser, scenarzysta i producent filmowy
  - Rodney Odom, amerykański koszykarz (zm. 2008)
  - Eric Tinkler, południowoafrykański piłkarz
- 31 lipca: 
  - Ben Chaplin, brytyjski aktor
  - Kabwe Kasongo, kongijski piłkarz
  - Andrzej Kobylański, polski piłkarz
  - Arkadiusz Litwiński, polski samorządowiec, polityk, poseł na Sejm RP
  - Ragnar Tørnquist, norweski projektant i producent gier komputerowych
- 1 sierpnia: 
  - Luis Callejo, hiszpański aktor
  - Jennifer Gareis, amerykańska aktorka
  - Leif Erik Holm, niemiecki ekonomista, polityk
  - Haraldur Ingólfsson, islandzki piłkarz
  - David James, angielski piłkarz, bramkarz, trener
  - Paweł Kloc, polski piłkarz
  - Frank Kusche, niemiecki aktor
  - Elon Lindenstrauss, izraelski matematyk
  - Arístides Rojas, paragwajski piłkarz
- 2 sierpnia: 
  - Dean Barker, angielski żużlowiec
  - Marek Martynowski, polski samorządowiec, polityk, senator RP
  - Władimir Owczinnikow, rosyjski lekkoatleta, oszczepnik
  - Angélica Rivera, meksykańska aktorka, piosenkarka, pierwsza dama
  - Jun Senoue, japoński gitarzysta, kompozytor, członek zespołu Crash 40
  - Kevin Smith, amerykański aktor, scenarzysta i reżyser filmowy
  - Ricardo Tavarelli, paragwajski piłkarz, bramkarz
  - Yu Sun-bok, północnokoreańska tenisistka stołowa
  - Karel Vácha, czeski piłkarz
- 3 sierpnia:
  - Stephen Carpenter, amerykański gitarzysta, kompozytor, członek zespołu Deftones
  - Thierry Neuvic, francuski aktor
  - Rafał Przedmojski, polski szachista
- 4 sierpnia: 
  - Steve House, amerykański alpinista, himalaista, przewodnik górski
  - Hakeem Jeffries, amerykański polityk, kongresmen
  - Kristin Kay Willits, amerykańska aktorka, tancerka, modelka
- 5 sierpnia
  - Wiktor Iwanenko, ukraiński piłkarz
  - Mayte Vilán, kubańska aktorka
- 6 sierpnia
  - Yutaka Akita, japoński piłkarz
  - Rex Andrew Alarcon, filipiński duchowny katolicki, biskup Daet
  - Pedro Barbosa, portugalski piłkarz
  - Anna Nobel-Nobielska, polska charakteryzatorka filmowa
  - M. Night Shyamalan, indyjski aktor, reżyser, scenarzysta i producent filmowy
  - Charis Teocharis, grecki polityk
  - Veronika Týblová, czeska aktorka
  - Martín Zúñiga, meksykański piłkarz, bramkarz
- 7 sierpnia
  - Marlies Askamp, niemiecka koszykarka
  - Hubert Białczewski, polski koszykarz
- 8 sierpnia
  - Magnus Andersson, szwedzki muzyk, kompozytor, wokalista, członek zespołów: Overflash, Marduk, Cardinal Sin, Allegiance, Dear Mutant, Pain i Sargatanas Reign
  - Pascal Duquenne, belgijski aktor
  - Rónald González, kostarykański piłkarz
  - José Francisco Molina, hiszpański piłkarz, bramkarz, trener
  - Manfredas Žymantas, litewski lekarz, samorządowiec, polityk
- 9 sierpnia
  - Serhij Beżenar, ukraiński piłkarz, trener
  - Charles Djou, amerykański polityk pochodzenia chińskiego
  - Yashpal Sharma, indyjski aktor
  - WC, amerykański raper
  - Aleksiej Wojewodin, rosyjski lekkoatleta, chodziarz
- 10 sierpnia
  - Doug Flach, amerykański tenisista
  - Carlos Moedas, portugalski ekonomista, polityk, burmistrz Lizbony
- 11 sierpnia
  - Andy Bell, walijski basista, członek zespołu Oasis
  - Jorge Luis Campos, paragwajski piłkarz
  - Maciej Glamowski, polski ekonomista, samorządowiec, prezydent Grudziądza
  - Dariusz Luks, polski siatkarz, trener
  - Joseph Eciru Oliach, ugandyjski duchowny katolicki, biskup Soroti
  - Gianluca Pessotto, włoski piłkarz
- 12 sierpnia:
  - Darko Butorović, chorwacki piłkarz
  - Hussein Chalayan, brytyjski projektant mody pochodzenia tureckiego
  - Frank Deville, luksemburski piłkarz
  - Aleksandar Đurić, bośniacko-singapurski piłkarz
  - Alison Inverarity, australijska lekkoatletka, skoczkini wzwyż
  - Stig Kristiansen, norweski kolarz szosowy
  - Krzysztof Kuchciak, polski futsalista, piłkarz plażowy
  - Charles Mesure, australijsko-brytyjski aktor
  - Kristopher Schau, norweski muzyk, konferansjer, showman, satyryk
  - Anthony Swofford, amerykański kapral, pisarz
  - Oleg Tieriochin, rosyjski piłkarz, trener
- 13 sierpnia
  - Piotr Gembarowski, polski dziennikarz i prezenter telewizyjny
  - Lisa Nilsson, szwedzka piosenkarka
  - Alan Shearer, angielski piłkarz, trener
  - Anna Tieriechowa, rosyjska aktorka
- 14 sierpnia:
  - Carlos Germano, brazylijski piłkarz, bramkarz
  - Henrik Gustafsson, szwedzki żużlowiec
  - Eligiusz Komarowski, polski samorządowiec, starosta pilski
  - Jákup Mikkelsen, farerski piłkarz, bramkarz
- 15 sierpnia
  - Anthony Anderson, amerykański aktor, komik
  - Chris Byrd, amerykański bokser
  - Martin David, czeski duchowny katolicki, biskup pomocniczy ostrawsko-opawski
  - Masahiro Endō, japoński piłkarz
  - Li Aiyue, chińska judoczka
- 16 sierpnia:
  - Raouf Bouzaiene, tunezyjski piłkarz
  - Milan Harvalík, czeski językoznawca
  - Dena Head, amerykańska koszykarka
  - Saif Ali Khan, indyjski aktor
  - Manisha Koirala, indyjska aktorka pochodzenia nepalskiego
  - Jarosław Kresa, polski dziennikarz, polityk, wicewojewoda dolnośląski
- 17 sierpnia
  - Jim Courier, amerykański tenisista
  - Tomasz Kasprzyk, polski muzyk, kompozytor, producent muzyczny, inżynier dźwięku, dziennikarz, członek zespołu Deriglasoff
  - István Kovács, węgierski bokser
  - Killah Priest, amerykański raper
  - Tony Rickardsson, szwedzki żużlowiec
- 18 sierpnia:
  - Tālis Linkaits, łotewski ekonomista, polityk
  - Ołeh Matwiejew, ukraiński piłkarz, trener pochodzenia rosyjskiego
  - Jay Obernolte, amerykański polityk, kongresman
  - Aleksander Stripunski, ukraińsko-amerykański szachista
  - Malcolm-Jamal Warner, amerykański aktor, reżyser i producent filmowy (zm. 2025)
  - Zbigniew Ziobro, polski prawnik, polityk, poseł na Sejm RP, eurodeputowany, minister sprawiedliwości i prokurator generalny
- 19 sierpnia
  - Heike Balck, niemiecka lekkoatletka, skoczkini wzwyż
  - Fat Joe, amerykański raper
  - Abubakar Kamara, sierraleoński piłkarz
  - Anatolij Muszczynka, ukraiński piłkarz
  - Joseph Sánchez, filipiński szachista
- 20 sierpnia:
  - Celso Ayala, paragwajski piłkarz
  - Els Callens, belgijska tenisistka
  - John Carmack, amerykański programista, przedsiębiorca
  - Fred Durst, amerykański wokalista, muzyk, kompozytor, członek zespołu Limp Bizkit
  - Ilona Jurševska, łotewska polityk
  - Loïc de Kergret, francuski siatkarz
  - Agnieszka Maliszewska, polska aktorka
  - Tohirdżon Muminow, tadżycki piłkarz, trener
  - Abd al-Aziz as-Safawi, marokański zapaśnik
  - Uładzimir Swita, białoruski hokeista, trener
- 21 sierpnia
  - Erik Dekker, holenderski kolarz szosowy
  - David Hopkin, szkocki piłkarz
  - Sylwan (Oner), syryjski duchowny prawosławny, metropolita Wysp Brytyjskich i Irlandii
  - Murilo Rosa, brazylijski aktor
  - Paolo Vidoz, włoski bokser
- 22 sierpnia
  - Magdalena Feistel, polska tenisistka
  - Ricco Groß, niemiecki biathlonista
  - Tímea Nagy, węgierska szpadzistka
  - Gianluca Ramazzotti, włoski aktor
- 23 sierpnia:
  - Tim Garrick, amerykański aktor, scenarzysta, reżyser i producent filmowy
  - Brad Mehldau, amerykański pianista jazzowy
  - Jay Mohr, amerykański aktor, komik
  - River Phoenix, amerykański aktor, muzyk (zm. 1993)
  - Piotr Pszczółkowski, polski prawnik, adwokat, polityk, poseł na Sejm RP, sędzia TK
  - Nikołaj Starikow, rosyjski pisarz, publicysta, ekonomista, polityk
  - Bożena Żelazowska, polska nauczycielka, polityk, poseł na Sejm RP
- 24 sierpnia
  - Marcello Abbondanza, włoski trener siatkarski
  - Guido Alvarenga, paragwajski piłkarz
  - Cezary Ciszewski, polski dziennikarz, fotograf, reżyser filmów dokumentalnych
  - Dan Henderson, amerykański zapaśnik, zawodnik MMA
  - Jurij Horbunow, ukraiński aktor, prezenter i producent telewizyjny
  - Eduardo Jiguchi, boliwijski piłkarz
  - Tugay Kerimoğlu, turecki piłkarz
  - Stephan Paßlack, niemiecki piłkarz
  - David Thiérrée, francuski grafik
  - Igor Tuleya, polski prawnik, sędzia
  - Kjetil Undset, norweski wioślarz
  - Krzysztof Zawadzki, polski aktor
- 25 sierpnia:
  - Robert Horry, amerykański koszykarz
  - Aaron Jeffery, australijski aktor pochodzenia nowozelandzkiego
  - Ireneusz Konior, polski grafik, ilustrator, autor komiksów
  - Claudia Schiffer, niemiecka modelka
  - Marijan Todorow, bułgarski piłkarz, trener
  - Ronald Waterreus, holenderski piłkarz, bramkarz
- 26 sierpnia
  - Claudia Amura, argentyńska szachistka
  - Olimpiada Iwanowa, rosyjska lekkoatletka, chodziarka
  - Wełko Jotow, bułgarski piłkarz
  - Mauricio Larriera, urugwajski piłkarz, trener
  - Krzysztof Łanda, polski lekarz, urzędnik państwowy
  - Melissa McCarthy, amerykańska aktorka
  - Zsolt Simon, słowacki polityk narodowości węgierskiej
- 27 sierpnia
  - Silvia Ciornei, rumuńska polityk
  - Peter Ebdon, angielski snookerzysta
  - Tony Kanal, amerykański basista, członek zespołu No Doubt
  - Jeff Kenna, irlandzki piłkarz, trener
  - Min Gyeong-gap, południowokoreański zapaśnik
- 28 sierpnia
  - Angela Deacon, australijska judoczka
  - Jacek Kuderski, polski muzyk, wokalista, kompozytor, członek zespołu Myslovitz
  - Mike Lapper, amerykański piłkarz
  - Beatrycze Łukaszewska, polska aktorka
  - Mian Mian, chińska pisarka
  - Elmar Messner, włoski snowboardzista
  - Daniel Šmejkal, czeski piłkarz
- 29 sierpnia
  - Jacco Eltingh, holenderski tenisista
  - Saša Gedeon, czeski reżyser filmowy
  - Christian Taillefer, francuski kolarz górski
- 30 sierpnia
  - Maciej Maciak, polski dziennikarz i działacz społeczny
  - Paulo Sousa, portugalski piłkarz, trener
  - Franz Zorn, austriacki zawodnik ice speedwaya
- 31 sierpnia
  - Massimo Casanova, włoski przedsiębiorca, polityk, eurodeputowany
  - Debbie Gibson, amerykańska piosenkarka, autorka tekstów, producentka muzyczna, aktorka
  - Nikoła Gruewski, macedoński ekonomista, polityk, premier Macedonii Północnej
  - Arie van Lent, holenderski piłkarz, trener
  - Epic Mazur, amerykański muzyk, wokalista, raper, producent muzyczny, kompozytor, członek zespołu Crazy Town
  - Nikodimos Papawasiliu, cypryjski piłkarz, trener
  - Rania, królowa Jordanii
  - James Robinson, amerykański koszykarz
  - Zack Ward, kanadyjski aktor
  - Ian Williams, amerykański muzyk[2]
- 1 września:
  - Wieniamin Kondratjew, rosyjski polityk, gubernator Kraju Krasnodarskiego
  - Barbara Paulus, austriacka tenisistka
  - Joanna Prykowska, polska wokalistka, członkini zespołu Firebirds
  - Hiroya Saitō, japoński skoczek narciarski
  - Goran Šaula, serbski piłkarz
  - Vanna, chorwacka piosenkarka
- 2 września:
  - Beat Motzer, szwajcarski zapaśnik walczący w stylu klasycznym
  - Gerd Schönfelder, niemiecki niepełnosprawny narciarz alpejski
  - Željko Cicović, serbski piłkarz grający na pozycji bramkarza
  - Jonas Axeldal, szwedzki piłkarz występujący na pozycji napastnika
  - Mike Wolfs, kanadyjski żeglarz sportowy, olimpijczyk
  - Olivier Casadesus, francuski model i aktor filmowy i telewizyjny
  - Chad Deering, były piłkarz amerykański grający na pozycji pomocnika
  - Khalil Al Ghamdi, sędzia piłkarski z Arabii Saudyjskiej
- 3 września
  - Stanisław Smirnow, rosyjski matematyk, wykładowca akademicki
  - Gareth Southgate, angielski piłkarz
  - Tom Stiansen, norweski narciarz alpejski
- 4 września
  - Koldo Álvarez, andorski piłkarz, trener
  - Igor Cavalera, brazylijski perkusista, członek zespołu Sepultura
  - Henrike Hahn, niemiecka politolog, polityk, eurodeputowana
  - Ione Skye, amerykańska aktorka pochodzenia brytyjskiego
  - Jerzy Sobera, polski hokeista, działacz hokejowy
  - Piotr Tyszkiewicz, polski piłkarz, trener
- 5 września
  - Addis Abebe, etiopski lekkoatleta, długodystansowiec
  - Kim Hye-soo, południowokoreańska aktorka
  - Steve Kmak, amerykański basista, członek zespołu Disturbed
  - Liam Lynch, amerykański muzyk, lalkarz, reżyser
  - Adam Mikołajewski, polski perkusista, członek zespołu Farben Lehre
  - Ernesto Pérez, hiszpański judoka
  - Maher Zdiri, tunezyjski piłkarz
- 6 września
  - Kinga Gál, węgierska polityk, eurodeputowana
  - Stéphane Guivarc’h, francuski piłkarz
  - Iwona Hartwich, polska działaczka społeczna, polityk, poseł na Sejm RP
  - Jojó, mozambicki piłkarz
  - Paulo Madeira, portugalski piłkarz pochodzenia angolskiego
  - Flavio Sciolè, włoski aktor, reżyser filmowy, dramaturg, prozaik
  - Naser Zejnalnija, irański zapaśnik
- 7 września
  - Giovane Gávio, brazylijski siatkarz, trener
  - Tom Everett Scott, amerykański aktor
  - Eduardo Victoria, meksykański aktor
  - Wiesław Ziemianin, polski biathlonista
- 8 września
  - Neko Case, amerykańska piosenkarka country, muzyk, kompozytorka, autorka tekstów
  - Latrell Sprewell, amerykański koszykarz
  - Mariusz Szczerski, polski wokalista, członek zespołu Honor (zm. 2005)
  - Timur Tajmazow, ukraiński sztangista pochodzenia osetyjskiego
  - Mark Watson, kanadyjski piłkarz pochodzenia szkockiego
  - Clarence Weatherspoon, amerykański koszykarz
- 9 września
  - Warren Barrett, jamajski piłkarz, bramkarz
  - Zbyněk Hráček, czeski szachista
  - Barbara Kaczor, polska organistka
  - Warren Kidd, amerykański koszykarz
  - Pierre Laigle, francuski piłkarz
  - Lucjan (Mic), rumuński biskup prawosławny
  - Frank Möller, niemiecki judoka
  - Sascha Paeth, niemiecki muzyk, kompozytor, producent muzyczny, członek zespołów: Avantasia, Luca Turilli’s Dreamquest, Heavens Gate i Trillium
  - Natalia Streignard, wenezuelska aktorka pochodzenia niemiecko-argentyńskiego
- 10 września
  - Jacek Grondowy, polski aktor
  - Julie Halard-Decugis, francuska tenisistka
- 11 września
  - Thomas Dowd, kanadyjski duchowny katolicki, biskup pomocniczy Montrealu
  - Chris Garver, amerykański tatuażysta
  - Taraji P. Henson, amerykańska piosenkarka, aktorka
  - William Joppy, amerykański bokser
  - John Spencer, szkocki piłkarz, trener
- 12 września:
  - Jacek Gutorow, polski poeta, eseista, krytyk literacki, tłumacz
  - Josh Hopkins, amerykański aktor
  - Nathan Larson, amerykański gitarzysta, kompozytor, autor tekstów, pisarz
  - Lee Cheol-ha, południowokoreański reżyser i scenarzysta filmowy
  - Ricarda Lima, brazylijska siatkarka
  - José Santa, kolumbijski piłkarz, trener
- 13 września
  - Everton Giovanella, brazylijski piłkarz
  - Martín Herrera, argentyński piłkarz, bramkarz
  - Akiko Iwasaki, amerykańska immunolog
  - Louise Lombard, brytyjska aktorka
  - Przemysław Nowakowski, polski dziennikarz, dramaturg, scenarzysta filmowy
  - Merab Walijew, ukraiński zapaśnik pochodzenia osetyjskiego
- 14 września
  - Piotr Burlikowski, polski piłkarz, działacz piłkarski
  - Mike Burns, amerykański piłkarz
  - Francesco Casagrande, włoski kolarz szosowy
  - Chryste Gaines, amerykańska lekkoatletka, sprinterka
  - Gela Szekiladze, gruziński piłkarz
  - Katarzyna Szklarczuk, polska piłkarka ręczna
- 15 września
  - Pedro Baquero, filipiński duchowny katolicki, biskup Keremy w Papui-Nowej Gwinei
  - Tomasz Miłkowski, polski nadinspektor Policji, generał brygady SOP
  - Anthony Peden, australijski i nowozelandzki kolarz torowy
  - Bachirou Salou, togijski piłkarz
  - Monica Valen, norweska kolarka szosowa
- 16 września
  - Ivar Asjes, polityk z Curaçao, premier
  - Piotr Basta, polski wioślarz
  - Michał Milowicz, polski aktor, piosenkarz
  - Jurij Nikiforow, rosyjski piłkarz
  - Ján Počiatek, słowacki przedsiębiorca, polityk
- 17 września
  - Edílson, brazylijski piłkarz
  - Marcus Feldt, szwedzki curler
  - Kari Herbert, brytyjska pisarka, podróżniczka
  - Andrejs Piedels, łotewski piłkarz, bramkarz
  - Mirjalol Qosimov, uzbecki piłkarz, trener
- 18 września:
  - Alejandro Agag, hiszpański przedsiębiorca, działacz sportowy, polityk pochodzenia algierskiego
  - Chae Kook-hee, południowokoreańska aktorka
  - Swietłana Czernousowa, rosyjska biathlonistka
  - Grzegorz Forkasiewicz, polski samorządowiec, wójt gminy Rytwiany
  - Darren Gough, angielski krykiecista
  - Didier Rous, francuski kolarz szosowy
  - Aisha Tyler, amerykańska aktorka
- 19 września
  - Sonny Anderson, brazylijski piłkarz
  - Marc Arnold, południowoafrykański piłkarz
  - Tomasz Brożyna, polski kolarz szosowy
  - Suki Kim, południowokoreańska pisarka
- 20 września:
  - Mathias Cormann, australijski polityk pochodzenia belgijskiego
  - Renata Kaznowska, polska działaczka samorządowa, wiceprezydent Warszawy
  - Robert Ostolski, polski aktor
  - Dominika Peczynski, szwedzka piosenkarka, fotomodelka pochodzenia polskiego
  - Artur Sarnat, polski piłkarz, bramkarz (zm. 2024)
  - Gert Verheyen, belgijski piłkarz
- 21 września
  - Melissa Ferrick, amerykańska wokalistka folkowa, gitarzystka
  - Mariano Frúmboli, argentyński tancerz i instruktor tanga
  - Saulius Girdauskas, litewski inżynier, przedsiębiorca, kierowca rajdowy, polityk
  - Anna Herman-Antosiewicz, polska biolog molekularna, profesor nauk biologicznych
  - James Lesure, amerykański aktor
  - Samantha Power, amerykańska historyk, polityk, dyplomatka pochodzenia irlandzkiego
  - Jacek Rybczyński, polski koszykarz, trener
- 22 września
  - Krzysztof Bukalski, polski piłkarz, trener
  - Abraham Olano, hiszpański kolarz szosowy
  - Ołeksandr Omelczuk, ukraiński piłkarz, trener
  - Emmanuel Petit, francuski piłkarz
- 23 września
  - Corinne Bodmer, szwajcarska narciarka dowolna
  - Ani DiFranco, amerykańska piosenkarka, gitarzystka
  - Karin Karlsbro, szwedzka polityk, eurodeputowana
- 24 września
  - Karen Forkel, niemiecka lekkoatletka, oszczepniczka
  - Bernd Kroschewski, niemiecki snowboardzista
  - Silvia Poll, kostarykańska pływaczka pochodzenia niemieckiego
  - Katarzyna Tlałka, polska aktorka
- 25 września
  - David Belhumeur, kanadyjski narciarz dowolny
  - David Benioff, amerykański dziennikarz, pisarz, scenarzysta filmowy pochodzenia żydowskiego
  - Jonas Čekuolis, litewski dziennikarz, polityk
  - Park Jeong-lim, południowokoreańska piłkarka ręczna
  - Jolanta Polikevičiūtė, litewska kolarka szosowa
  - Rasa Polikevičiūtė, litewska kolarka szosowa
- 26 września
  - Daryl Beattie, australijski motocyklista wyścigowy
  - Igor Boraska, chorwacki wioślarz
  - Marco Etcheverry, boliwijski piłkarz, trener
  - Frank Guinta, amerykański polityk
  - Nikolajs Kabanovs, łotewski dziennikarz, polityk pochodzenia rosyjskiego
  - Pierre Lueders, kanadyjski bobsleista
  - Małgorzata Maślanka, polska aktorka
  - Sheri Moon, amerykańska aktorka
  - Trevor Ruffin, amerykański koszykarz
  - Klaudiusz Ševković, polski kucharz, działacz sportowy, samorządowiec, prezenter telewizyjny
  - Leonīds Tambijevs, łotewski hokeista, trener
- 27 września
  - Elias Al-Debei, syryjski duchowny melchicki, arcybiskup Bosry i Hauranu
  - Tamás Bódog, węgierski piłkarz, trener
  - Marcus Gayle, jamajski piłkarz
  - Mattias Sunneborn, szwedzki lekkoatleta, skoczek w dal
  - Jessica Stegrud, szwedzka ekonomistka, publicystka, polityk, eurodeputowana
  - Tamara Taylor, kanadyjska aktorka
- 28 września:
  - Firat Arslan, niemiecki bokser pochodzenia tureckiego
  - Saïd Chiba, marokański piłkarz
  - Kimiko Date, japońska tenisistka
  - Darko Horvat, chorwacki inżynier, polityk
  - Yūji Kishi, japoński aktor
  - Agnieszka Maria Nogal, polska filozof, prawnik, politolog, wykładowczyni akademicka
- 29 września
  - AMG, amerykański raper
  - Ninel Conde, meksykańska aktorka, modelka, piosenkarka
  - Roland Kirchler, austriacki piłkarz, trener
  - Emily Lloyd, brytyjska aktorka
  - Krzysztof Makowski, polski polityk, wojewoda łódzki
  - Russell Peters, kanadyjski aktor, komik
  - Nicolas Winding Refn, duński reżyser, scenarzysta i producent filmowy
  - Mirosława Sagun-Lewandowska, polska strzelczyni sportowa
  - Christophe Szpajdel, belgijski grafik pochodzenia polskiego
  - Yoshihiro Tajiri, japoński wrestler
  - Natasha Gregson Wagner, amerykańska aktorka
- 30 września
  - Gilad Erdan, izraelski polityk
  - Tony Hale, amerykański aktor, komik
  - Wojciech Konieczny, polski lekarz, polityk, senator RP
  - Damian Mori, australijski piłkarz
- 1 października
  - Julian Garner, australijski aktor
  - Gerard Juszczak, polski trener piłkarski i futsalowy
  - Moses Kiptanui, kenijski lekkoatleta, długodystansowiec
  - Everaldo Matsuura, brazylijski szachista
  - Swiatosław Syrota, ukraiński piłkarz, bramkarz, trener i działacz piłkarski
  - Gaston Taument, holenderski piłkarz
  - Mariusz Wawrów, polski piłkarz, trener
  - Michael Wilkinson, australijski kostiumograf filmowy
  - Aleksiej Żamnow, rosyjski hokeista, trener i działacz hokejowy
- 2 października
  - Liam Byrne, brytyjski polityk
  - Wladimer Dgebuadze, gruziński judoka
  - Catherine Kellner, amerykańska aktorka
  - Frédéric Kowal, francuski wioślarz
  - Marco Nuti, włoski siatkarz
  - Benjamin Radford, amerykański pisarz, sceptyk naukowy
  - Andrew Rikunenko, brytyjski łucznik
  - Kelly Ripa, amerykańska aktorka
  - Maribel Verdú, hiszpańska aktorka
- 3 października
  - Abdul Al-Rozan, saudyjski piłkarz
  - Aldrin Dalipi, albański dziennikarz, samorządowiec
  - Dariusz Drągowski, polski piłkarz
  - Armen Edigarian, polski matematyk, wykładowca akademicki pochodzenia ormiańskiego
  - Paul Valentin Ngobo, kongijski polityk
- 4 października:
  - Wilfredo Alvarado, wenezuelski piłkarz
  - Geoffrey Fletcher, amerykański reżyser i scenarzysta filmowy
  - Brian Kozlowski, amerykański futbolista pochodzenia polskiego
  - Olga Kuzienkowa, rosyjska lekkoatletka, młociarka
  - Martin Vaniak, czeski piłkarz, bramkarz
  - Dorota Wysocka-Schnepf, polska dziennikarka i prezenterka telewizyjna
  - Zdrawko Zdrawkow, bułgarski piłkarz, bramkarz
- 5 października
  - Josie Bissett, amerykańska aktorka, modelka, pisarka
  - Nicolas Fontaine, kanadyjski narciarz dowolny
  - Tord Gustavsen, norweski pianista jazzowy
  - Arkadiusz Hajdrowski, polski siatkarz
  - Dienis Kapustin, rosyjski lekkoatleta, trójskoczek
  - Maria Păduraru, rumuńska wioślarka
  - Yvon Riemer, francuski zapaśnik
- 6 października:
  - Brigitte Albrecht-Loretan, szwajcarska biegaczka narciarska
  - Amanda Brown, amerykańska pisarka
  - Diogo Feio, portugalski adwokat, polityk
  - Irina Gierasimionok, rosyjska strzelczyni sportowa
  - István Hamar, węgierski piłkarz
  - Amy Jo Johnson, amerykańska piosenkarka, aktorka
  - Corinna May, niemiecka piosenkarka
  - Jamal Sellami, marokański piłkarz
- 7 października
  - Runar Berg, norweski piłkarz
  - Daniel Collins, australijski kajakarz
  - Neil Halstead, brytyjski muzyk, wokalista, autor tekstów, członek zespołów Slowdive i Mojave 3
  - Lisardo, hiszpański aktor, piosenkarz
  - Nicole Ari Parker, amerykańska modelka, aktorka
- 8 października:
  - Stéphane Bijoux, francuski dziennikarz i prezenter telewizyjny
  - Iwo Christow, bułgarski dziennikarz, tłumacz
  - Matt Damon, amerykański aktor, scenarzysta i producent filmowy
  - Vladimíra Danišková, słowacka koszykarka
  - Anne-Marie Duff, brytyjska aktorka
  - Michael Hennigan, brytyjski szachista
  - Gauri Khan, indyjska producentka filmowa
  - Sadiq Khan, brytyjski polityk, burmistrz Londynu pochodzenia pakistańskiego
  - Kordian Kolbiarz, polski samorządowiec, burmistrz Nysy
  - Tetsuya Nomura, japoński projektant gier komputerowych
  - Martín Vilallonga, argentyński piłkarz
  - Mayrín Villanueva, meksykańska aktorka, modelka
- 9 października
  - Kenny Anderson, amerykański koszykarz
  - Carmen Daniela Dan, rumuńska polityk
  - Steve Jablonsky, amerykański kompozytor pochodzenia polsko-japońskiego
  - Annika Sörenstam, szwedzka golfistka
  - Stephen Wright, brytyjski Duchowny katolicki, biskup pomocniczy Birmingham
  - Mohamed Youssef, egipski piłkarz
- 10 października
  - Norbert Bisky, niemiecki malarz
  - Rhys Fulber, kanadyjski muzyk, kompozytor, producent muzyczny
  - Dean Kiely, irlandzki piłkarz, bramkarz
  - Silke Kraushaar-Pielach, niemiecka saneczkarka
  - Tomasz Krzyżyński, polski koszykarz
  - Mohammed Mourhit, belgijski lekkoatleta, długodystansowiec pochodzenia marokańskiego
  - Goran Navojec, chorwacki aktor
  - András Telek, węgierski piłkarz
  - U-God, amerykański raper
- 11 października
  - Katherina Kubenk, kanadyjska narciarka dowolna
  - MC Lyte, amerykańska raperka
  - Pasquale Rocco, włoski piłkarz
  - Régis Rothenbühler, szwajcarski piłkarz
  - Constance Zimmer, amerykańska aktorka
- 12 października:
  - Cláudia Abreu, brazylijska aktorka
  - Kirk Cameron, amerykański aktor, kompozytor, scenarzysta i producent filmowy
  - Antonio Jiménez Sistachs, hiszpański piłkarz, bramkarz
  - Arkadiusz Kampka, polski piłkarz
  - Grzegorz Niemyjski, polski rzeźbiarz, malarz, ceramik
  - Juan Armando Pérez, meksykański duchowny katolicki, biskup pomocniczy Monterrey
  - Charlie Ward, amerykański koszykarz
- 13 października
  - Paweł Beręsewicz, polski autor książek dla dzieci
  - Piotr Gursztyn, polski dziennikarz, publicysta
  - Paul Potts, brytyjski śpiewak operowy
- 14 października
  - Jim Jackson, amerykański koszykarz
  - Jon Seda, amerykański koszykarz pochodzenia portorykańskiego
  - Magda Wierzycka, południowoafrykańska bizneswoman pochodzenia polskiego
  - Pär Zetterberg, szwedzki piłkarz
- 15 października
  - Ginuwine, amerykański piosenkarz, autor tekstów, aktor, model
  - Noel Gugliemi, amerykański aktor
  - Saad Bakhit Mubarak, emiracki piłkarz
  - Pernilla Wiberg, szwedzka narciarka alpejska
  - Predrag Zimonjić, serbski piłkarz wodny
- 16 października
  - Kazuyuki Fujita, japoński zawodnik sportów walki
  - Marek Grabie, polski satyryk, kabareciarz
  - Holger Krahmer, niemiecki polityk, eurodeputowany
  - Stephanie Murata, amerykańska zapaśniczka
  - Vincent Rijmen, belgijski kryptograf
  - Mehmet Scholl, niemiecki piłkarz pochodzenia tureckiego
  - Andriej Tichonow, rosyjski piłkarz
- 17 października:
  - Mahtab Keramati, irańska aktorka
  - Anil Kumble, indyjski krykiecista
  - Mitsukazu Mihara, japońska rysowniczka mang
  - Shauna O’Brien, amerykańska aktorka, modelka pochodzenia irlandzkiego
  - Albert Rybacki, polski bokser
  - Marciano Vink, holenderski piłkarz pochodzenia surinamskiego
- 18 października
  - Alex Barros, brazylijski motocyklista wyścigowy
  - Mike Mitchell, amerykański aktor, animator, reżyser i scenarzysta filmowy
- 19 października
  - Caroline Catz, brytyjska aktorka
  - Andy Comeau, amerykański aktor, producent filmowy
  - Chris Kattan, amerykański aktor
  - Nouria Mérah-Benida, algierska lekkoatletka, biegaczka średniodystansowa
  - Ewa Wachowicz, polska producentka i dziennikarka telewizyjna, zdobywczyni tytułu Miss Polonia, rzecznik prasowy rządu
- 20 października
  - Gaidis Bērziņš, łotewski prawnik, polityk
  - Sander Boschker, holenderski piłkarz, bramkarz
  - Anne Delvaux, belgijska i walońska dziennikarka, polityk, eurodeputowana
  - Chavo Guerrero Jr., amerykański wrestler pochodzenia meksykańskiego
  - Serge Maguy, iworyjski piłkarz
  - Taj McWilliams-Franklin, amerykańska koszykarka
  - Tiger Mask IV, japoński wrestler
- 21 października
  - Jacek Fafiński, polski zapaśnik
  - Andrzej Krzyształowicz, polski piłkarz, bramkarz, trener
- 22 października:
  - Winston Bogarde, holenderski piłkarz
  - Anna Garwacka, polska piłkarka ręczna
  - Andrzej Giżyński, polski pięcioboista nowoczesny
  - Alojz Hlina, słowacki przedsiębiorca, polityk
  - Paisjusz (Jurkow), rosyjski biskup prawosławny
  - Javier Milei, argentyński ekonomista, polityk, prezydent Argentyny
  - Yoshio Nakamura, japoński judoka
- 23 października
  - Joanna Jędrejek, polska aktorka
  - Andrea Tagwerker, austriacka saneczkarka
  - Steve Wilder, amerykański aktor
- 24 października:
  - José Luis Calderón, argentyński piłkarz, trener
  - Andrew Florent, australijski tenisista (zm. 2016)
  - Przemysław Gierszewski, polski koszykarz, trener
  - Stephen Kipkorir, kenijski lekkoatleta, średniodystansowiec (zm. 2008)
  - Lorenzo Micelli, włoski trener siatkarski
  - Renato Rossini, peruwiański aktor
  - Kjell Storelid, norweski łyżwiarz szybki
  - Fernanda Venturini, brazylijska siatkarka
- 25 października
  - Peter Aerts, holenderski kick-boxer
  - Adam Goldberg, amerykański aktor, reżyser i producent filmowy, kompozytor pochodzenia żydowskiego
  - Jarosław Łukaszewski, polski żużlowiec
  - Adam Strug, polski wokalista, kompozytor, poeta, scenarzysta filmów dokumentalnych, etnomuzykolog
  - Sławomir Trelka, polski hokeista, bramkarz
- 26 października
  - Bittor Alkiza, hiszpański piłkarz narodowości baskijskiej
  - Carlos Amarilla, paragwajski sędzia piłkarski
  - Satu Mäkelä-Nummela, fińska strzelczyni sportowa
  - John Mayock, brytyjski lekkoatleta, średnio- i długodystansowiec
  - Takanobu Okabe, japoński skoczek narciarski, trener
  - Katarzyna Pełczyńska-Nałęcz, polska socjolog, politolog, urzędniczka państwowa, dyplomatka
  - Lisa Ryder, kanadyjska aktorka
  - Paweł Sydor, polski kompozytor, dyrygent, pianista
- 27 października
  - Swietłana Abramowa, rosyjska lekkoatletka, tyczkarka
  - Alain Boghossian, francuski piłkarz pochodzenia ormiańskiego
  - Adrian Erlandsson, szwedzki perkusista, członek zespołów At the Gates i Cradle of Filth
  - Roman Mega, słowacki hokeista, trener
  - Marco Negri, włoski piłkarz
  - Jussi Niinistö, fiński historyk, filozof, wykładowca akademicki, polityk
  - Vicente de Paula Ferreira, brazylijski duchowny katolicki, biskup pomocniczy Belo Horizonte
  - Marcin Popkiewicz, polski fizyk jądrowy, klimatolog, popularyzator nauki
  - Jonathan Stroud, brytyjski pisarz fantasy
  - Tarcy Su, chińska piosenkarka, aktorka
  - Rusłana Taran, ukraińska żeglarka sportowa
- 28 października
  - Fernando Gamboa, argentyński piłkarz, trener
  - Anatolij Łariukow, białoruski judoka
  - Richard Osman, brytyjska osobowość telewizyjna, prezenter i producent telewizyjny
  - Tiger Hillarp Persson, szwedzki szachista
  - Andrzej Pisalnik, białoruski dziennikarz pochodzenia polskiego
  - Leonor Silveira, portugalska aktorka
- 29 października:
  - Phillip Cocu, holenderski piłkarz, trener
  - Edwin van der Sar, holenderski piłkarz, bramkarz
  - Chris Thorpe, amerykański saneczkarz
  - Christopher Wiehl, amerykański aktor
- 30 października
  - Tory Belleci, amerykański producent filmowy pochodzenia włoskiego
  - Robert Kantereit, polski dziennikarz, prezenter telewizyjny i radiowy
  - Nia Long, amerykańska aktorka
  - Matthew Pinsent, brytyjski wioślarz
  - Jürgen Rische, niemiecki piłkarz
  - Albert Stuivenberg, holenderski trener piłkarski
  - Ekaterini Wongoli, grecka lekkoatletka, dyskobolka
  - Xie Jun, chińska szachistka
- 31 października
  - Angelino Alfano, włoski prawnik, polityk
  - Ray Austin, amerykański bokser
  - Otilia Bădescu, rumuńska tenisistka stołowa
  - Linn Berggren, szwedzka wokalistka, członikini zespołu Ace of Base
  - Cerenbaataryn Cogtbajar, mongolski zapaśnik
  - Viktor Jelenić, serbski piłkarz wodny
  - Grzegorz Lorek, polski samorządowiec, polityk, poseł na Sejm RP
  - Nolan North, amerykański aktor
  - Bibiana Perez, włoska narciarka alpejska
  - Karlheinz Pflipsen, niemiecki piłkarz
  - Dariusz Szubert, polski piłkarz
  - Jicchak Zohar, izraelski piłkarz
- 1 listopada
  - Igor Cvitanović, chorwacki piłkarz
  - Jewgienija Nikonowa, rosyjska koszykarka
  - Craig Nunenmacher, amerykański perkusista, członek zespołów Crowbar i Black Label Society
  - Konrad Piasecki, polski dziennikarz
  - Erik Spoelstra, amerykański trener koszykówki
  - Tomasz Unton, polski piłkarz, trener
  - Antonio Sun Wenjun, chiński duchowny rzymskokatolicki, biskup Weifang
  - Sabine Zissener, niemiecka polityk, eurodeputowana
- 2 listopada
  - Natiq Eyvazov, azerski zapaśnik
  - Lucy Hawking, brytyjska dziennikarka, pisarka
- 3 listopada
  - Geir Frigård, norweski piłkarz
  - Andrzej Juskowiak, polski piłkarz, trener, komentator telewizyjny
  - Pedro Proença, portugalski sędzia piłkarski
  - Almir Turković, bośniacki piłkarz
  - Radosław Wilkiewicz, polski dyrygent, skrzypek, wokalista, pedagog
- 4 listopada
  - Malena Ernman, szwedzka śpiewaczka operowa (mezzosopran)
  - Anthony Ruivivar, amerykański aktor
  - Andrij Zontach, ukraiński szachista, trener
  - Marcin Żabiełowicz, polski gitarzysta rockowy i bluesowy
- 5 listopada –
  - Marcin Bosacki, polski dziennikarz, publicysta, dyplomata, polityk, senator RP
  - Niels Frederiksen, duński trener piłkarski
  - Siarhiej Lisztwan, białoruski zapaśnik
  - Shaun Murphy, australijski piłkarz
  - Mario Reiter, austriacki narciarz alpejski
- 6 listopada
  - Joyce Chepchumba, kenijska lekkoatletka, biegaczka długodystansowa
  - Ethan Hawke, amerykański aktor, reżyser i scenarzysta filmowy
  - Marc Hodel, szwajcarski piłkarz
  - Andrei Kovalenko, australijski piłkarz wodny pochodzenia ukraińskiego
  - Martin Müller, czeski piłkarz
- 7 listopada
  - Josef Obajdin, czeski piłkarz
  - Marc Rosset, szwajcarski tenisista
- 8 listopada
  - Tom Anderson, amerykański przedsiębiorca
  - Kim Tae-young, południowokoreański piłkarz
  - Diana King, jamajska wokalistka
  - Johann Mühlegg, niemiecko-hiszpański biegacz narciarski
  - José Porras, kostarykański piłkarz, bramkarz
  - Péter Zilahy, węgierski prozaik, poeta, dziennikarz fotograf
- 9 listopada
  - Nelson Diebel, amerykański pływak
  - Markus Ebner, niemiecki snowboardzista
  - Guido Görtzen, holenderski siatkarz
  - Bill Guerin, amerykański hokeista
  - Chris Jericho, kanadyjski wrestler, muzyk, pisarz
  - Marcin Krasowski, polski wokalista, członek zespołów: Transmisja i Vavamuffin
  - Luis Lobo, argentyński tenisista
  - Scarface, amerykański raper
  - Susan Tedeschi, amerykańska wokalistka jazzowa i soulowa, gitarzystka, kompozytorka pochodzenia włoskiego
- 10 listopada
  - Warren G, amerykański raper
  - Freddy Loix, belgijski kierowca rajdowy
  - Danny Nelissen, holenderski kolarz szosowy i torowy
  - Siergiej Owczinnikow, rosyjski piłkarz, bramkarz
  - Debora Serracchiani, włoska prawnik, polityk
  - Vince Vieluf, amerykański aktor
- 11 listopada
  - Fahad Al-Mehallel, saudyjski piłkarz
  - Gilles Grimandi, francuski piłkarz
  - Sverre Isachsen, norweski kierowca rallycrossowy
  - Zbigniew Lech, polski żużlowiec
  - Kinga Leszczyńska, polska lekkoatletka, sprinterka
- 12 listopada
  - Simona Baldassarre, włoska lekarka, działaczka samorządowa, polityk
  - Tonya Harding, amerykańska łyżwiarka figurowa
  - Yves Mankel, niemiecki saneczkarz
  - Craig Parker, nowozelandzki aktor
  - Małgorzata Sobczak, polska lekkoatletka, skoczkini w dal
- 13 listopada
  - Ari’el Ati’as, izraelski polityk
  - Chad Bannon, amerykański aktor, model, kulturysta
  - Julija Graudyń, rosyjska lekkoatletka, płotkarka
  - George-Gabriel Grigore, rumuński szachista
- 14 listopada
  - Erik Bo Andersen, duński piłkarz
  - Brendan Benson, amerykański wokalista, muzyk, członek zespołu The Raconteurs
  - Bouchra Jarrar, francuska projektantka mody pochodzenia marokańskiego
  - Vlad Goian, mołdawski piłkarz, trener
  - Omar Sangare, polski aktor, reżyser, pisarz, pedagog pochodzenia malijskiego
  - Bert Schenk, niemiecki bokser
  - Silvia Adriana Țicău, rumuńska informatyk, polityk
  - David Wesley, amerykański koszykarz, trener, komentator telewizyjny
- 15 listopada
  - Uschi Disl, niemiecka biathlonistka
  - Wilfried Huber, włoski saneczkarz
  - Patrick M’Boma, kameruński piłkarz
  - Paulina Młynarska, polska aktorka, dziennikarka
- 16 listopada
  - José Ramón Bauzà, hiszpański farmaceuta, samorządowiec, polityk
  - Logan Mader, kanadyjski muzyk, kompozytor, wokalista, inżynier dźwięku, producent muzyczny, członek zespołów: Machine Head, Soulfly, Pale Demons, Medication i Once Human
- 17 listopada
  - Paul Allender, brytyjski gitarzysta, kompozytor, członek zespołu Cradle of Filth
  - Rezki Amrouche, algierski piłkarz
  - Siergiej Charkow, rosyjski gimnastyk
  - Silvana Koch-Mehrin, niemiecka ekonomistka, polityk, eurodeputowana
- 18 listopada
  - Peter Dutton, australijski polityk
  - Mike Epps, amerykański aktor, komik, raper, scenarzysta i producent filmowy
  - Megyn Kelly, amerykańska dziennikarka i prezenterka telewizyjna
  - Anna Loos, niemiecka aktorka, piosenkarka
  - Gil Paulista, brazylijski piłkarz, trener
  - Martin Pringle, szwedzki piłkarz, trener
  - Ołena Ronżyna, ukraińska wioślarka
  - Julija Sotnikowa, rosyjska lekkoatletka, sprinterka
  - Peta Wilson, australijska aktorka, modelka
  - Mounir Zeghdoud, algierski piłkarz
- 19 listopada:
  - Wojciech Osial, polski duchowny katolicki, biskup pomocniczy łowicki
  - Elżbieta Rączka, polska lekkoatletka, wieloboistka
  - Claudinei da Silva, brazylijski lekkoatleta, sprinter
  - Oleg Valjalo, chorwacki ekonomista, polityk
- 20 listopada
  - Faissal Ebnoutalib, niemiecki taekwondzista pochodzenia marokańskiego
  - Paweł Fortuna, polski psycholog, pisarz, kompozytor
  - Joe Zaso, amerykański aktor, producent filmowy, kulturysta, model pochodzenia włoskiego
- 21 listopada:
  - Fanny Gautier, hiszpańska aktorka
  - Rib Hillis, amerykański aktor, model
  - Tom Rooney, amerykański polityk, kongresmen
  - Paulinho Santos, portugalski piłkarz
- 22 listopada:
  - Ewa Gordon, polska artystka, hebraistka, tłumaczka pochodzenia żydowskiego
  - Alison Korn, kanadyjska wioślarka
  - Jerzy Naszkiewicz, polski polityk, samorządowiec, poseł na Sejm RP
  - Daniele Sgnaolin, włoski kolarz szosowy
  - Joe Son, amerykański aktor, zawodnik sportów walki pochodzenia koreańskiego
  - Daniel Strehlau, polski reżyser i scenarzysta filmowy, dokumentalista pochodzenia żydowskiego
  - Pierre Olivier Tremblay, kanadyjski duchowny katolicki, biskup pomocniczy Trois Rivières
- 23 listopada
  - Oded Fehr, izraelski aktor
  - Karsten Müller, niemiecki szachista
  - Diana Sartor, niemiecka skeletonistka
- 24 listopada
  - Aleksander Kłak, polski piłkarz, bramkarz
  - Paul Laciga, szwajcarski siatkarz plażowy
  - Chad Taylor, amerykański muzyk, gitarzysta, członek zespołu Live
  - Julieta Venegas, meksykańska piosenkarka
  - Mateusz Werner, polski filozof kultury, eseista, krytyk filmowy
- 25 listopada:
  - Bożena Bogucka, polska lekkoatletka, wieloboistka
  - Virgínia Cavendish, brazylijska aktorka
  - John Godson, nigeryjsko-polski nauczyciel akademicki, pastor ewangelikalny, samorządowiec, polityk, poseł na Sejm RP
  - Katarzyna Kownacka, polska aktorka, pieśniarka, animatorka kultury
  - Izabela Kuna, polska aktorka
  - Wołodymyr Zajarny, ukraiński piłkarz, trener
- 26 listopada
  - John Amaechi, amerykański koszykarz, prezenter telewizyjny pochodzenia nigeryjskiego
  - Maria Kirchgasser-Pichler, austriacka snowboardzistka
- 27 listopada
  - Han Kang, południowokoreańska pisarka, laureatka Nagrody Nobla
  - Brooke Langton, amerykańska aktorka
  - Kelly Loeffler, amerykańska polityk, senator
  - Achim Mörtl, austriacki kierowca rajdowy
  - Sebastian Synoradzki, polski piłkarz, trener
- 28 listopada
  - Jan Michaelsen, duński piłkarz
  - Édouard Philippe, francuski polityk, premier Francji
  - Steve Smyth, amerykański gitarzysta, członek zespołu Forbidden
- 29 listopada
  - Larry Joe Campbell, amerykański aktor
  - Mark Pembridge, walijski piłkarz
  - Ryu Seung-ryong, południowokoreański aktor
  - Rafał Sroka, polski hokeista, trener
- 30 listopada:
  - Phil Babb, irlandzki piłkarz
  - Yayuk Basuki, indonezyjska tenisistka
  - Jacek Gdański, polski szachista, urzędnik państwowy
  - Walter Emanuel Jones, amerykański aktor, tancerz
  - Natalie Williams, amerykańska koszykarka, trenerka
- 1 grudnia
  - Jouko Ahola, fiński trójboista siłowy, strongman, kulturysta, aktor
  - Mickaël Debève, francuski piłkarz, trener
  - Lembit Rajala, estoński piłkarz
  - Sarah Silverman, amerykańska aktorka, satyryczka, pisarka pochodzenia żydowskiego
- 2 grudnia
  - Joe Lo Truglio, amerykański aktor pochodzenia włosko-irlandzkiego
  - Dmitrij Radczenko, rosyjski piłkarz
  - Mirko Reichel, niemiecki piłkarz, trener
  - Maksim Tarasow, rosyjski lekkoatleta, tyczkarz
- 3 grudnia
  - Felipe Braun, chilijski aktor
  - Stephanie Herseth, amerykańska prawnik, polityk
  - Lindsey Hunter, amerykański koszykarz, trener
  - Christian Karembeu, francuski piłkarz pochodzenia nowokaledońskiego
  - Jimmy Shergill, indyjski aktor
  - Katarzyna Skrzynecka, polska aktorka, piosenkarka, kompozytorka, autorka tekstów
  - Marianne Vind, duńska działaczka związkowa, polityk
- 4 grudnia
  - Andrzej Bycka, polski kolarz przełajowy, trener, samorządowiec
  - Kevin Sussman, amerykański aktor
  - Sylvester Terkay, amerykański zawodnik sportów walki, aktor
  - Jørn Inge Tunsberg, norweski muzyk, kompozytor, członek zespołów: Hades Almighty, Immortal, Old Funeral, Amputation i Dominanz
- 5 grudnia
  - Walt Dohrn, amerykański scenarzysta, reżyser, animator, muzyk i aktor głosowy
  - Jordi Gené, hiszpański kierowca wyścigowy
  - Dorota Gruca, polska lekkoatletka, biegaczka długodystansowa
  - Elijah Litana, zambijski piłkarz
  - Olivier Moncelet, francuski wioślarz
  - Harutjun Wardanjan, ormiański piłkarz
- 6 grudnia:
  - Ulf Ekberg, szwedzki muzyk, wokalista, autor tekstów, producent muzyczny, członek zespołu Ace of Base
  - Andriej Gaszkin, rosyjski piłkarz, trener
  - Grant Higa, amerykański trójboista siłowy, strongman
  - Bartosz Opania, polski aktor
  - Paqui, hiszpański piłkarz
  - Ewa Przybyło, polska działaczka samorządowa, burmistrz Rabki-Zdrój
- 7 grudnia
  - Sebastian Bodu, rumuński prawnik, polityk
  - Yaël Braun-Pivet, francuska polityk
  - Radosław Popłonikowski, polski aktor, lektor
- 8 grudnia
  - Teresa Barańska, polska działaczka samorządowa, urzędniczka, wicewojewoda opolski
  - Ad Bol, holenderski reżyser, scenarzysta, montażysta i producent filmowy
  - Jolanta Dičkutė, litewska lekarka, polityk
  - Lars Højer, duński piłkarz
- 9 grudnia:
  - Kara DioGuardi, amerykańska piosenkarka, producentka muzyczna
  - Djalminha, brazylijski piłkarz
  - Anna Gavalda, francuska dziennikarka, pisarka
  - Tomasz Łysiak, polski pisarz, dziennikarz, publicysta, scenarzysta
  - War-N Harrison, brytyjski muzyk, założyciel zespołu Hungry Lucy
- 10 grudnia
  - Alec Cleland, szkocki piłkarz
  - Dean Gorré, holenderski piłkarz, trener pochodzenia surinamskiego
  - Dżamal Hajmudi, algierski sędzia piłkarski
  - Bryant Stith, amerykański koszykarz, trener
- 11 grudnia
  - Grégori Baquet, francuski aktor, piosenkarz, reżyser i producent filmowy
  - Chris Henderson, amerykański piłkarz
  - Nenad Pralija, chorwacki piłkarz
  - Enat Wilf, izraelska polityk
- 12 grudnia:
  - Mädchen Amick, amerykańska aktorka
  - Arkadiusz Baranowski, polski lekkoatleta, sprinter
  - Jennifer Connelly, amerykańska aktorka
  - Regina Hall, amerykańska aktorka
  - Janina Malska, polska lekkoatletka, biegaczka długodystansowa
  - Ivano Newbill, amerykański koszykarz
  - Muhmed Ssegonga, ugandyjski sędzia piłkarski
- 13 grudnia
  - Tonja Buford-Bailey, amerykańska lekkoatletka, płotkarka
  - Eoin Jess, szkocki piłkarz
  - Bart Johnson, amerykański aktor, reżyser i scenarzysta filmowy
  - Gerlinde Kaltenbrunner, austriacka alpinistka, himalaistka
  - Danny Lohner, amerykański muzyk, kompozytor, producent muzyczny
  - Ireneusz Mamrot, polski piłkarz, trener
  - Võ Văn Thưởng, wietnamski polityk, prezydent Wietnamu
  - Tamara Vonta, słoweńska polityczka
- 14 grudnia: 
  - Szymon Augustyniak, polski dziennikarz, pisarz, scenarzysta, copywriter
  - Bożena Furczyk, polska aktorka, lektorka
  - Nadine Garner, australijska aktorka
  - Vladimir Grbić, serbski siatkarz
  - Steven Grieveson, brytyjski seryjny morderca
  - Anna Maria Jopek, polska wokalistka, pianistka, kompozytorka, autorka tekstów, producentka muzyczna
  - Chryzostom (Kykkotis), cypryjski biskup prawosławny
  - Mäulen Mamyrow, kazachski zapaśnik
  - Beth Orton, brytyjska piosenkarka folkowa
  - Jeff Pain, kanadyjski skeletonista
  - Nico Van Kerckhoven, belgijski piłkarz
- 15 grudnia
  - Sid Ahmed Mahrez, algierski piłkarz, bramkarz
  - Michael Shanks, kanadyjski aktor, reżyser i scenarzysta telewizyjny
  - Przemysław Truściński, polski rysownik komiksowy i reklamowy, storyboardzista
  - Jarema Trzebiński, polski prawnik, sędzia Trybunału Stanu
  - Bulus Dauwa Yohanna, nigeryjski duchowny katolicki, wikariusz apostolski Kotagory
- 16 grudnia
  - Daniel Cosgrove, amerykański aktor
  - Ricardo Hoepers, brazylijski duchowny katolicki, biskup Rio Grande
  - Andrzej Jaworski, polski samorządowiec, polityk, poseł na Sejm RP
  - František Jež, czeski skoczek narciarski
  - Nikos Panajotu, cyoryjski piłkarz, bramkarz
  - Iwona Sroka, polska ekonomistka
- 17 grudnia: 
  - Aleksiej Gierasimienko, rosyjski piłkarz
  - Igor Girkin, rosyjski pułkownik rezerwy wojsk specjalnych, najemnik
  - Lado Gurgenidze, gruziński polityk, premier Gruzji
  - Michael Mols, holenderski piłkarz
  - Petyr Moskow, bułgarski lekarz, polityk
  - Pavel Padrnos, czeski kolarz szosowy
  - Seo Jung-won, południowokoreański piłkarz, trener
  - Sean Patrick Thomas, amerykański aktor
  - Agnieszka Wagner, polska aktorka
- 18 grudnia:
  - Cezary Augustynowicz, polski wokalista, muzyk, kompozytor
  - Norman Brown, amerykański gitarzysta i wokalista jazzowy
  - Bridie Carter, australijska aktorka
  - DMX, amerykański raper, kompozytor, producent muzyczny, aktor (zm. 2021)
  - Carsten Hemmingsen, duński piłkarz
  - Victoria Pratt, kanadyjska aktorka, pisarka
  - Zuzana Škvareková, słowacka koszykarka
  - Rob Van Dam, amerykański aktor, wrestler pochodzenia polskiego
- 19 grudnia:
  - Tyson Beckford, amerykański model, aktor, producent filmowy
  - Robert Lang, czeski hokeista
  - Marla Mallett, kanadyjska curlerka
  - Hryhorij Misiutin, ukraiński gimnastyk
  - Adrian M. Smith, amerykański polityk, kongresman
  - Technoboy, włoski didżej, producent muzyczny
- 20 grudnia
  - Nicole de Boer, kanadyjska aktorka
  - Ołeksandr Fedenko, ukraiński kolarz torowy i szosowy
  - Sohail Khan, indyjski aktor
  - Alister McRae, szkocki kierowca rajdowy
  - Maciej Rudnicki, polski prawnik, polityk, poseł na Sejm RP, wiceminister środowiska
- 21 grudnia:
  - Nasir al-Atijja, katarski kierowca rajdowy
  - Ahmed Bahja, marokański piłkarz
  - Bart De Wever, belgijski i flamandzki polityk, samorządowiec, burmistrz Antwerpii
  - Stefan Lövgren, szwedzki piłkarz ręczny
  - Anna Zellma, polska teolog katolicka, profesor nauk teologicznych
- 22 grudnia
  - Mutiu Adepoju, nigeryjski piłkarz
  - Gary Anderson, szkocki darter
  - Barbara Blatter, szwajcarska kolarka górska
  - Ted Cruz, amerykański prawnik, polityk, senator
  - Marcin Sasal, polski piłkarz, bramkarz, trener
  - Michael Tebbutt, australijski tenisista
- 23 grudnia
  - Iskui Abalan, białoruska piosenkarka pochodzenia ormiańskiego
  - Bryce Lawrence, nowozelandzki sędzia i działacz rugby union
  - Catriona Le May Doan, kanadyjska łyżwiarka szybka
- 24 grudnia
  - Christian von Boetticher, niemiecki prawnik, polityk, eurodeputowany
  - Przemysław Branny, polski aktor, wokalista
  - Marco Minnemann, niemiecki muzyk, kompozytor
  - Amaury Nolasco, portorykański aktor
  - Keith Silverstein, amerykański aktor głosowy
- 25 grudnia
  - Chioma Ajunwa, nigeryjska lekkoatletka, skoczkinki w dal i sprinterka, piłkarka
  - Emmanuel Amunike, nigeryjski piłkarz
  - Krzysztof Kasowski, polski piosenkarz, muzyk, kompozytor
  - Luis Antonio Moreno, kolumbijski piłkarz
- 26 grudnia
  - Danielle Cormack, nowozelandzka aktorka
  - Simon Gopane, południowoafrykański piłkarz, bramkarz
  - Darius Gvildys, litewski piłkarz, trener
  - Szczepan Kozak, polski historyk, wykładowca akademicki
  - Misha Latuhihin, holenderski siatkarz
- 27 grudnia
  - Wadim Bogijew, rosyjski zapaśnik
  - Agnès Evren, francuska działaczka samorządowa, polityk, eurodeputowana
  - Ishak Ali Moussa, algierski piłkarz
  - Naoko Yamazaki, japońska inżynier astronautka
- 28 grudnia
  - Yolanda Andrade, meksykańska aktorka
  - Oleg Artiemjew, rosyjski kosmonauta
  - Macaire Obou, iworyjski piłkarz, bramkarz
  - Brenda Schultz-McCarthy, holenderska tenisistka
- 29 grudnia
  - Dallas Austin, amerykański muzyk, kompozytor, producent muzyczny
  - Carin ter Beek, holenderska wioślarka
  - Enrico Chiesa, włoski piłkarz
  - Katarzyna Jeż, polska piłkarka ręczna
  - Kevin Weisman, amerykański aktor
- 30 grudnia:
  - Kader Attia, algiersko-francuski artysta interdyscyplinarny
  - Farchad Chajtbajew, kirgiski piłkarz
  - Traa Daniels, amerykański basista, członek zespołu P.O.D.
  - Marcin Koszałka, polski operator filmowy, reżyser filmów dokumentalnych
  - Ināra Mūrniece, łotewska dziennikarka, polityk, przewodnicząca Sejmu
  - Thomas Winklhofer, austriacki piłkarz
- 31 grudnia
  - Driss Benzekri, marokański piłkarz, bramkarz
  - Ali Mołłow, bułgarski zapaśnik
  - Bryon Russell, amerykański koszykarz
  - Wadim Sajutin, rosyjski i kazachski łyżwiarz szybki
  - Víctor Torres Mestre, hiszpański piłkarz, trener

- dokładna data nieznana – Agnieszka Rayss, polska artystka, fotografka
- dokładna data nieznana – Alec Covin, francuski autor thrillerów

## Zdarzenia astronomiczne
- 7 marca – całkowite zaćmienie Słońca
- 9 maja – przejście Merkurego na tle tarczy Słońca

## Nagrody Nobla
- z fizyki – Hannes Alfvén, Louis Néel
- z chemii – Luis F. Leloir
- z medycyny – Ulf von Euler, Julius Axelrod, sir Bernard Katz
- z literatury – Aleksandr Sołżenicyn
- nagroda pokojowa – Norman E. Borlaug
- z ekonomii – Paul Samuelson

## Święta ruchome
- Tłusty czwartek: 5 lutego
- Ostatki: 10 lutego
- Popielec: 11 lutego
- Niedziela Palmowa: 22 marca
- Pamiątka śmierci Jezusa Chrystusa: 22 marca
- Wielki Czwartek: 26 marca
- Wielki Piątek: 27 marca
- Wielka Sobota: 28 marca
- Wielkanoc: 29 marca
- Poniedziałek Wielkanocny: 30 marca
- Wniebowstąpienie Pańskie: 7 maja
- Zesłanie Ducha Świętego: 17 maja
- Boże Ciało: 28 maja